# Sare
Pour les articles ayant des titres homophones, voir Sar, Sarr et Sarre.
Pour les articles homonymes, voir Sare (homonymie).
Vous lisez un « article de qualité » labellisé en 2015.
Sare est une commune française située dans le département des Pyrénées-Atlantiques en région Nouvelle-Aquitaine, à la frontière avec l'Espagne. Elle est adossée à la chaîne pyrénéenne, qui forme autour du bassin occupé par le bourg un cirque ouvert vers l'est et le nord. Son histoire géologique explique la formation de grottes qui ont été occupées durant l'Aurignacien ; l'âge du bronze a, quant à lui, laissé de nombreux monuments funéraires sur les pistes et les plateaux montagneux de la commune. Son territoire forme aujourd'hui une enclave dans la Communauté forale de Navarre avec laquelle elle partage 25 km de frontière et la langue basque ; cette particularité a eu des conséquences fortes sur l'histoire de la commune, qui a au cours des siècles conclu des accords pastoraux avec les communes espagnoles voisines. Pendant la Révolution française, les Basques du Labourd sont accusés de garder des relations avec les Navarrais et les Guipuscoans, ce qui conduit à la déportation de la totalité des habitants de Sare en mars 1794 dans des conditions très précaires. Dans cet épisode tragique, une partie de la population perd la vie du fait de la déportation et de la famine, conséquence des pillages. Lors de la guerre d'indépendance espagnole, la coalition anglo-hispano-portugaise menée par le duc de Wellington franchit la frontière et repousse les troupes françaises qui se sont retranchées dans des redoutes situées sur la Rhune.
La commune recèle un habitat ancien, dont certaines, parmi les 283 maisons recensées à la fin du XXe siècle, datent partiellement du XVe siècle. L'architecture traditionnelle de ces édifices, leur décoration extérieure et leur orientation définissent l'archétype de la maison labourdine rurale tel qu'il existe dans l'imagerie populaire sous le vocable de « maison basque ».
La population de Sare est restée stable pendant près de 200 ans, à partir de 1793, ne prenant un essor véritable qu'à partir des années 1990, pour atteindre plus de 2 500 habitants au début des années 2010. L'activité agricole est fortement ancrée dans les paysages, même si la localité a accueilli depuis le Moyen Âge une industrie minière, et plus récemment une usine de traitement de la laine. La proximité de la frontière et la configuration du relief et des voies de communication, ajoutées au partage de la langue basque, ont donné naissance à une économie locale partagée entre l'Espagne et la France, dont les ventas et la contrebande sont les signes les plus frappants.
Sare possède un patrimoine naturel sauvage ou semi-sauvage, encadré par des zones naturelles d'intérêt écologique, faunistique et floristique, ou protégé par des réglementations nationales ou régionales.
La localité a accueilli des personnalités marquantes, soit issues du village, soit telles qu'Axular, considéré comme le premier prosateur de langue basque, ou bien Napoléon III ou Édouard VII, attirés par les paysages et les grottes, ou par les démonstrations de pelote basque. La localité, qui a fait l'objet d'une étude approfondie de la part de José Miguel de Barandiarán, a, sous le nom  d'Etchezar, également servi de modèle à Pierre Loti, pour figurer le village de Ramuntcho.

## Géographie

### Localisation

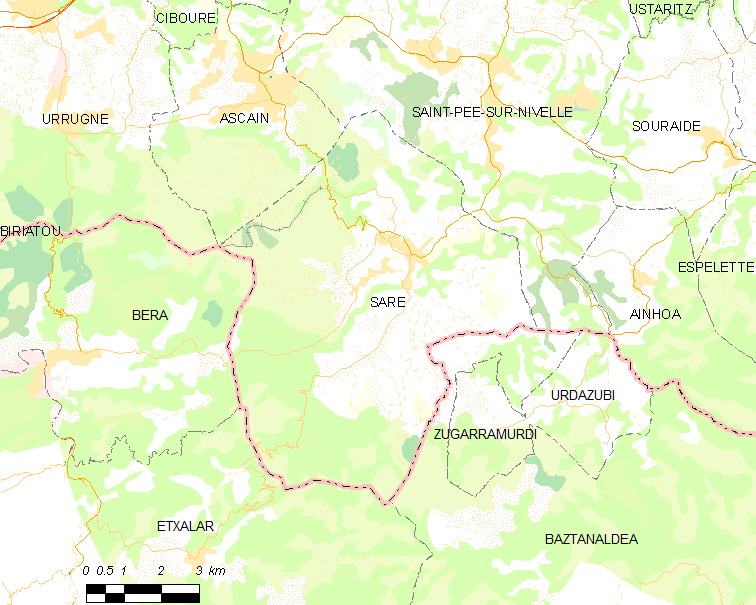
Frontières de Sare avec les communes limitrophes. Le trait rouge indique la position de la frontière entre l'Espagne et la France.

La commune, qui fait partie de la province basque du Labourd, est située à l’extrême sud-ouest du territoire français, dans le département des Pyrénées-Atlantiques, à la frontière avec l’Espagne (Navarre) ; les trois cinquièmes de son territoire forment un enfoncement dans la Navarre espagnole située au sud. La côte atlantique la plus proche est celle de la baie de Saint-Jean-de-Luz, localité située à quelque 11 km à vol d’oiseau. À l’ouest, le finage, après avoir suivi la frontière espagnole, s’achève à la borne 24, proche du sommet de la Rhune qui culmine à 905 mètres ; c’est également le point le plus haut de la localité, que la commune partage avec — outre Bera ou Vera de Bidasoa qui appartient à la comarque navarraise de Cinco Villas — les communes françaises d’Ascain et d’Urrugne. C’est d’ailleurs le seul point de contact qui unit Sare à Urrugne. À l’est, le finage quitte la frontière avec l’Espagne — qui s’étend sur 25 km — entre les bornes 66 et 67, au ruisseau Olazur (Olazurko erreka).
En termes de géographie politique, Sare est une commune de l’ancienne province basque du Labourd.

### Communes limitrophes
Les communes limitrophes sont Ascain, Saint-Pée-sur-Nivelle, Urrugne, Baztan, Bera et Etxalar.
| Ascain                         |                           | Saint-Pée-sur-Nivelle |
| Urrugne (par un quadripoint)   | Sare                      |                       |
| Vera de Bidasoa/Bera (Espagne) | Etxalar/Echalar (Espagne) | Baztan (Espagne)      |

### Relief et géologie

Perspectives depuis le bourg de Sare (sélection).
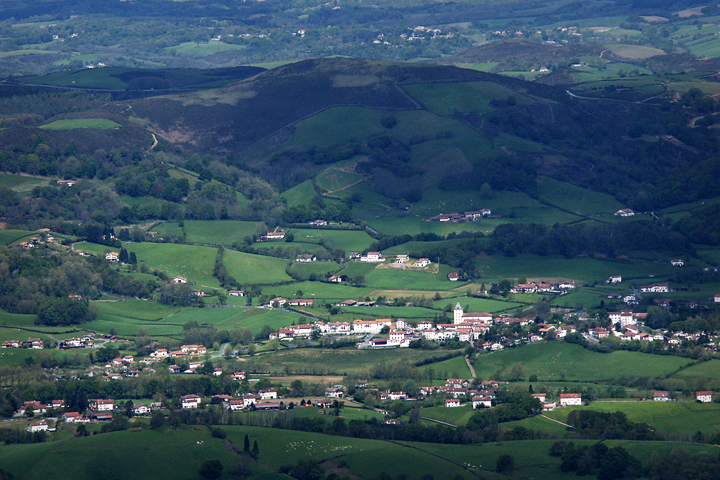
Sare et les collines au nord.
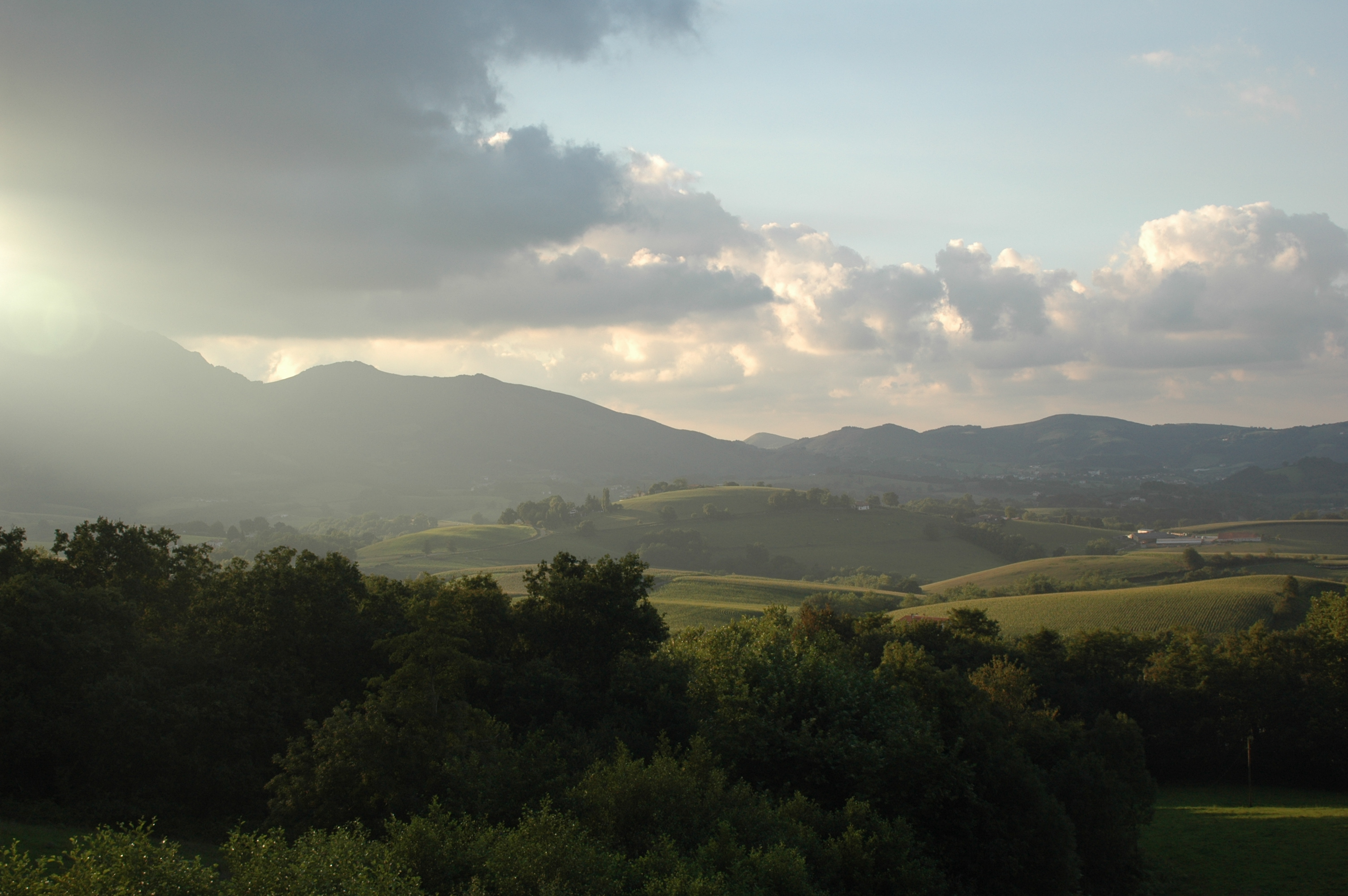
Le Zuhalmendi au nord-ouest.
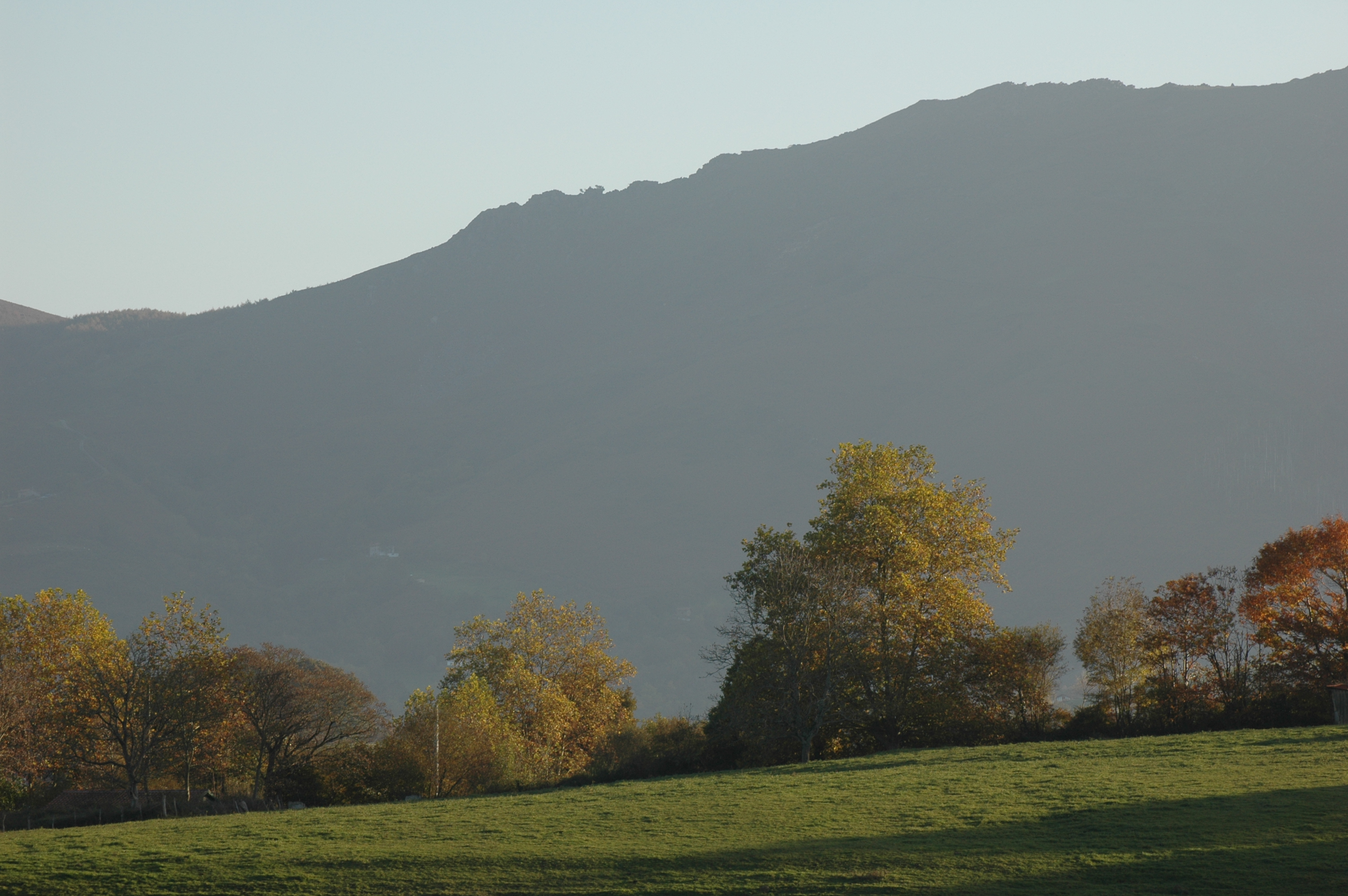
Les crêtes des Cinco Villas au sud.
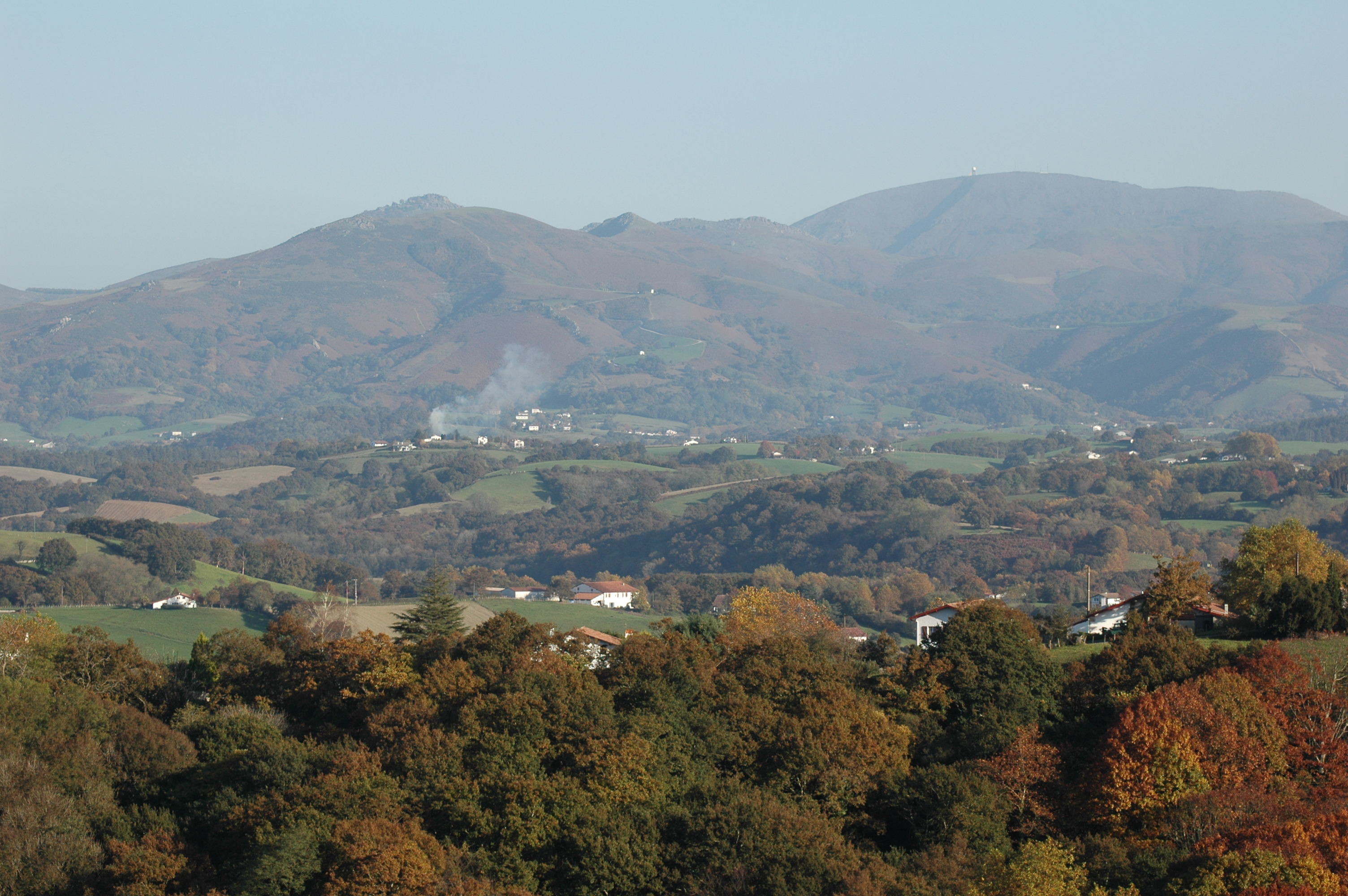
À l’est, l’Artzamendi à droite et le Mondarrain à gauche.

Sare s’est développée dans un petit bassin situé contre les premiers contreforts pyrénéens. La localité est dominée à l’ouest par la Rhune, et son relief s’infléchit du sud-ouest vers le nord-est. Au sud, le territoire est bordé par une chaîne, qui s’étend du pic Ibanteli — culminant à 698 m — au pic Atxuria — également nommé Peñas Plata, s’élevant à 756 m — et qui est une extension du massif de la Rhune. Dans la direction nord - nord-ouest, l’horizon est fermé par des collines aux formes arrondies, dominées par le Zuhalmendi (301 m), alors qu’à l’est le bassin s'ouvre sur la vallée de la Nivelle, l’Artzamendi et le Mondarrain qui dominent Ainhoa et Espelette.
La superficie de la commune est de 5 134 hectares (au 1er janvier 2014), alors que la superficie moyenne d'une commune de France métropolitaine s'établit à 1 510,2 hectares, ; son altitude varie entre 27 et 881 mètres. L’altitude la plus basse est constatée à l’est du village, à proximité de la chapelle Sainte-Catherine, elle-même à 36 mètres de hauteur, alors que le bourg proprement dit est établi sur un mamelon dans la plaine située au pied des montagnes. Le repère géodésique présent sur la façade de la mairie indique 77,29 m et celui de la façade est de l’église, 56 m,.
Le relief saratar reflète un assemblage complexe de blocs soit juxtaposés, soit en chevauchement. Il est le résultat de l’orogenèse qui a donné naissance aux Pyrénées actuelles, débutant il y a 80 millions d’années (MA) et s’étendant sur près de 50 MA ; le phénomène de plissement a atteint un paroxysme entre - 40 et - 30 MA. Le paysage de la localité s’explique par l’évolution de trois unités structurales qui en forment l’ossature : la dépression de Sare - Ainhoa s’appuyant au sud sur le massif des Cinco Villas et se développant vers l’est, le massif de la Rhune à l’ouest du territoire, et enfin le pays du flysch d’Ascain - Saint-Pée-sur-Nivelle - Espelette s'ouvrant sur le nord de la localité.

#### Crétacé
| Période                                                    | Séries    | Étage         | Âge (Ma)       |
| ---------------------------------------------------------- | --------- | ------------- | -------------- |
| Paléogène                                                  | Paléocène | Danien        | Plus jeune     |
| Crétacé                                                    | Supérieur | Maastrichtien | 72.2 - 66.0    |
| Crétacé                                                    | Supérieur | Campanien     | 83.6 - 72.2    |
| Crétacé                                                    | Supérieur | Santonien     | 85.7 - 83.6    |
| Crétacé                                                    | Supérieur | Coniacien     | 89.8 - 85.7    |
| Crétacé                                                    | Supérieur | Turonien      | 93.9 - 89.8    |
| Crétacé                                                    | Supérieur | Cénomanien    | 100.5 - 93.9   |
| Crétacé                                                    | Inférieur | Albien        | 113.2 - 100.5  |
| Crétacé                                                    | Inférieur | Aptien        | 121.4 - 113.2  |
| Crétacé                                                    | Inférieur | Barrémien     | 125.77 - 121.4 |
| Crétacé                                                    | Inférieur | Hauterivien   | 132.6 - 125.77 |
| Crétacé                                                    | Inférieur | Valanginien   | 137.05 - 132.6 |
| Crétacé                                                    | Inférieur | Berriasien    | 143.1 - 137.05 |
| Jurassique                                                 | Malm      | Tithonien     | Plus âgé       |
| Subdivision de la période Crétacé selon l'UISG, août 2018. |           |               |                |

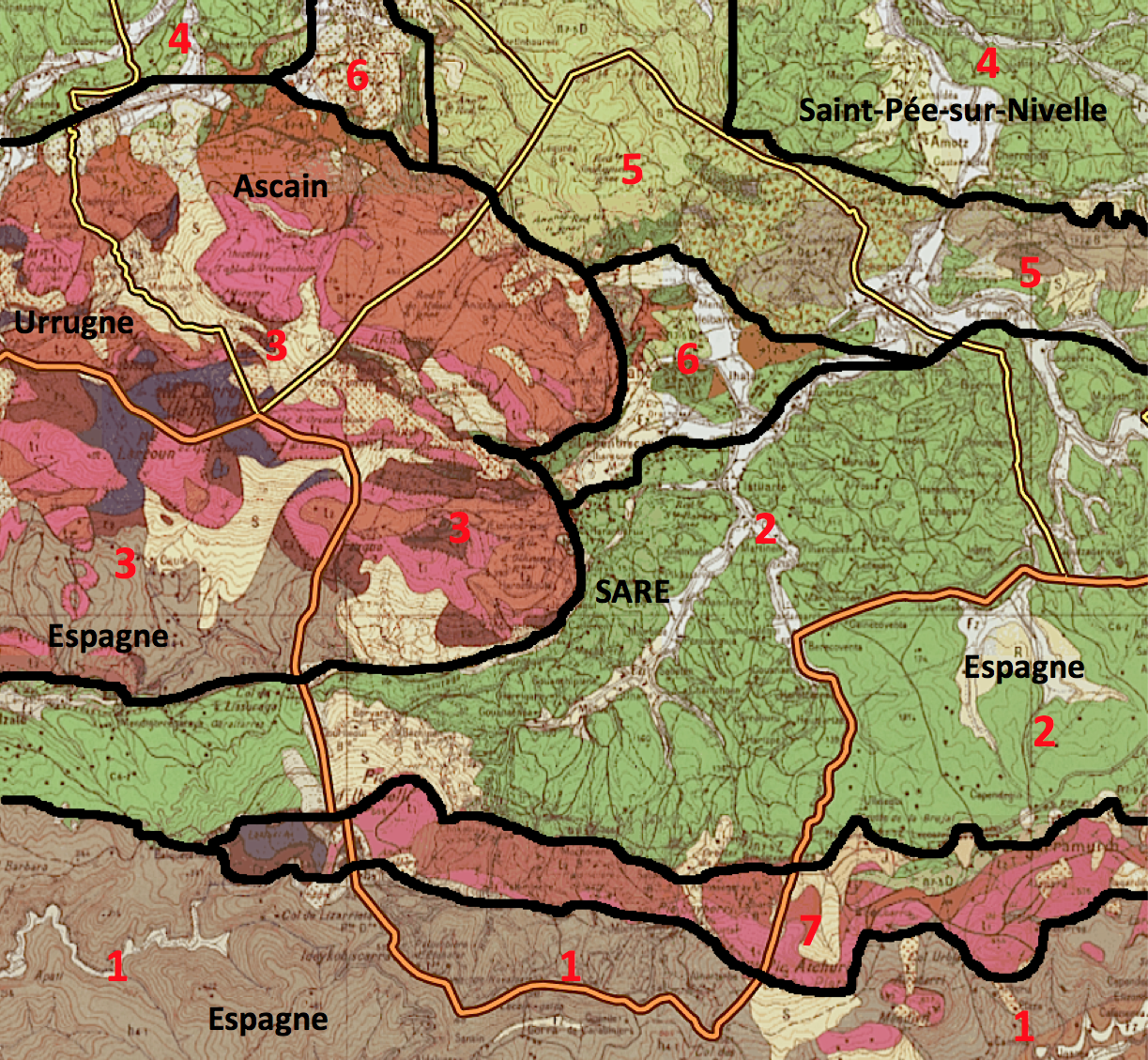
Carte structurale de la région de Sare, d’après Philippe Razin.
Traits jaunes : frontières municipales ;
Traits orange : frontière nationale ;
Traits noirs : limites des zones géologiques.
1 : Cinco Villas, Paléozoïque et Trias
2 : dépression de Sare, flysch calcaire
3 : massif de la Rhune, Paléozoïque et Trias
4 : flysch nord d’Ascain et St-Pée
5 : flysch nord de Sare
6 : Trias supérieur
7 : calcaire de Sare

Durant le début du Crétacé inférieur, la zone observée reste émergée, alors que la mer subsiste à l’est, couvrant les actuels Arberoue et Arbaille, et que le massif de Biscaye auquel appartiennent alors les Cinco Villas occupe le golfe de Gascogne. Le mouvement d’étirement qui se produit à la fin du Crétacé inférieur morcelle l’écorce terrestre, et ouvre de larges sillons que la mer occupe. Durant l’Albien en effet, un large fossé marin forme d’est en ouest un domaine qui s’étend de Mauléon à Saint-Jean-de-Luz, se rétrécissant à l’approche du massif de Biscaye. Au Cénomanien, alors que le niveau moyen des océans s’élève, la mer occupe à nouveau la zone saratare, et des sédiments se déposent sur l’épaisse assise calcaire, formant le soubassement de la dépression de Sare. Le massif des Cinco Villas forme alors l’un des hauts-fonds du nord des Pyrénées occidentales. Ces premiers sédiments sont des sables et des graviers de plage ; ils sont à l’origine des grès dits « de Zugarramurdi ». Les calcaires de Sare sont d’âge cénomanien moyen à coniacien inférieur, résultat d’une sédimentation carbonatée établie en plate-forme. Ils affleurent en lentilles discontinues redressées à la verticale, en périphérie sud et est de la dépression de Sare. On les trouve en effet à Ainhoa, Dancharia, Zugarramurdi, aux grottes de Sare et à Vera-de-Bidasoa. La zone centrale du dépôt des calcaires de Sare est peu profonde, récifale et périrécifale. Cette zone périrécifale a accueilli des boues calcaires chargées de débris de coraux et de coquillages, qui, une fois solidifiées, ont laissé la place à un calcaire dit « bioclastique », dans lequel se sont creusées les grottes.
Au Coniacien, tout le socle régional amorce un affaissement, et les calcschistes ensevelissent les calcaires. Au Campanien, le sillon du flysch carbonaté — produit du démantèlement de terres en cours de surrection active — conquiert le domaine des calcschistes, puis laisse à son tour la place à un bassin de flysch argilo-gréseux.

#### Paléogène
Le bel ordonnancement issu du Crétacé supérieur se trouve bouleversé vers le milieu de l’Éocène — deuxième époque du Paléogène, qui a succédé au Crétacé — ouvrant la voie à l’orogénèse pyrénéenne. À cette époque en effet, la plaque ibérique entre en collision avec la plaque européenne, dans une poussée orientée du sud vers le nord. Conséquence locale, sous cette poussée la zone sud du bassin de Sare se redresse, et le sillon qu’elle délimite forme un gigantesque synclinal, dans lequel les parties les plus malléables — calcschistes et flysch — se plissent, alors que les calcaires et les grès formant le socle se cassent. Au nord, le bassin de Sare et le massif de la Rhune s’enfoncent sous la partie nord du sillon de Saint-Jean-de-Luz, tout en se séparant l’un de l’autre sous l’action de la surrection de la Rhune.

#### Les grottes de Sare

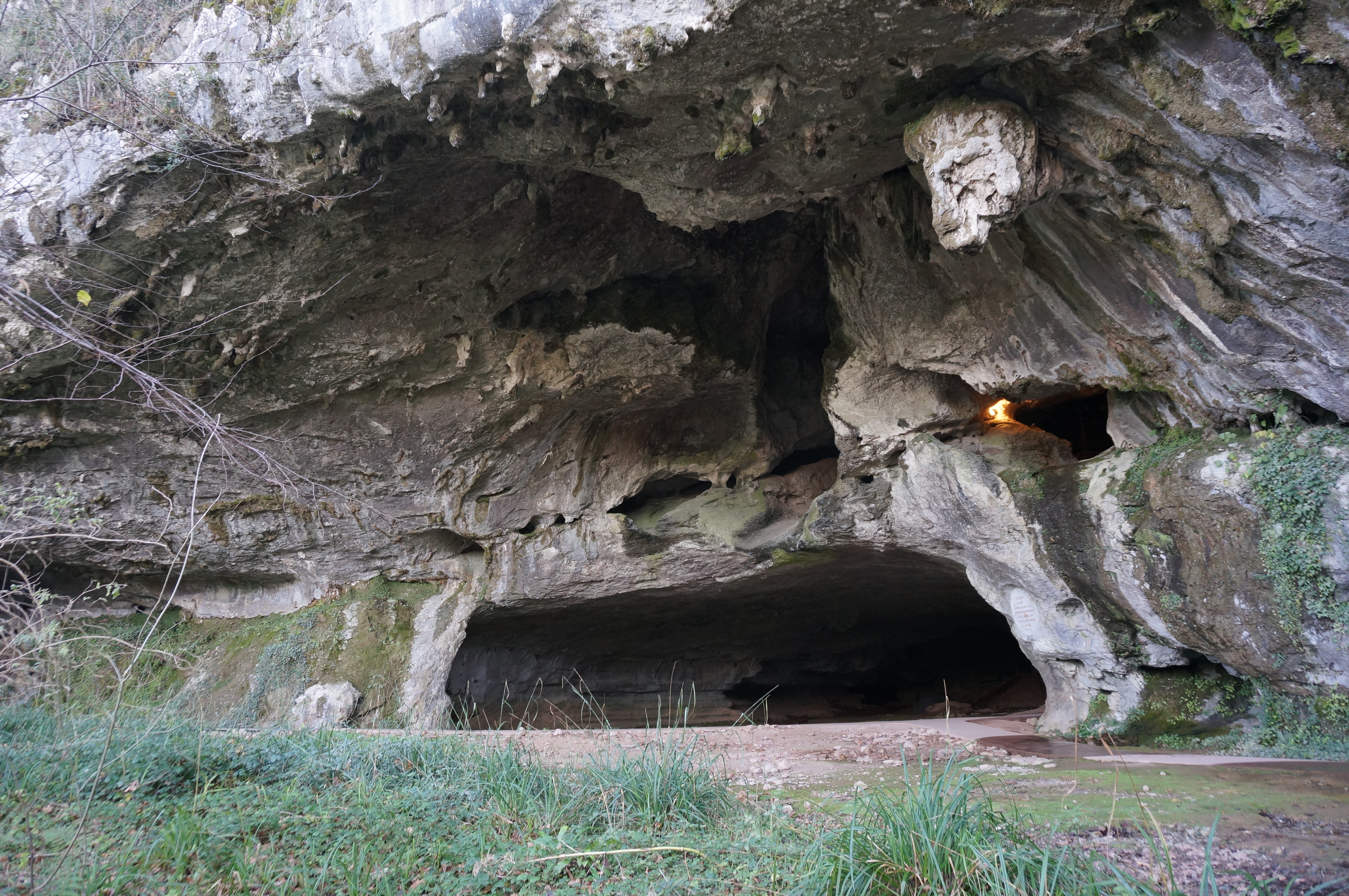
Entrée des grottes de Sare.

Comme indiqué ci-dessus, les calcaires de Sare affleurent, dressés à la verticale, notamment au pied du versant nord du pic Atxuria, situé au sud de la localité ; et culminant à 757 m. Lorsque — sans doute durant le Miocène, c’est-à-dire il y a moins de 25 millions d’années — la couverture protectrice du gisement s’est affaiblie, l’eau de pluie a commencé un travail de dégradation, début de la phase de karstification, qui s’est sans doute amplifié au cours de périodes très pluvieuses du Quaternaire. La grotte Lezea (ou trou d'Urioa, ou encore Artzlezea, la « grotte aux ours ») est établie à 220 m d’altitude, sur trois étages superposés, dont le second correspond au niveau d'entrée ; il est également le plus étendu. Le porche d'entrée mesure 50 m sur une hauteur de 18 m, prélude à une vaste salle qui s'enfonce sous terre sur près de 30 m. Plusieurs galeries la prolongent sur au moins 300 m. Certaines cheminées s'élèvent à des hauteurs supérieures à 40 m.
En surface du karst de Sare, des cavités tronquées ont été identifiées. Elles sont antérieures aux grottes aménagées actuelles, qui n'existent sans doute que depuis quelques centaines de milliers d’années. Celle qui domine le site actuel ne dépasse pas deux mètres de longueur ; ses parois attestent d’un creusement en régime noyé, lorsqu’elle tenait un rôle de drain au cœur du massif calcaire, avant l’abaissement du niveau des eaux qui caractérise notre époque.

### Hydrographie

Richesse en eau du territoire saratar (sélection).
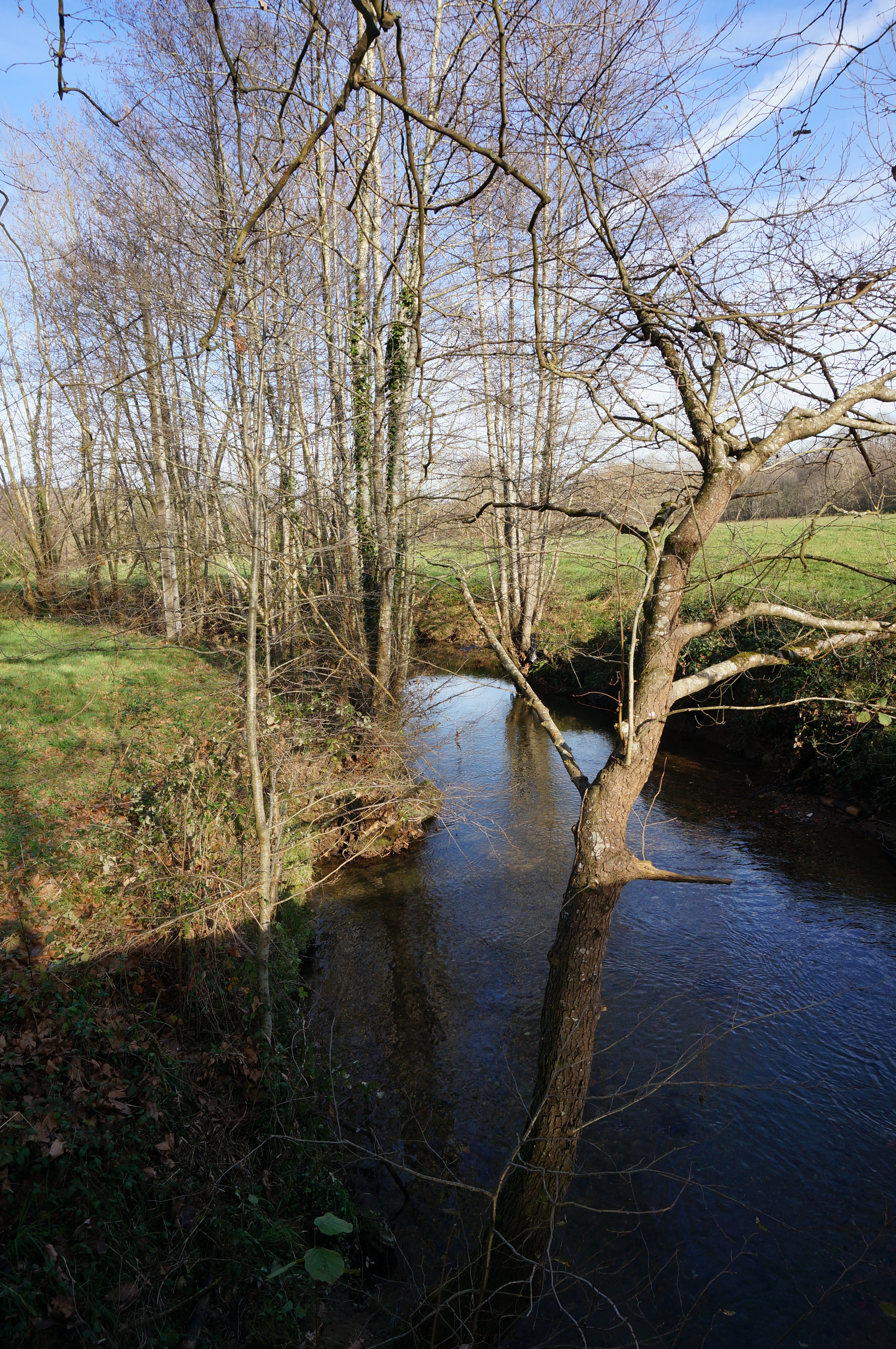
Le ruisseau de Portua.
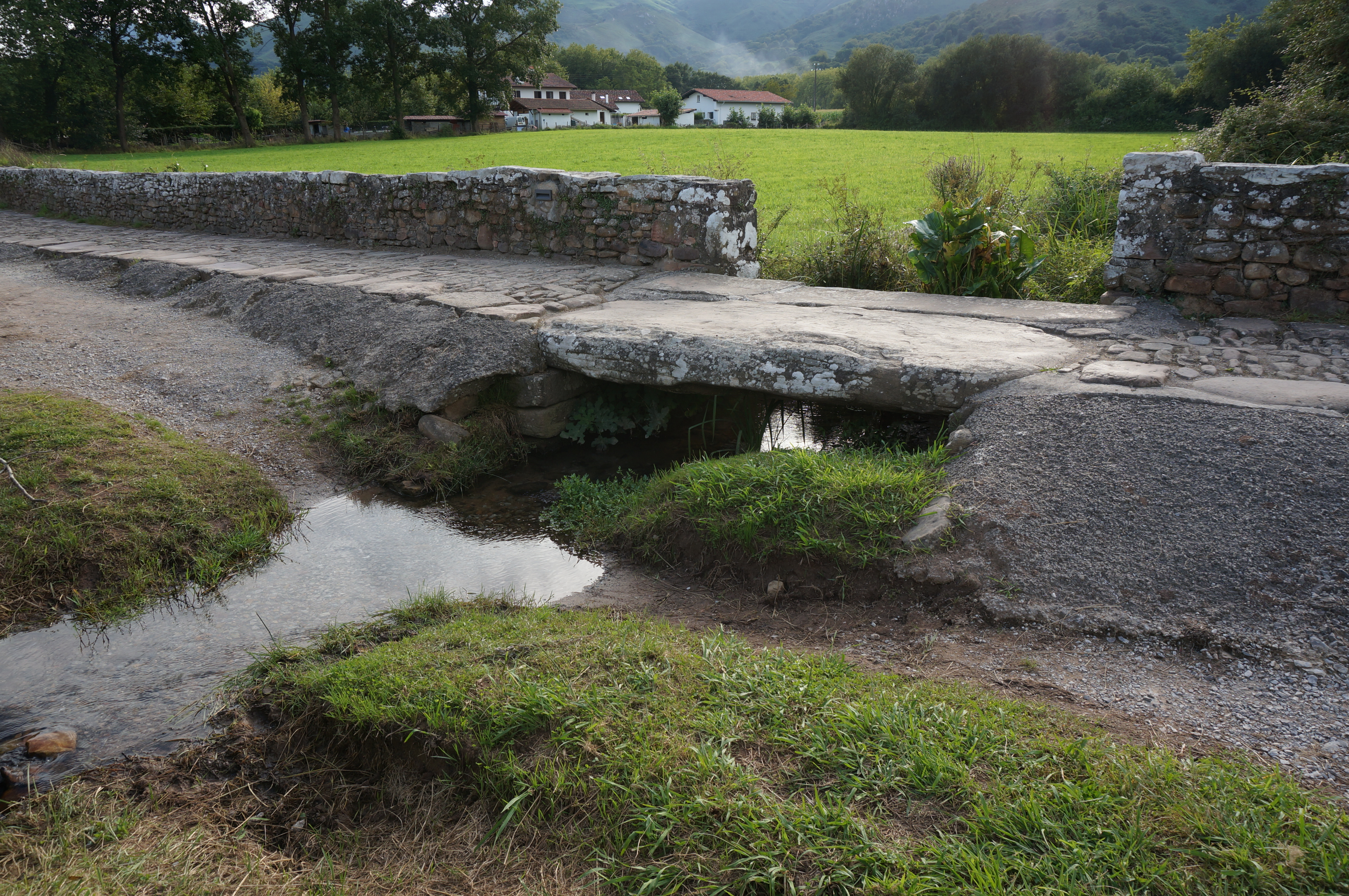
Pont rustique sur un affluent du ruisseau de Portua.
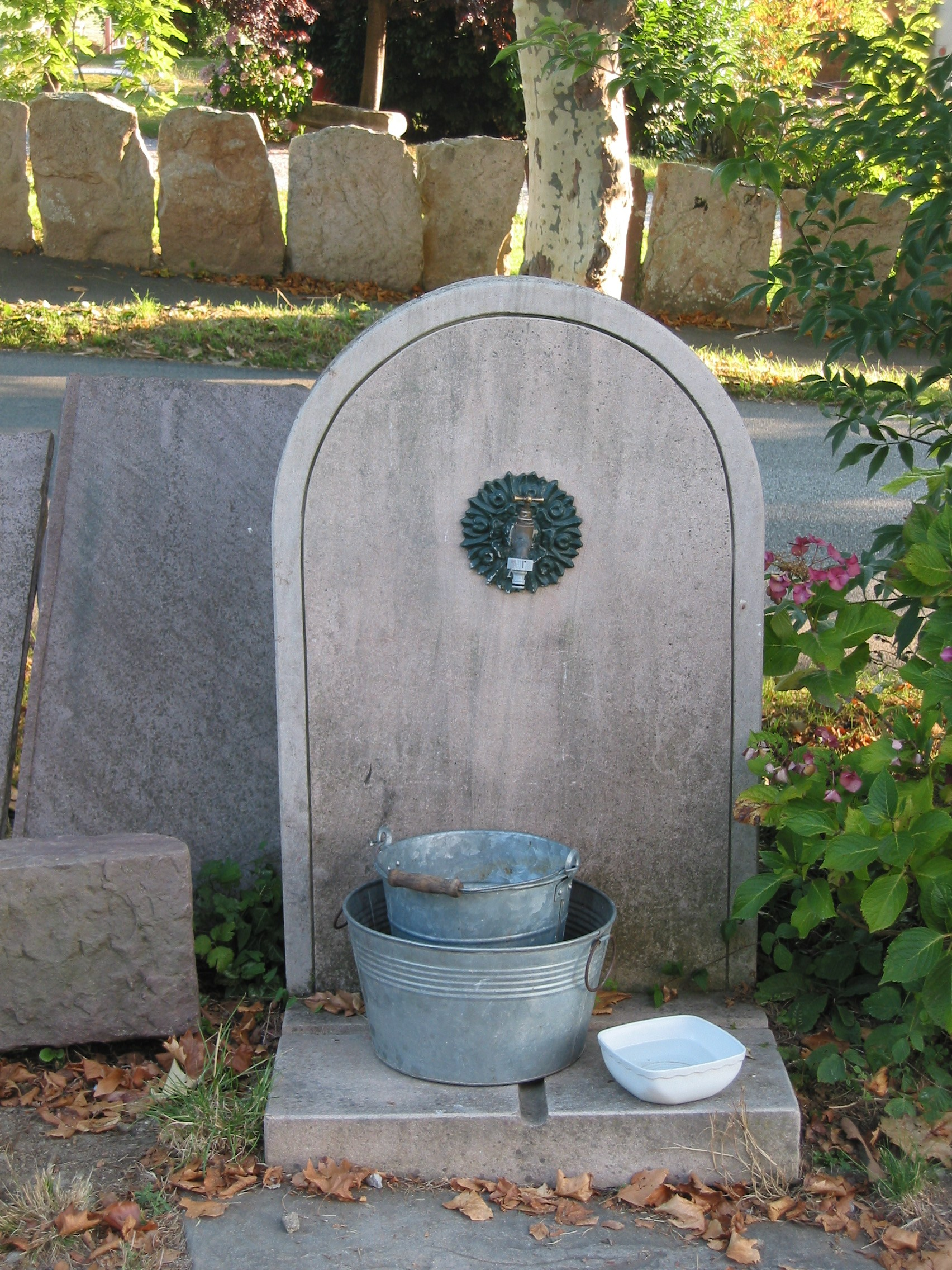
Fontaine publique.
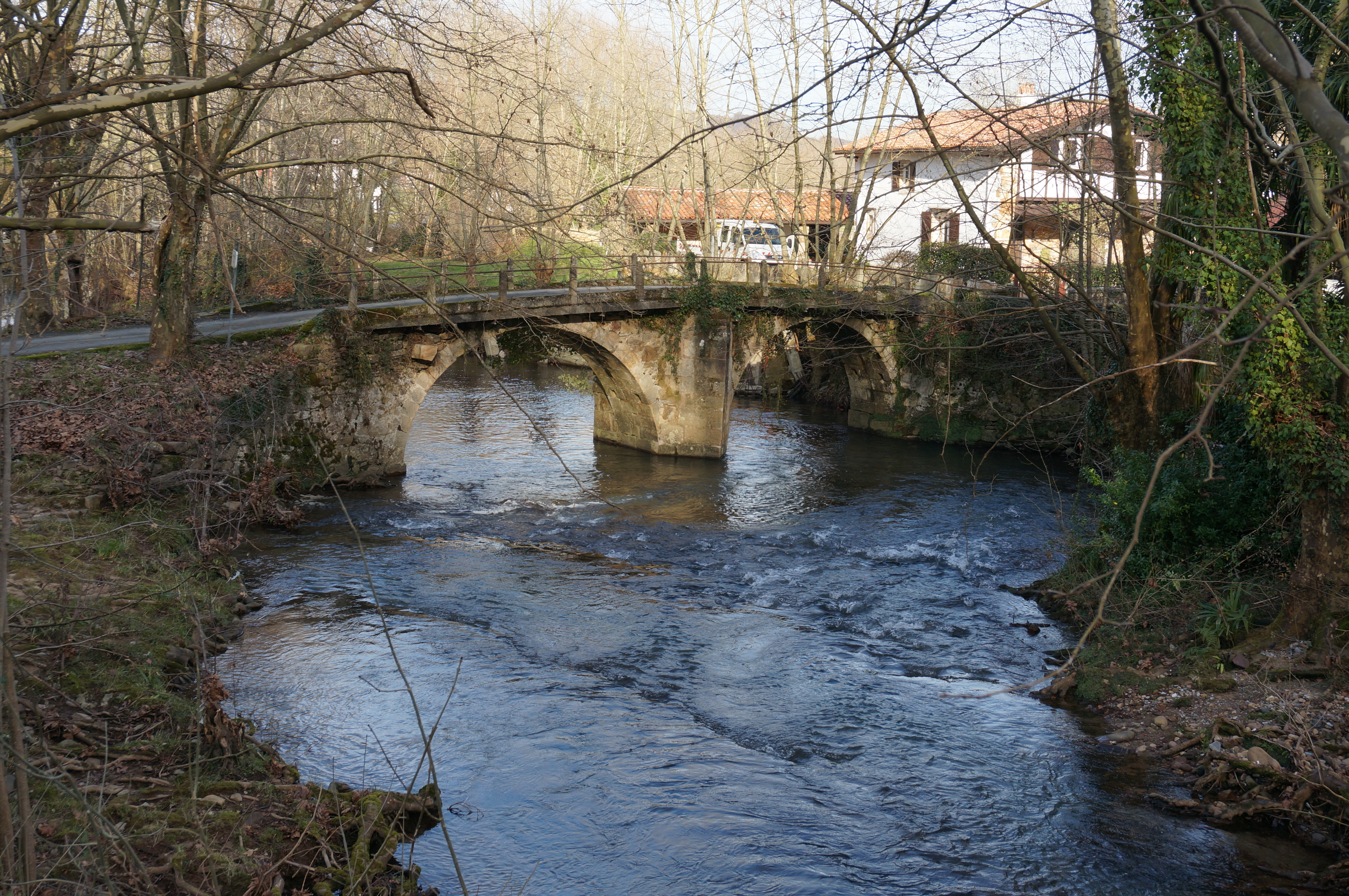
Le Lizuniagako erreka.
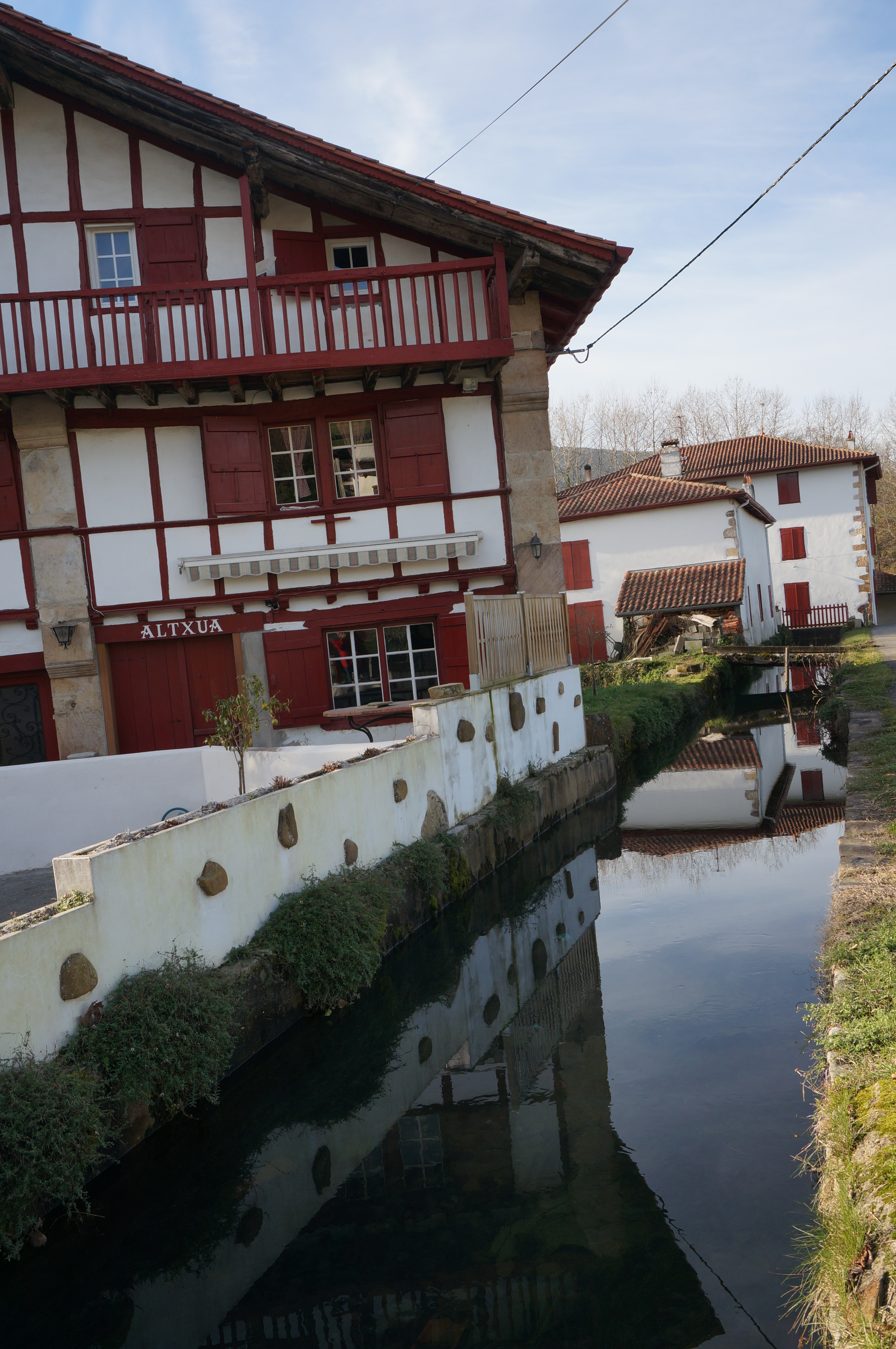
Bras du Lizuniagako erreka.

La commune est située dans le bassin versant de la Nivelle, fleuve côtier qui rejoint l’océan Atlantique dans la baie de Saint-Jean-de-Luz. Le vaste territoire communal, niché au pied du massif pyrénéen, est arrosé par 159 ruisseaux et cours d’eau de noms différents, certains d’entre eux recevant plusieurs noms selon les quartiers qu’ils traversent,. Parmi les affluents de la Nivelle, on compte en particulier, de l’amont vers l’aval, le ruisseau de Lizunia (Lizuniagako erreka), ainsi que les tributaires de ce dernier, les ruisseaux de Figarel —  et les affluents de celui-ci, les ruisseaux d’Urio et de Tonba — de Behereko benta et de Portua, de même que l'affluent de ce dernier, le ruisseau d’Herbarrun,. Viennent ensuite les ruisseaux de Tontolo, d’Uzkain, Arraio et de Galardi.
L’omniprésence de l’eau alimentant le territoire saratar — presque chaque ferme a accès à une source ou un captage rudimentaire, suffisant pour satisfaire les besoins de la vie domestique et de l’activité agricole, sans recours à un puits — a permis le développement d'activités économiques spécifiques directes, tels plusieurs moulins hydrauliques, ou indirectes, comme l’alimentation de nombreux fours à chaux. Une source minérale, dite « d’Andoitxea », à forte teneur en fer, a même été répertoriée par la carte de Cassini. La fontaine dite « de Saint-Antoine » (San Antoneko iturria), disparue depuis les années 1950 tout comme le culte dont elle était l’objet, était une source miraculeuse ; les populations locales lui prêtaient des pouvoirs curatifs pour les maladies des yeux et de la peau.

### Climat
Pour des articles plus généraux, voir Climat de la Nouvelle-Aquitaine et Climat des Pyrénées-Atlantiques.
Historiquement, la commune est exposée à un micro climat océanique basque.  
En 2020, Météo-France publie une typologie des climats de la France métropolitaine dans laquelle la commune est exposée à un climat de montagne et est dans la région climatique Pyrénées atlantiques, caractérisée par une pluviométrie élevée (>1 200 mm/an) en toutes saisons, des hivers très doux (7,5 °C en plaine) et des vents faibles.
Pour la période 1971-2000, la température annuelle moyenne est de 14,1 °C, avec une amplitude thermique annuelle de 11,8 °C. Le cumul annuel moyen de précipitations est de 1 683 mm, avec 13,2 jours de précipitations en janvier et 9,1 jours en juillet. Pour la période 1991-2020, la température moyenne annuelle observée sur la station météorologique la plus proche, située sur la commune de Ciboure à 11 km à vol d'oiseau, est de 15,0 °C et le cumul annuel moyen de précipitations est de 1 521,3 mm,. Pour l'avenir, les paramètres climatiques de la commune estimés pour 2050 selon différents scénarios d’émission de gaz à effet de serre sont consultables sur un site dédié publié par Météo-France en novembre 2022.

### Voies de communication et transport

#### Infrastructure routière

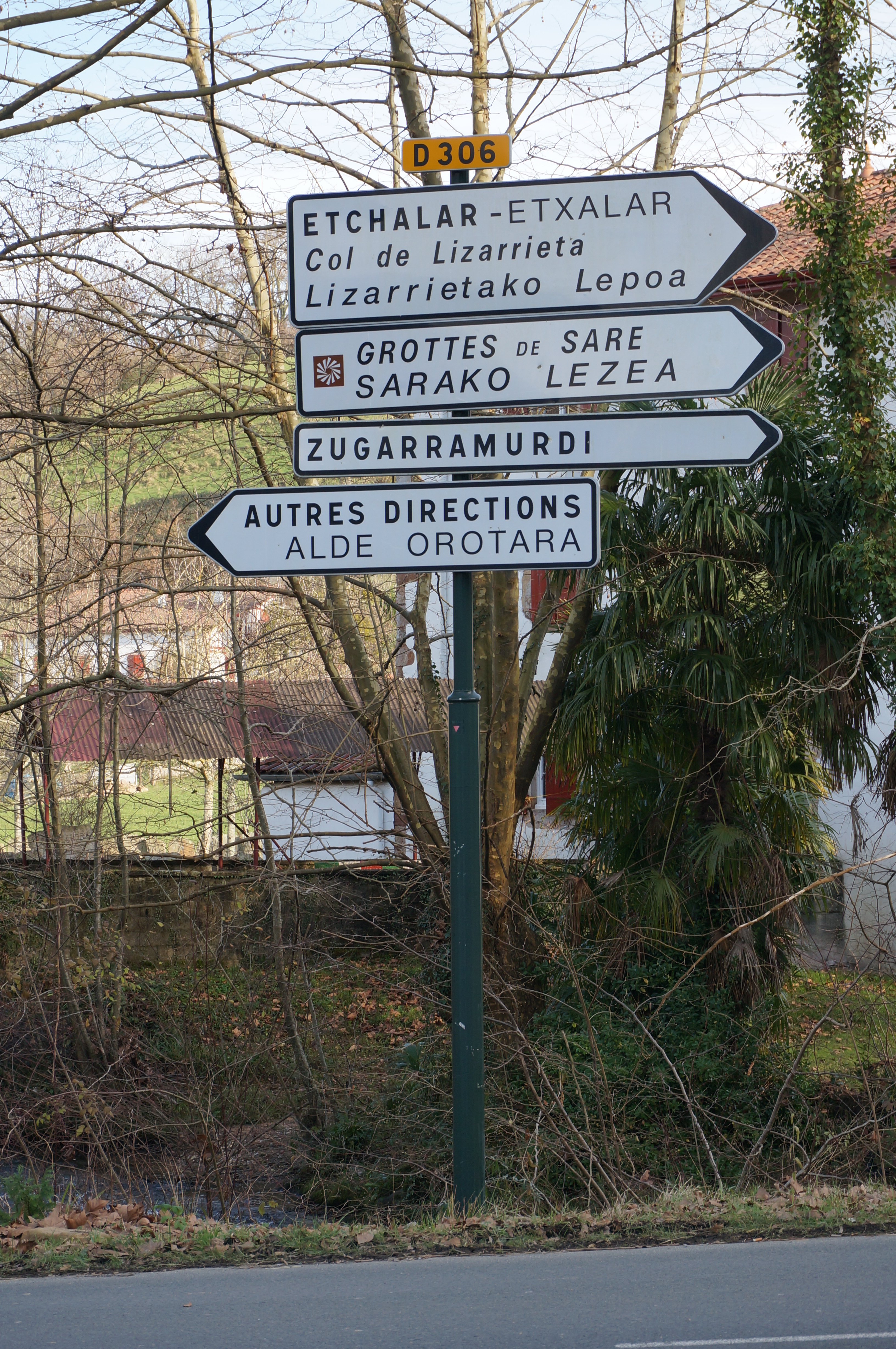
Panneaux de direction sur la D 306.

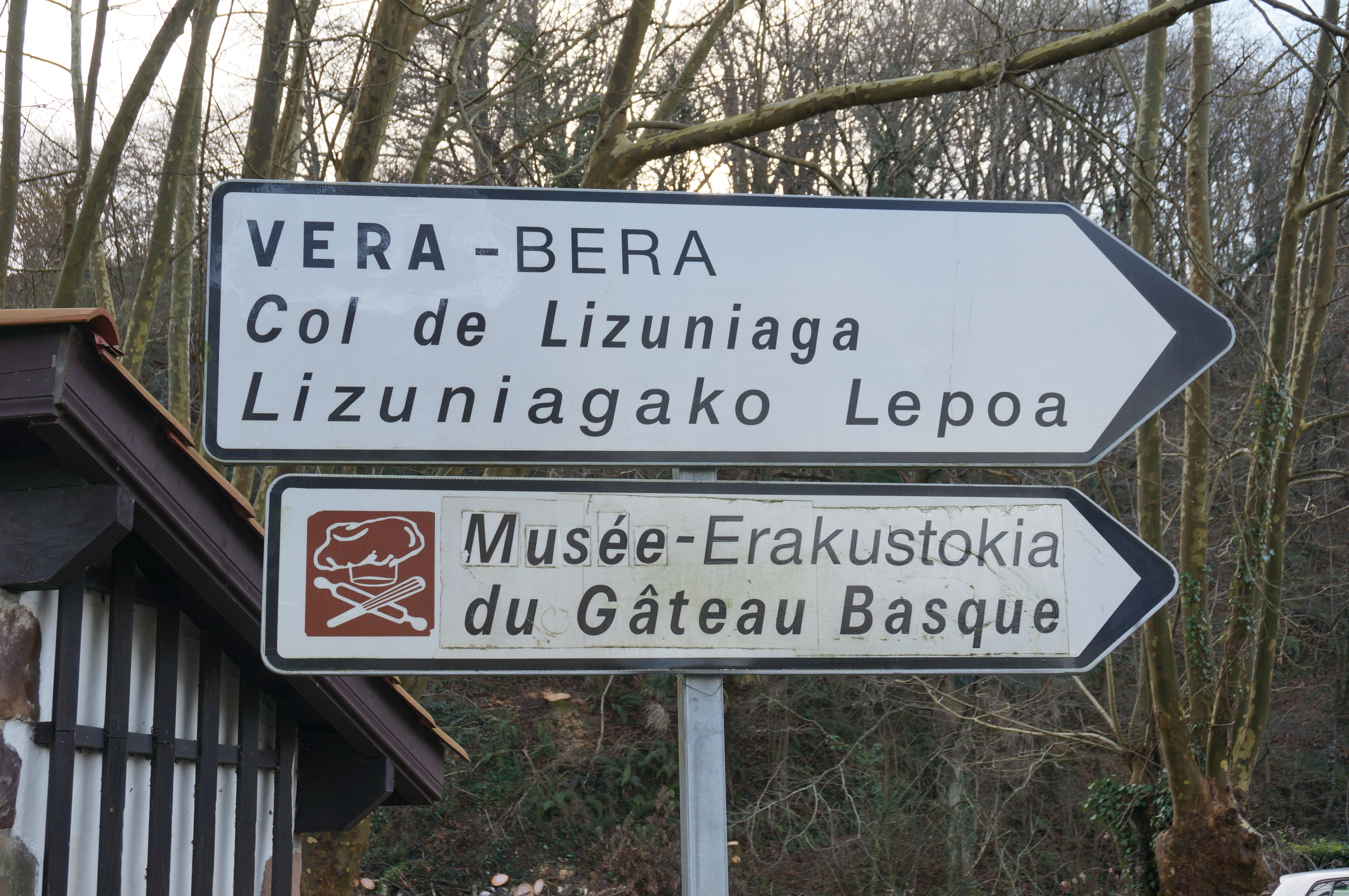
Panneaux de direction vers Vera de Bidassoa.

Sare se trouve à un carrefour, résultant de sa position de plaque tournante aux pieds du massif des Pyrénées, entre la plaine vallonnée qui s’ouvre sur le Pays basque français au nord, et les vallées du Baztan et de Cinco Villas en Navarre au sud.
Sare est reliée au quartier Cherchebruit de Saint-Pée-sur-Nivelle, peu après avoir dépassé la chapelle Sainte-Catherine — notée Santa Katalina sur le site Géoportail — par la route départementale D 4, qui laisse le village après avoir longé le sud du quartier Ihalarre et le ruisseau de Portua. Cette même route quitte le bourg au nord-ouest pour atteindre Ascain, une fois franchi le col de Saint-Ignace (169 m), d’où part le train à crémaillère menant au sommet de la Rhune.
La route départementale D 406, qui longe le ruisseau de Lizunia, relie Sare à Vera de Bidassoa en Navarre en empruntant le col de Lizuniaga (250 m). Elle est l’héritière de l’antique voie qui reliait Saint-Pée-sur-Nivelle à Vera, en suivant la vallée naturelle du ruisseau Olaldeakoerreka à l’est et Lizuniagakoerreka à l’ouest. La D 306, en provenance d’Etchalar, également en Navarre espagnole, et du col de Lizarrieta (441 m), rejoint la départementale D 4 au sud-est du quartier Ihalarre. Là encore, il s’agit d'une vieille route qui suit une trouée naturelle, le long du ruisseau Hirueta (Hiruetakoerreka).

#### Transports en commun

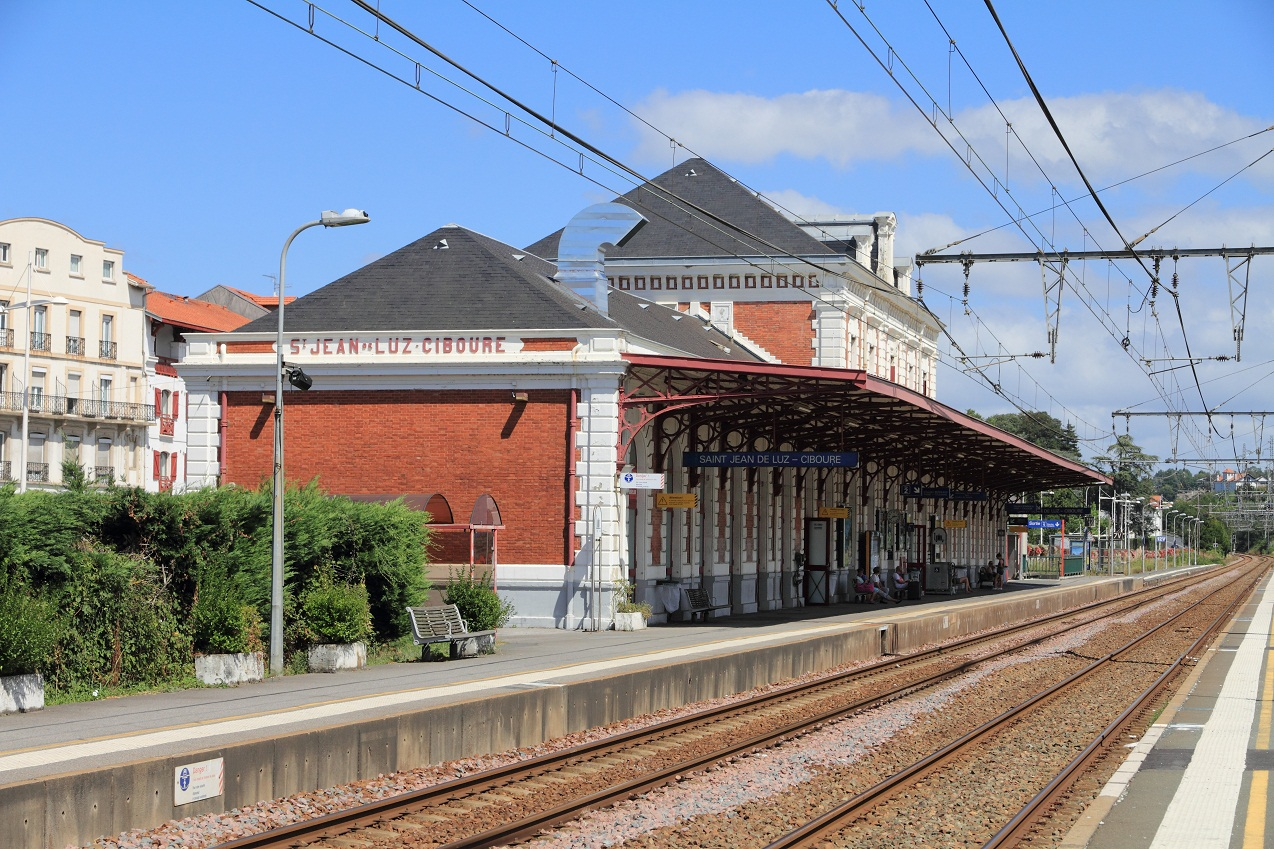
La gare de Saint-Jean-de-Luz - Ciboure.

La ligne interurbaine départementale reliant Sare à Saint-Jean-de-Luz a été récupérée par l'agglomération Sud Pays basque et est devenue en septembre 2016 la ligne 21 du réseau de bus Hegobus.
Cette ligne est en correspondance avec la gare la plus proche, celle de Saint-Jean-de-Luz - Ciboure ; elle est desservie par le TGV sur la ligne de Bordeaux-Saint-Jean à Irun entre les gares ouvertes de Biarritz et de Hendaye.
Une ligne de tramway électrique a été exploitée par les Voies ferrées départementales du Midi du 1er juillet 1925 au 1er janvier 1937. Elle reliait quotidiennement Saint-Jean-de-Luz à Sare en 47 minutes. Le parcours de près de 11 km — 10 942,23 m — passait par Ascain et le col de Saint-Ignace et proposait sept haltes intermédiaires. La concurrence du transport routier par bus, plus flexible et plus rapide, pour un coût équivalent, sonna le glas de l’entreprise.

#### Auto-stop
L'agglomération Sud Pays basque a commencé la mise en place, à partir de fin 2013, d'un réseau d'auto-stop organisé, dit « covoiturage instantané », sur plusieurs de ses communes. La localité la plus proche bénéficiant de ce service est celle de Saint-Pée-sur-Nivelle, au quartier Amotz.

#### Transport aérien
Le plus proche accès au transport aérien est celui fourni par l'aéroport de Biarritz-Bayonne-Anglet (code IATA : BIQ • code OACI : LFBZ), qui se situe à 24 km du centre du bourg. Le syndicat mixte pour l'aménagement et l'exploitation de l'aérodrome de Biarritz-Bayonne-Anglet, qui comprend la chambre de commerce et d'industrie de Bayonne Pays basque, l'agglomération Côte Basque-Adour, les départements des Pyrénées-Atlantiques et des Landes ainsi que la commune de Saint-Jean-de-Luz, assure la gestion de l’aéroport. Celui-ci a accueilli près de 1 100 000 passagers en 2013. Il assure de façon régulière des liaisons avec Paris-Orly, Paris-CDG, Lyon, Nice, Genève et Londres Stansted et a offert de mars à octobre 2014 des liaisons avec entre autres, Marseille, Strasbourg, Lille, Charleroi-Bruxelles-Sud, Dublin, Stockholm-Skavsta et Stockholm-Arlanda, Londres, Copenhague, Oslo et Helsinki. Les compagnies desservant l’aéroport sont, au 1er novembre 2014, Air France, Etihad Regional, EasyJet, Finnair, Hop !, Ryanair, SAS, Twin Jet et Volotea.

## Urbanisme

### Typologie
Au 1er janvier 2024, Sare est catégorisée commune rurale à habitat dispersé, selon la nouvelle grille communale de densité à sept niveaux définie par l'Insee en 2022.
Elle est située hors unité urbaine et hors attraction des villes,.

### Occupation des sols

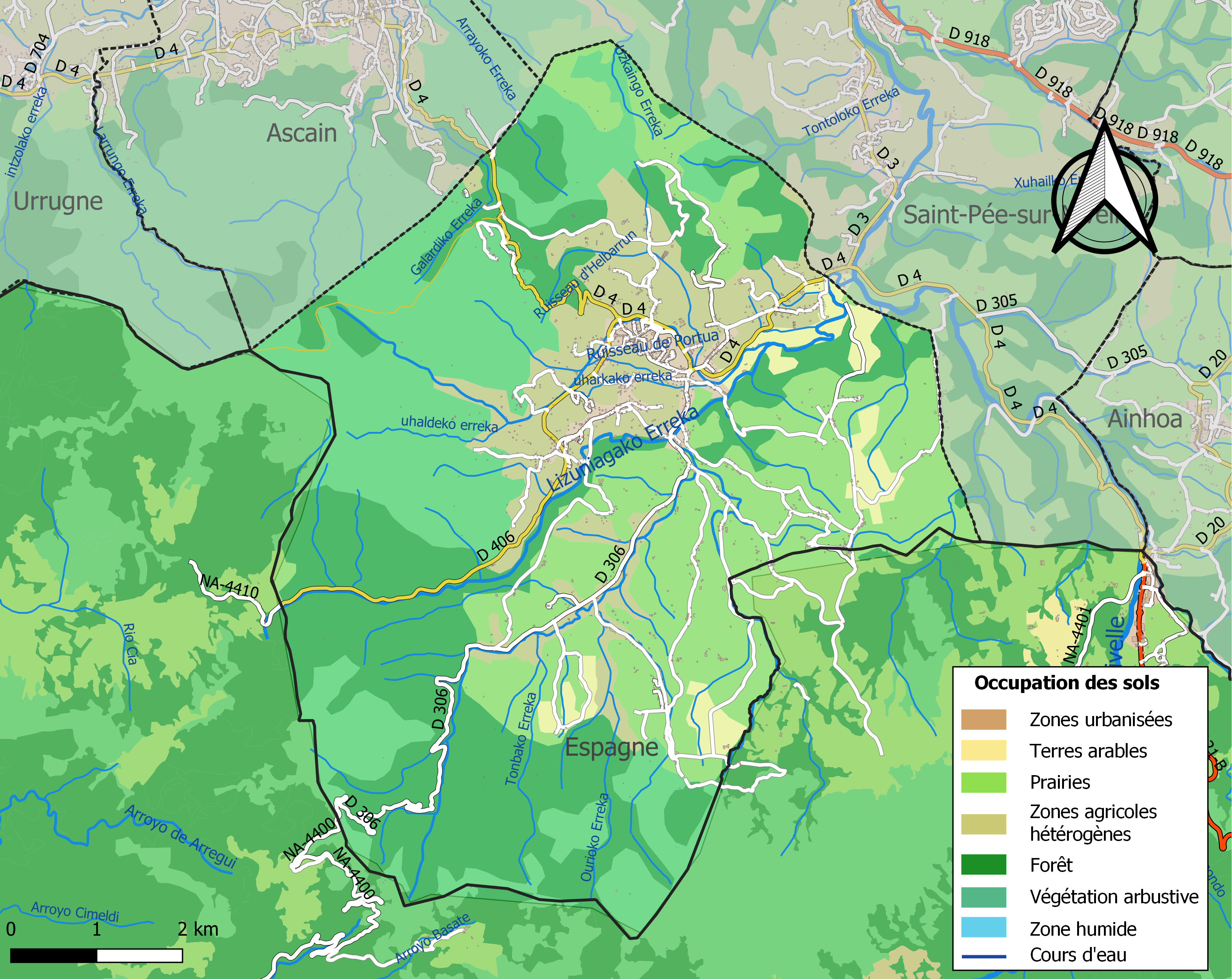
Carte des infrastructures et de l'occupation des sols de la commune en 2018 (CLC).

L'occupation des sols de la commune, telle qu'elle ressort de la base de données européenne d’occupation biophysique des sols Corine Land Cover (CLC), est marquée par l'importance des forêts et milieux semi-naturels (53,9 % en 2018), en diminution par rapport à 1990 (57,2 %). La répartition détaillée en 2018 est la suivante : 
forêts (29,7 %), prairies (26,4 %), milieux à végétation arbustive et/ou herbacée (24,2 %), zones agricoles hétérogènes (14 %), terres arables (3,6 %), zones urbanisées (2 %). L'évolution de l’occupation des sols de la commune et de ses infrastructures peut être observée sur les différentes représentations cartographiques du territoire : la carte de Cassini (XVIIIe siècle), la carte d'état-major (1820-1866) et les cartes ou photos aériennes de l'IGN pour la période actuelle (1950 à aujourd'hui).

### Morphologie urbaine
Le village est divisé en onze quartiers qui sont Plaza, Ihalarre (ou Ihalar), Helbarrun (ou Elbarrun), Istilarté (ou Ixtillarte), Egimear (ou Heguimehar), Lehenbizkai (ou Lehenbiscai), Basaburua, Auntzkarrika (ou Ahuntzkarrika), Olhaldea (ou Olaldea), Goiburu et Bordak,.

Édifices du quartier Plazza (sélection).
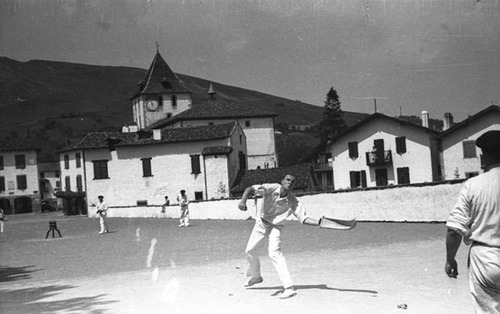
Partie de rebot au fronton.
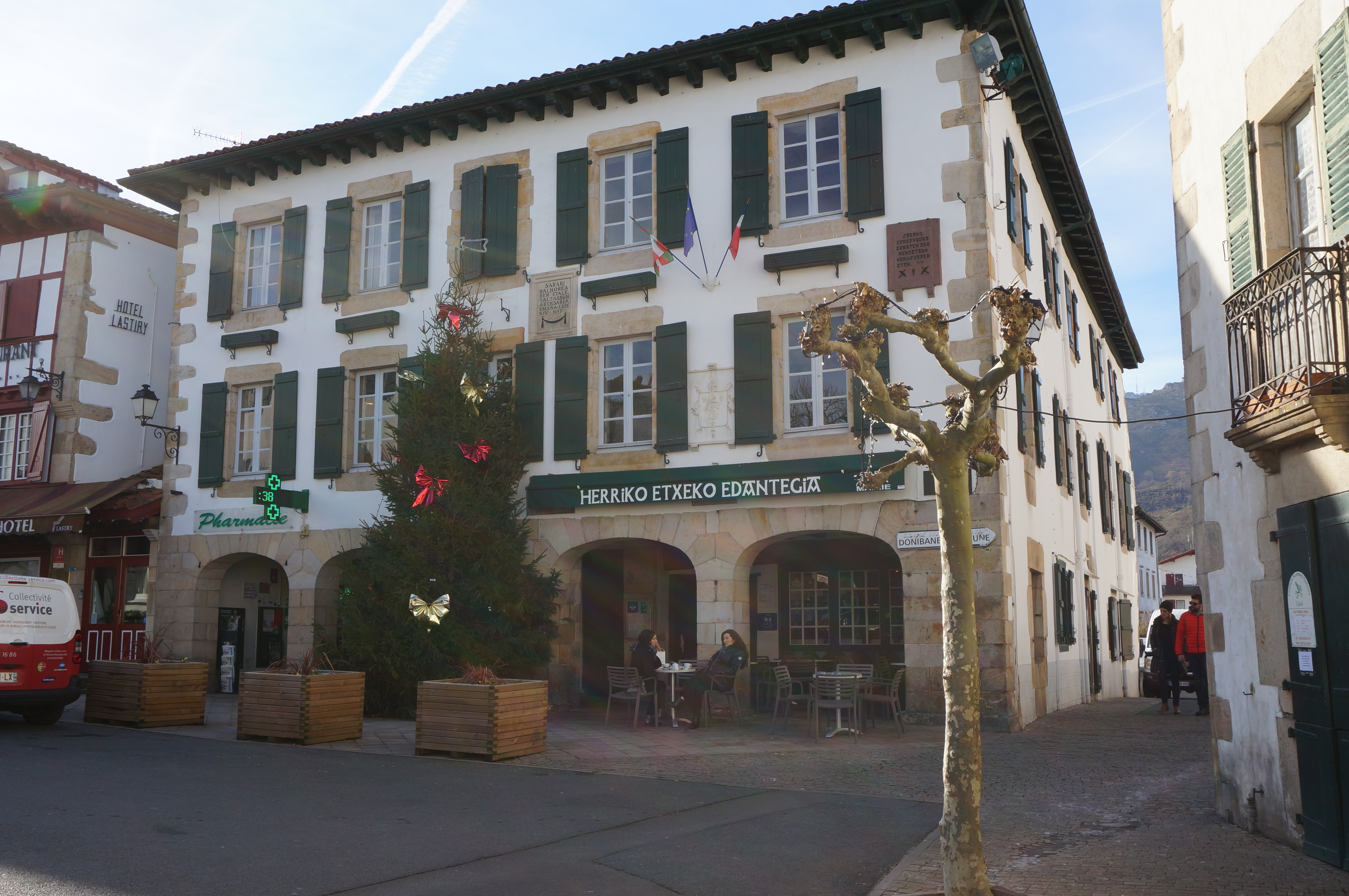
La mairie (Herriko etxeko edantegia).
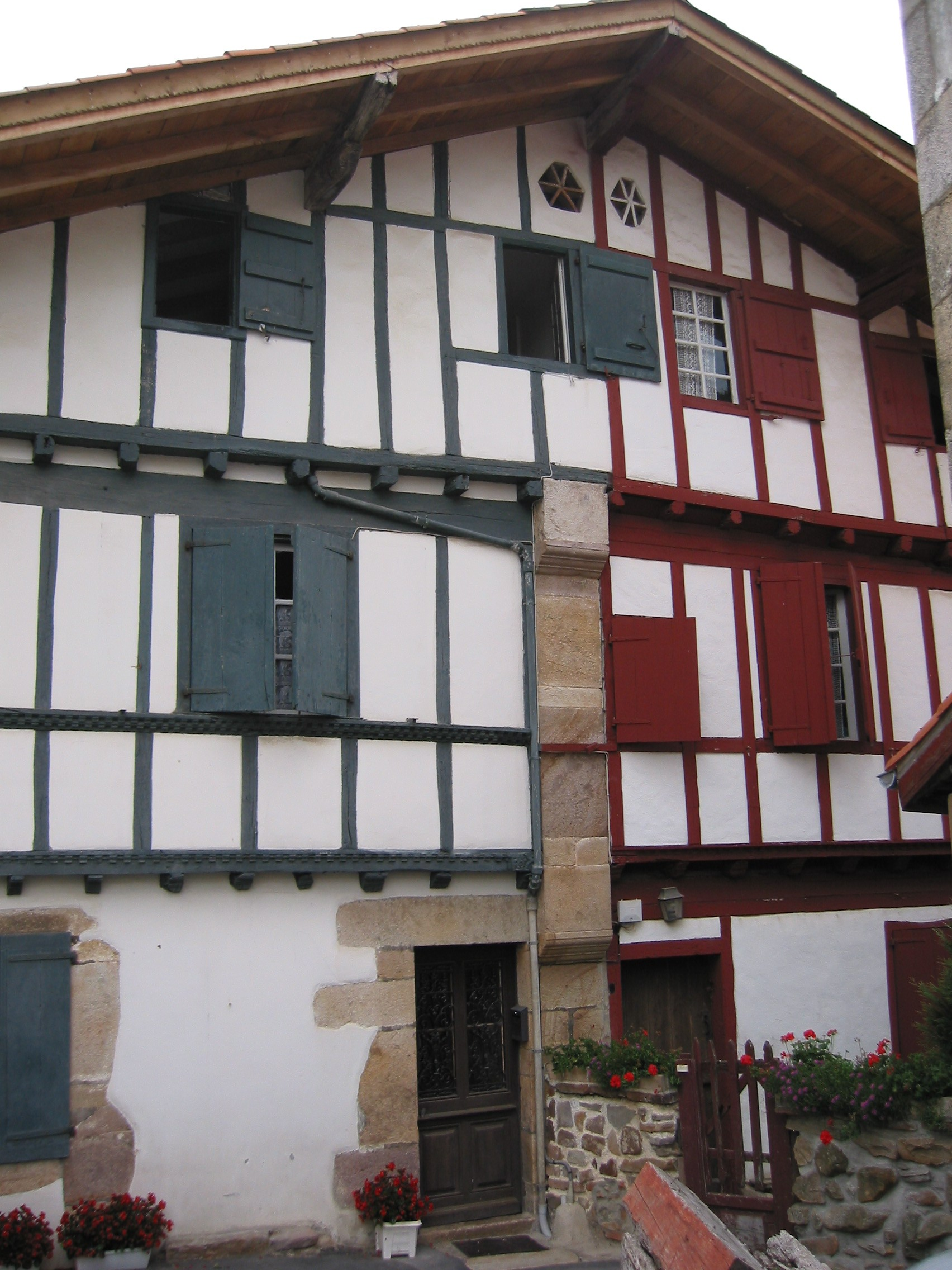
Maison à deux occupants..
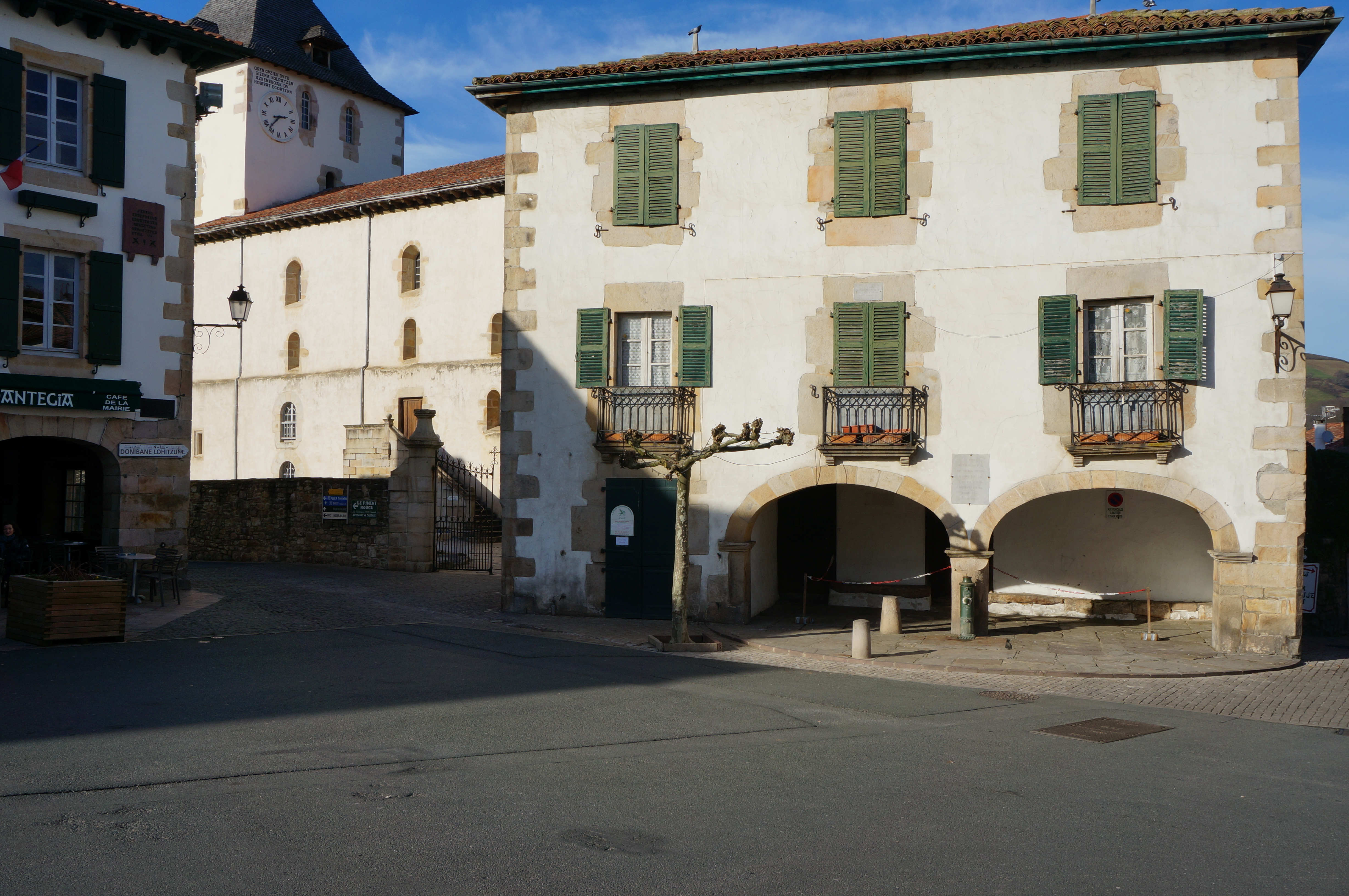
L’ancienne halle, Plazza Etcheverria.
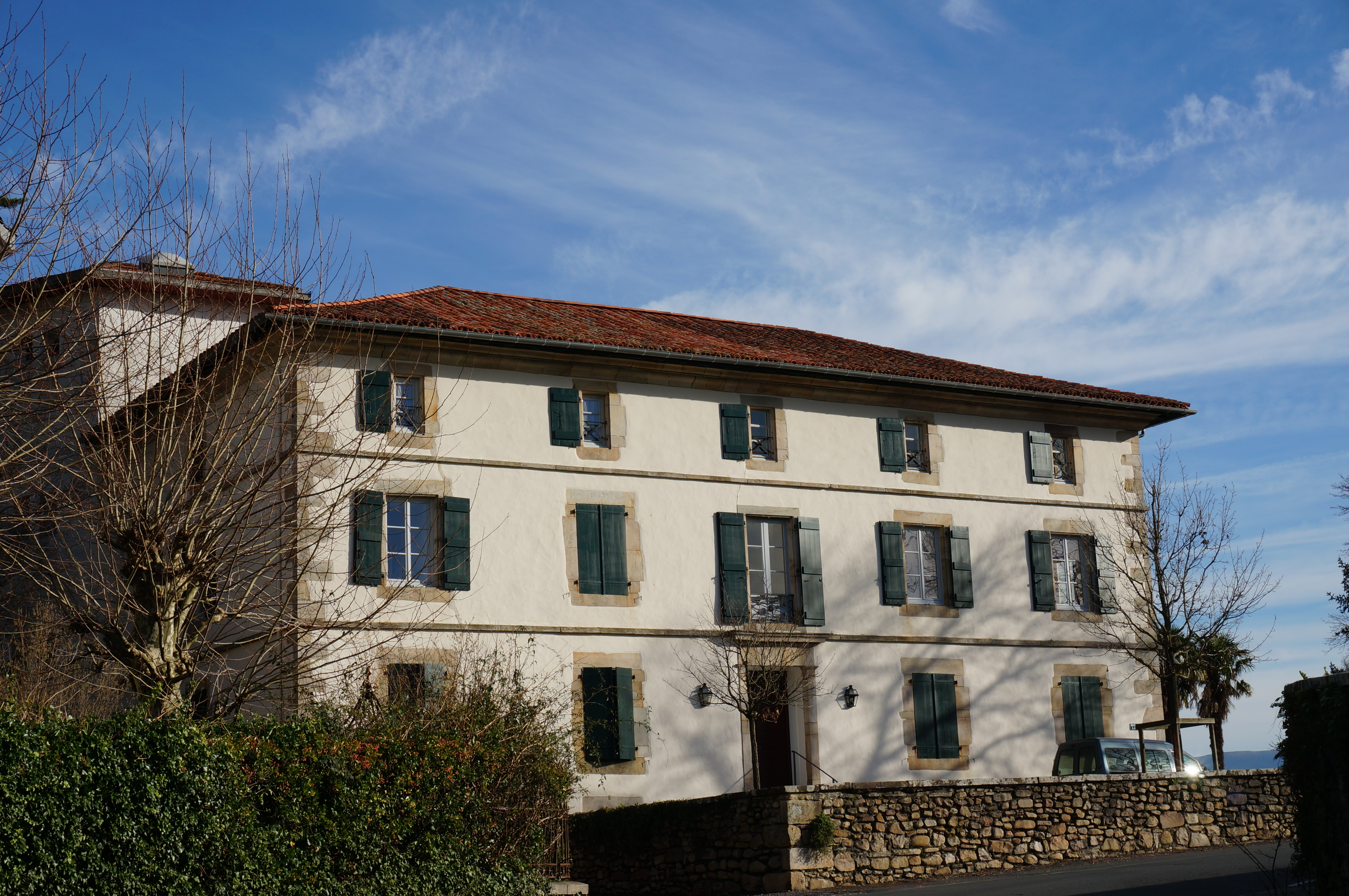
La maison Ospitale Berria.

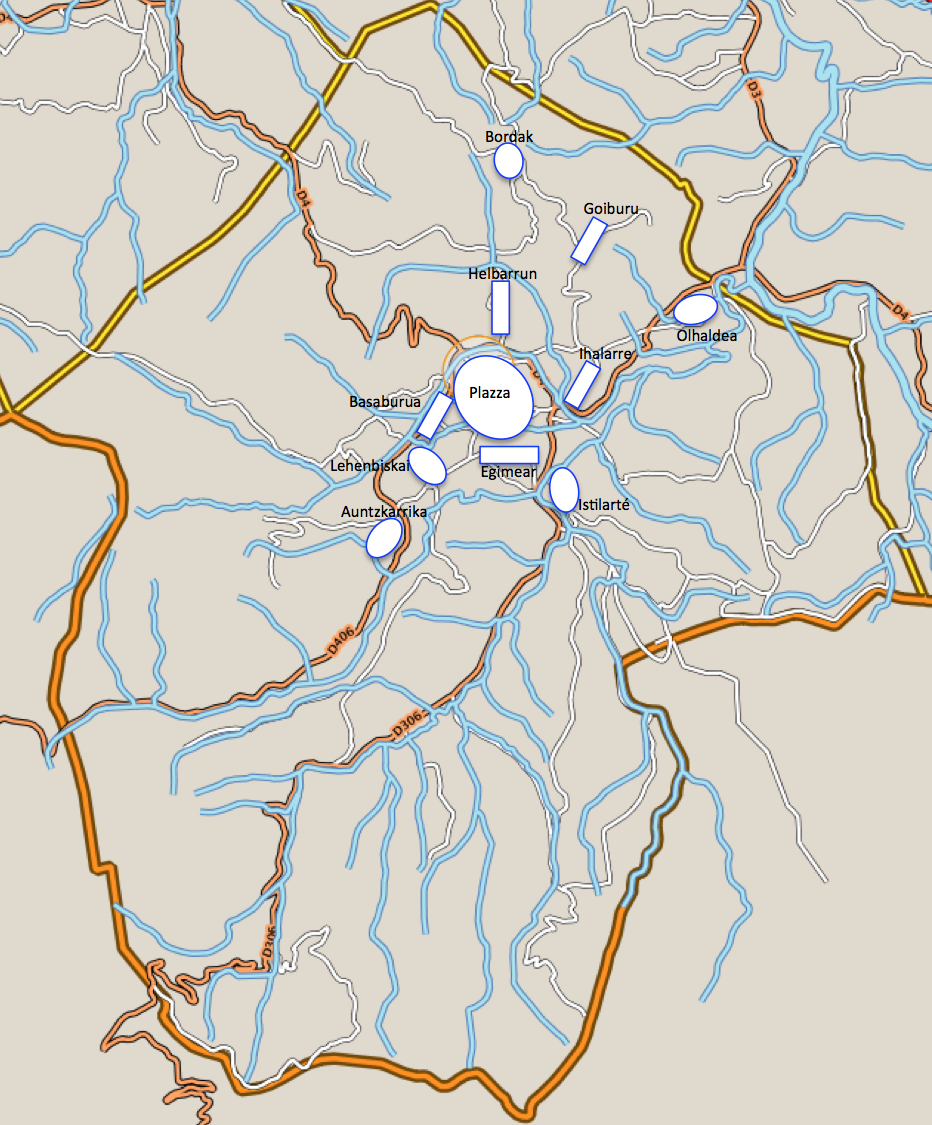
Morphologie des quartiers de Sare.

Plaza, dite également « la Place », a probablement accueilli un noyau urbain primitif. Le quartier est juché sur un mamelon, comme beaucoup de foyers de peuplement au Moyen Âge, pour assurer sa défense. Derrière l’église Saint-Martin, la maison Ospitalia semble indiquer qu’une étape du pèlerinage de Saint-Jacques-de-Compostelle, bien qu’éloignée des voies principales, a existé dans le village. On y trouve aujourd’hui le triptyque habituel des villages basques, l’église Saint-Martin, la mairie et la place de jeu de paume. La mairie, située dans la rue principale, accueillait au XIXe siècle une boucherie et une buvette au rez-de-chaussée, puis en 1920, un hôtel aux étages. Près de l’église, à l’angle opposé à celui occupé par la mairie, se dresse la maison Plazza Etcheverria. Le rez-de-chaussée de cet édifice constitue l’ancienne halle. Sur le pilier séparant les deux arches était fixé un anneau auquel on attachait les malfaiteurs en attente d’être pris en charge par la maréchaussée ; plus tard cet anneau fut utilisé pour les animaux destinés à l’abattoir ; les arcades accueillirent ensuite un marché exclusivement réservé à la vente de légumes. Les étages supérieurs datent de 1834. Autre édifice à l’histoire pittoresque, l'Hospitale Berria, deuxième maison dominant à droite le fronton, est une ancienne maison dite « de retraite des contrebandiers », construite après 1899 ; l’édifice initial, qui fut agrandi en 1965, était tenu par une congrégation franciscaine, et comprenait des « caves de dessoûlement ».
L’étude du cadastre semble indiquer qu’Ihalarre, perché sur une petite crête de direction sud-ouest - nord-est qui domine la vallée de l’Olaldeakoerreka, est du type bastide-rue à l'image d’Ainhoa ou du quartier Acotz de Saint-Jean-de-Luz. Le quartier est postérieur à celui de la Place, et provient probablement du XIIIe siècle. Aucune maison ne semble dater d’avant le XVIe siècle mais plusieurs noms figurent déjà dans la liste de 1505 des maisons de Sare. Ce quartier fut choisi comme lieu de cantonnement pour les troupes de Louis-Philippe Ier durant la Première Guerre carliste ; ces troupes étaient chargées du contrôle de la frontière pour éviter la propagation du conflit sur le sol français. Depuis cette période, le quartier est également connu sous le nom de « Petit Paris ».
Lehenbiskai est un quartier situé sur une crête, orientée nord-est - sud-ouest, à une altitude moyenne de 100 m, qui s'élève au nord-ouest de Plaza. Il s'agit d'un quartier rural, avec des fermes établies de part et d'autre de l'ancienne voie qui reliait Saint-Pée-sur-Nivelle à Vera de Bidassoa. Une tuilerie y a été active au XVIIIe siècle. Le quartier Egimehar (ou Hegimehar) prolonge Lehenbiskai sur près de 500 m, toujours avec un habitat rural réparti de chaque côté de la route. Son origine est beaucoup plus ancienne que celle du quartier dont il est aujourd'hui un satellite.

### Logement

#### Les maisons anciennes

Maisons rurales labourdines de Sare (sélection).
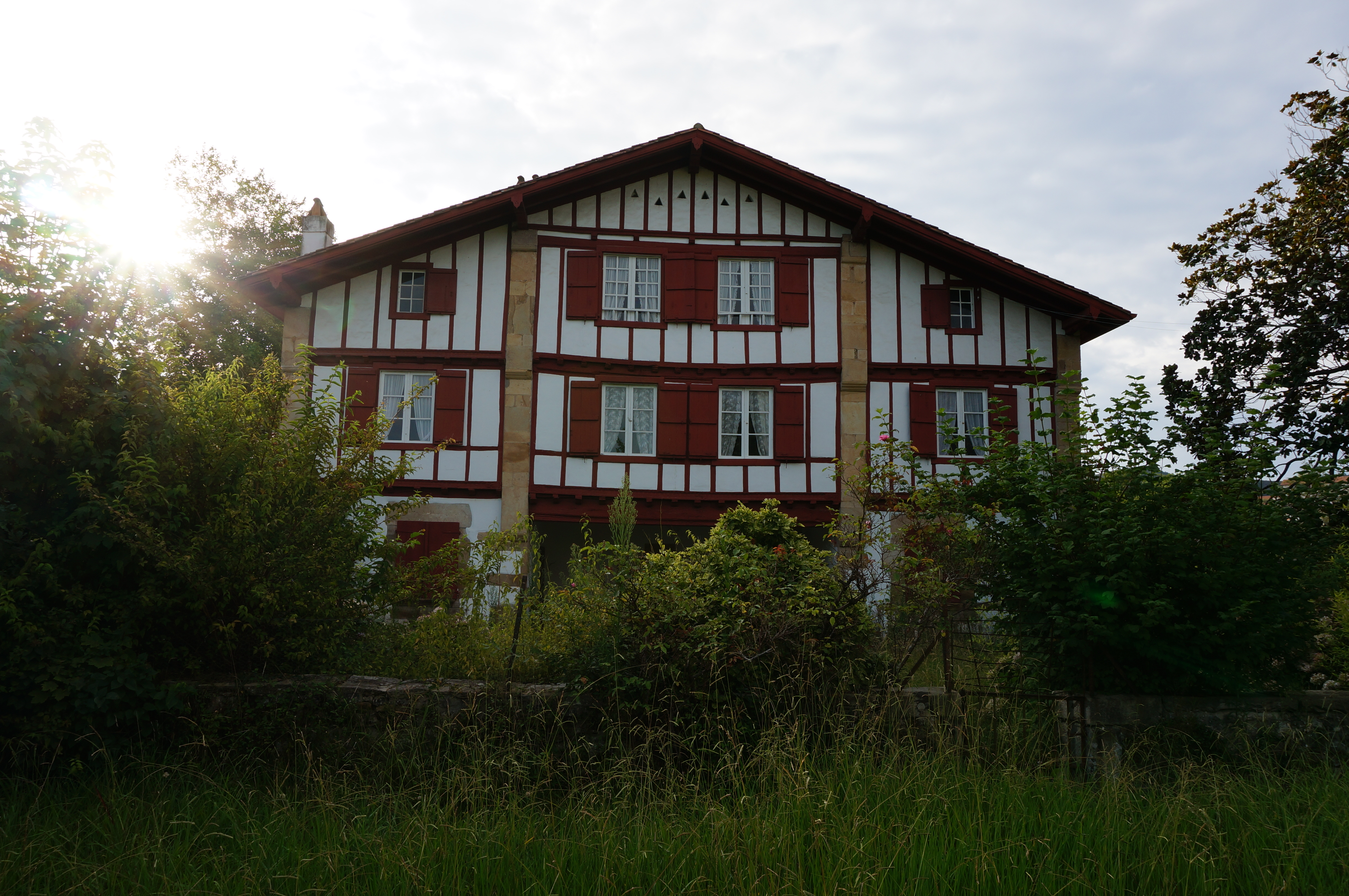
Ferme d'Egimear.
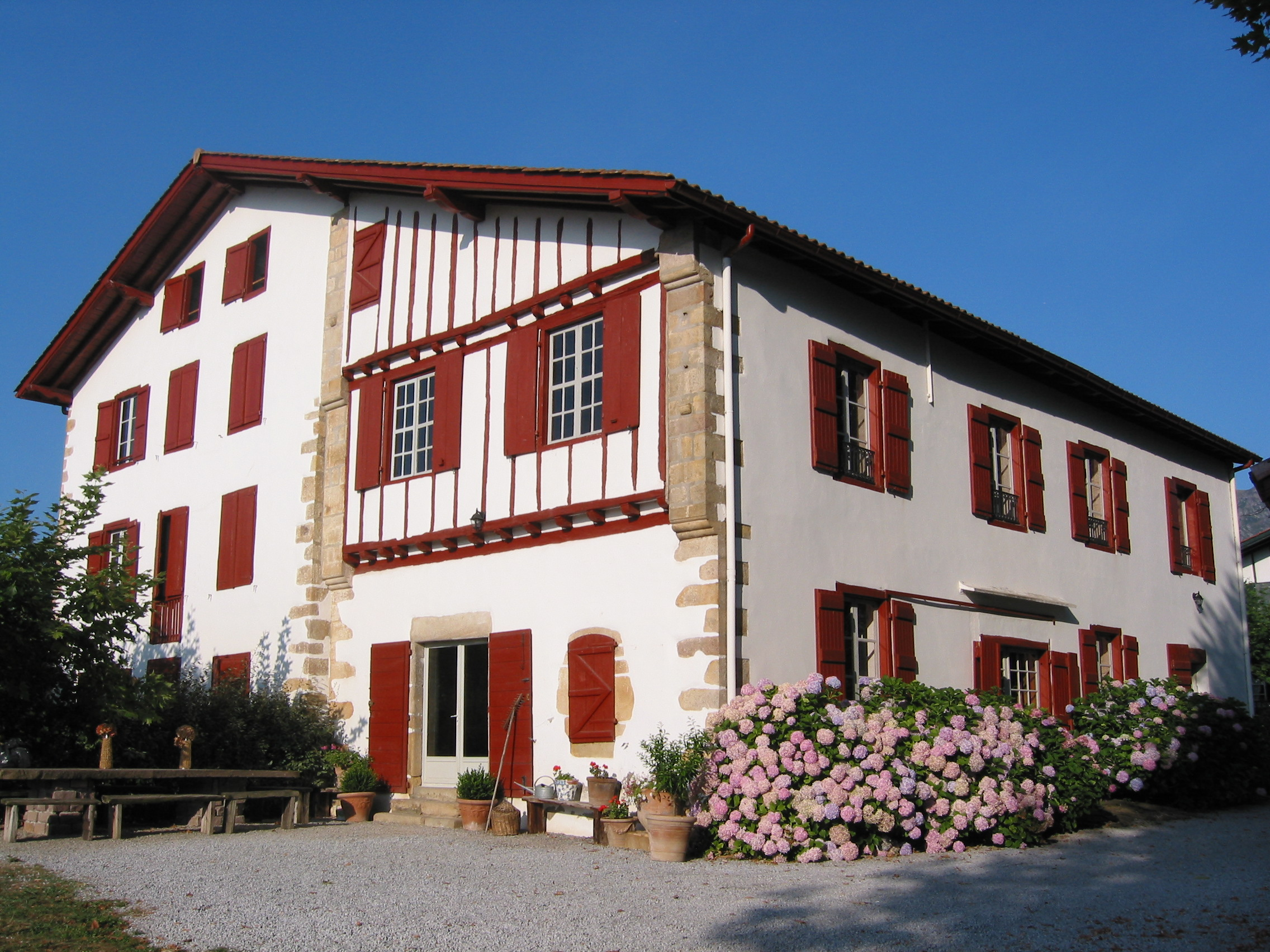
Maison d'Ihalare.
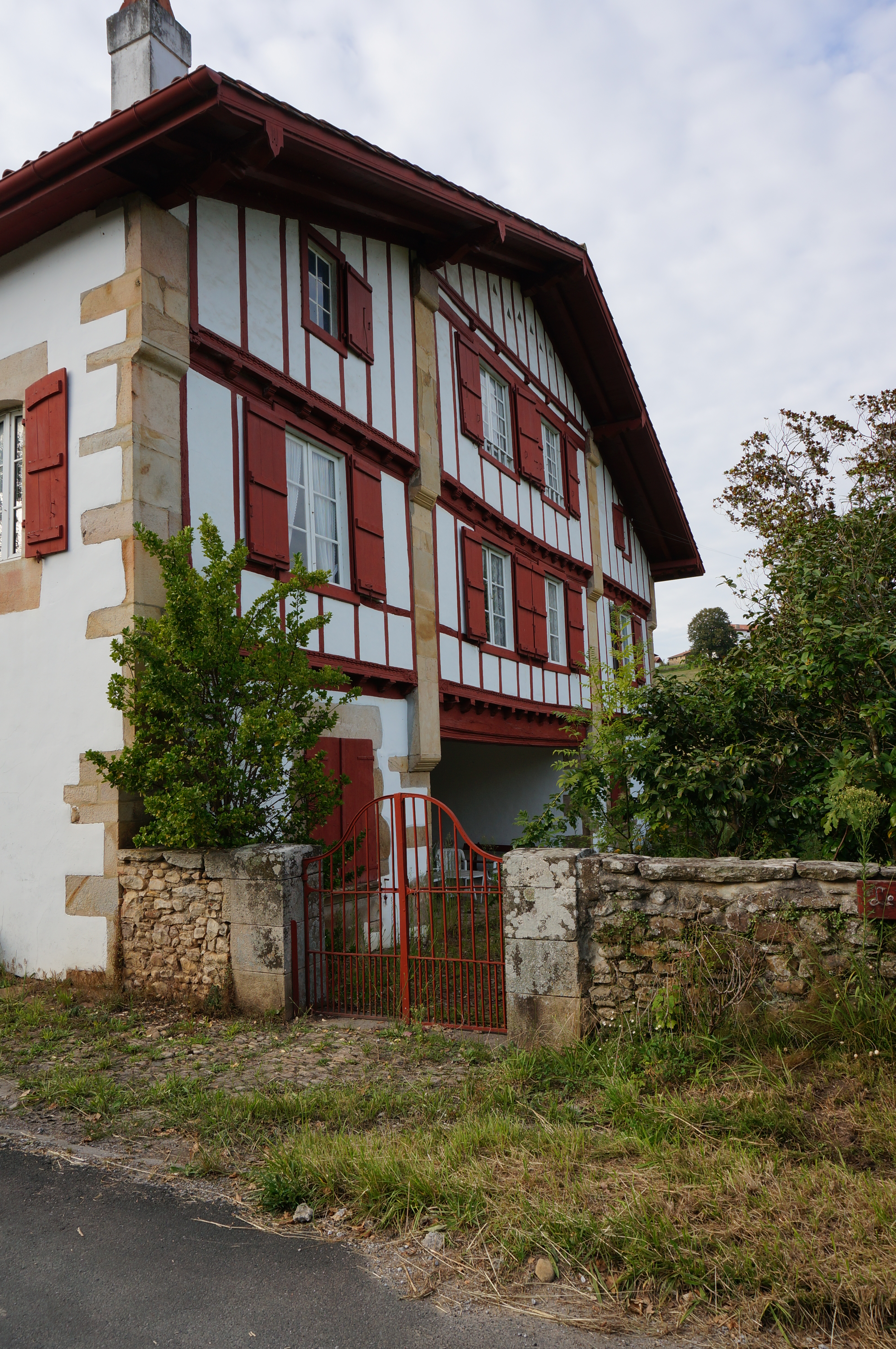
Ferme de Lehenbiskai.
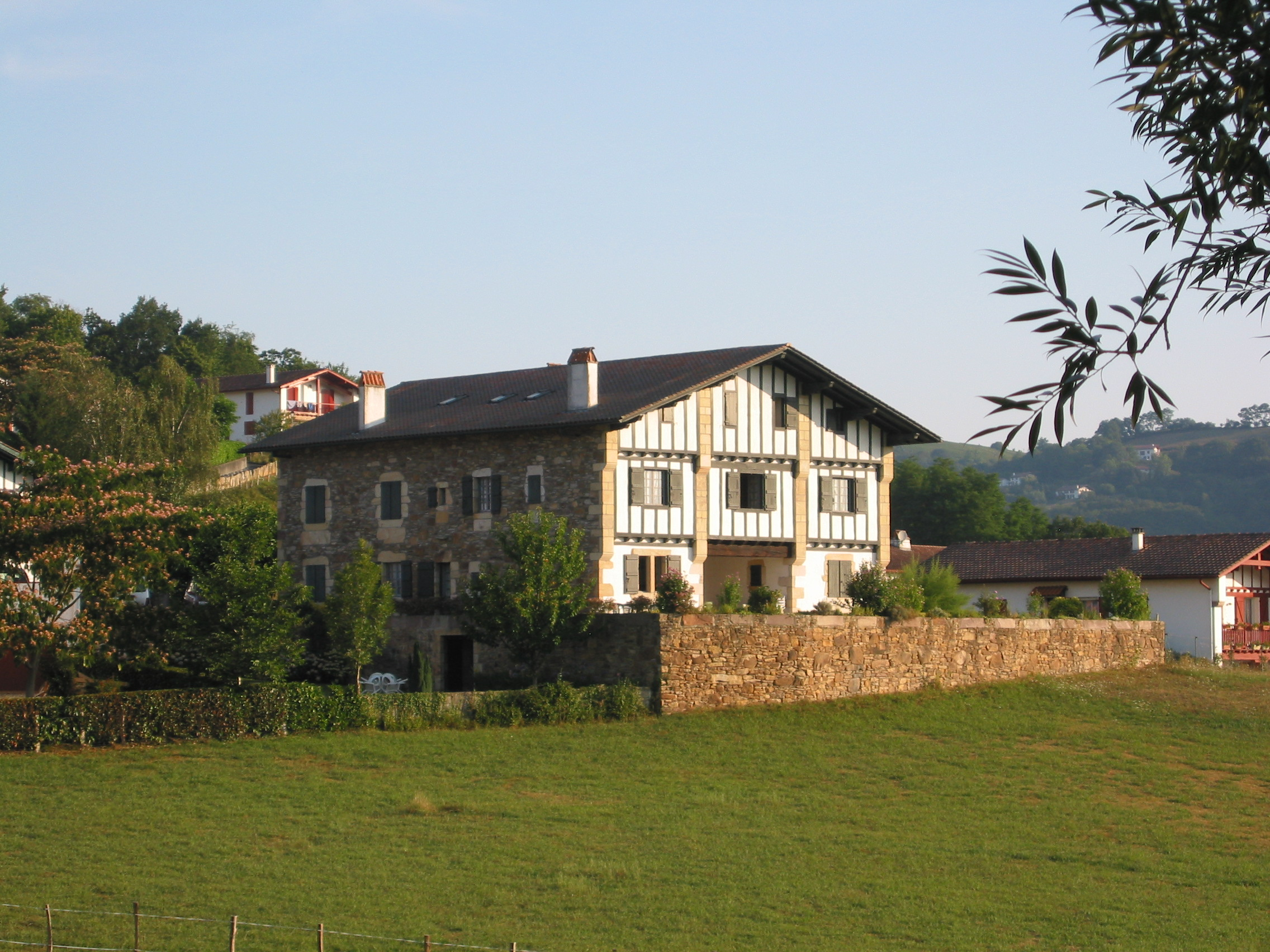
Ferme de Lehenbiskai.
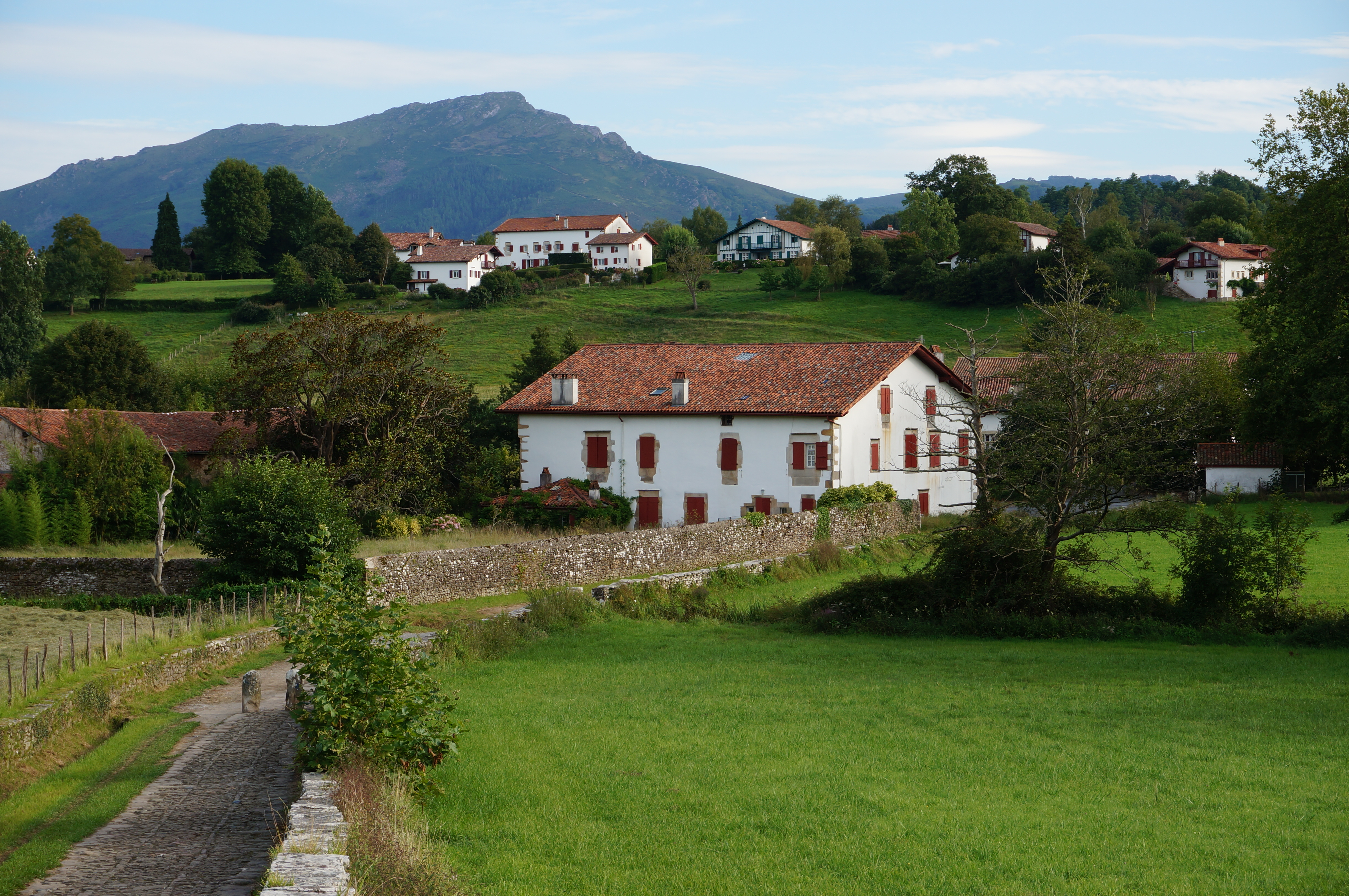
Quartier Lehenbiskai.

Les habitations anciennes de Sare ont fait l’objet d’études successives, notamment de José Miguel de Barandiarán, publiées dès la fin des années 1950. De même en 1987, une note de Robert Poupel et Vincent Bru sur l’habitat ancien de Sare mentionnait une liste des maisons de Sare, datant de 1505,.
Hormis les maisons du bourg, autour de la place et de l’église, les maisons étudiées sont de type rural labourdin. On dénombre, en janvier 1993, 283 bâtisses dont les dates de construction s’échelonnent du milieu du XVe siècle jusqu’à 1850.
Au Pays basque, la maison possède jusqu’à la Révolution un statut familial et juridique qui a des conséquences importantes sur l’organisation économique et politique de la société rurale.

« […] Le droit basque est un droit communautaire qui a été conçu par et pour une population rurale. Il a été élaboré à partir de la terre qui appartenait collectivement à l’ensemble des habitants qui s’y étaient fixés, par familles, dans des maisons. Ces maisons étaient la pierre angulaire de tout l’édifice politique et social basque. Chacune, avec les terres mises en culture et les droits d’usage sur les terres communes, formait une unité économique permettant à une famille élargie […] de vivre. Chacune […] se perpétuait à travers les siècles grâce à un système juridique conçu pour sa conservation. À chaque génération, elle était représentée par un responsable qui en assumait la gestion et devait la transmettre, dans son intégralité, à la génération suivante […]. La terre basque appartenait à tous. La propriété était collective, tant au niveau des paroisses, ou des vallées, qui se partageaient les terres vacantes, qu’au niveau des familles qui se partageaient les terres labourables […]. »

À la différence d’autres villages basques, l’habitat traditionnel est dispersé, et les maisons à l’extérieur du bourg sont assez souvent isolées, voire très éloignées les unes des autres. 

« […] En Pays basque, les biens comprenaient la maison ancestrale avec ses appartenances et ses dépendances, meubles et immeubles, terres labourables et incultes, instruments aratoires, bétail et animaux domestiques, ainsi que les droits d’usage sur les terres communes qui appartenaient dans l’indivision à toutes les maisons de la paroisse […]. L’ensemble constituait une unité intangible […]. Le corollaire nécessaire de l’inaliénabilité du patrimoine familiale était le « droit d’aînesse ». Un seul enfant à chaque génération héritait des biens de famille […]. »

Lorsqu’au XVIIIe siècle, la population rurale se met à augmenter fortement, les cadets qui ne rentrent pas dans la religion, qui ne s’expatrient pas ou qui ne deviennent pas marins, choisissent souvent de s’installer dans des bergeries (bordes, borda) dépendant de « maisons-souches » — appartenant donc à la maison dont elles portent le nom, augmenté du substantif -borda ; ainsi on trouve Arotzainea et Arotzainekoborda, ou Ihartzegaraia et Ihartzegaraikoborda. Alors que les « maisons-souches » forment l’essentiel des hameaux et villages, les « maisons-filles » se trouvent à la périphérie, près des sommets, des terres incultes, de pâturage, ou des terres communes de la paroisse, mais jamais au-delà de 250 mètres d’altitude.
Sur les 283 édifices traditionnels mentionnés plus haut, on dénombre 93 maisons-souches plus ou moins agglomérées, 97 maisons-souches dispersées et 93 bordes reconverties en maisons-filles, habitat dispersé par définition.
Ces maisons suivent une même tradition architecturale, qui est devenue l’archétype de la maison labourdine — voire basque, alors que la maison navarraise, ou souletine, est très différente — dans l’imagerie populaire. Elle est issue de traditions artisanales locales et de pratiques socio-culturelles très anciennes. Initialement et jusqu’au XVe siècle construite en bois, puis adaptée, remaniée en pierre — certaines des maisons de Sare possèdent encore des ossatures antérieures au XVe siècle — elle présente des encadrements de baies et des murs gouttereaux en pierre au côté de la décoration des bois apparents (poutres, abouts de solives, pannes, sablière des colombages, planches de rive), de couleur rouge sang, vert ou bois foncé. À Sare, 81,1 % de ces maisons anciennes ont leur façade principale orientée dans un angle nord-est - sud-est.

#### L'urbanisme récent
Le plan local d'urbanisme (PLU) actuellement appliqué a été approuvé par le conseil municipal le 3 octobre 2014. Il considère neuf zones régies par des règlements différents, qui tous prônent le respect du patrimoine architectural, historique et écologique de la commune. Ces zones ne présentent pas nécessairement une continuité territoriale, compte tenu de l'étendue et du relief de la commune. On distingue néanmoins une zone regroupée autour du noyau primitif de peuplement et qui s'étend dans la plaine vers le nord et l'est, et une périphérie montagneuse, au sud et à l'ouest, plus sauvage et à l'habitat dispersé ou semi-dispersé.
Parmi les logements étudiés par l’Insee en 2009, 72,6 % étaient des résidences principales, 21,3 % des résidences secondaires et 6,1 % des logements vacants. Ces logements étaient pour 59,0 % d'entre eux des maisons individuelles et pour 40,5 % des appartements. La proportion des résidences principales, propriétés de leurs occupants était de 69,9 %, en légère baisse par rapport à 1999 (70,4 %). La part de logements HLM loués vides était de 2,5 % contre 2,3 %, leur nombre étant en augmentation, 23 contre 17.
L'ensemble constitué du bourg et du quartier Ihalar forme une zone homogène, codifiée UA. Il s'agit de la zone la plus dense en habitations. Sa destination est essentiellement urbaine, puisque les activités industrielles, agricoles ou forestières, les entrepôts, les carrières et les terrains de camping y sont interdits. Dans ce périmètre, les immeubles ne peuvent dépasser deux étages sur rez-de-chaussée. Le PLU prévoit la protection des édifices antérieurs au milieu du XXe siècle, et fixe des règles précises pour leur entretien ou leur réfection, propres à garantir la sauvegarde du patrimoine bâti : « [...] L'entretien, la restauration et la modification des constructions doivent faire appel aux techniques anciennes ou aux matériaux de substitution destinés à maintenir leur aspect général et l'unité de l'ensemble [...] ». Pour ce qui est de la construction de bâtiments nouveaux, elle doit se faire dans le « respect du caractère de l'architecture et du paysage urbain ». Le PLU détermine également pour cette zone les contraintes de plantations, de stationnement, d'espaces libres et d'aires de jeux.C es mêmes contraintes s'appliquent également à la zone codifiée UB ; celle-ci caractérise les quartiers anciens composés d'immeubles hauts, qui se présentent en ordre discontinu ou semi-continu.
L'habitat pavillonnaire est décrit par le PLU relatif à la zone UC, dont un secteur est réservé aux équipements touristiques saisonniers qui incluent les campings. Les zones inondables y sont identifiées et toute implantation y est interdite. De plus, le coefficient d'occupation des sols ne peut y excéder 25 % et la hauteur des édifices nouveaux ne peut dépasser 6 mètres. L'espace accueillant les équipements culturels, cultuels, scolaires, sportifs, de tourisme et de services, ainsi que les divers équipements publics communaux, fait également l'objet d'un développement du plan local d'urbanisme, sous le code UE.
La zone artisanale de Portua, codifiée UY, est située au nord de Sare et du quartier Elbarrun. Dans cet espace, le coefficient d'occupation des sols ne peut excéder 60 %.
Une zone urbaine, codifiée ULM, comprenant des quartiers ou des hameaux, et correspondant aux dispositions prévues par la loi montagne de 1985 — l'article L145-3 du code de l’urbanisme qui en découle prévoit que l'extension de l'urbanisation doit se réaliser soit en continuité avec les agglomérations et les villages existants, soit en hameaux nouveaux intégrés à l’environnement — est exempte de toute construction à usage commercial, industriel ou agricole. Le plan local d'utilisation des sols détermine également des zones agricoles à protéger (code A), ainsi que des ensembles naturels, dont l'intérêt historique ou écologique, justifie des précautions particulières (code N).
Enfin, il est défini une zone peu ou pas équipée, dont l’ouverture à l’urbanisation partielle ou totale est différée à moyen ou long terme (code 2AU), et qui fera l'objet d'une modification ultérieure du PLU.

### Risques naturels
Sare est concernée par un risque d’inondation lié aux crues de la Nivelle et de ses affluents et, à ce titre, fait partie de l'atlas des zones inondables des Pyrénées-Atlantiques. L'arrêté préfectoral du 6 décembre 2013 a d’ailleurs défini un plan de prévention du risque inondation pour la commune.
Les tempêtes, inondations et autres coulées de boue ont justifié la prise d'arrêtés de catastrophes naturelles résultant d'événements survenus en novembre 1982, décembre 1999, mai 2007 et janvier 2009,.
La localité est située dans une zone de sismicité modérée de niveau 3 sur une échelle de 1 à 5. En revanche, Sare n'est concernée par aucun plan de prévention de risques technologiques (PPRT).

## Toponymie
Le toponyme Sare apparaît sous la graphie Sares en 1152 dans le cartulaire de Bayonne, ; sans doute par analogie avec Serres, paroisse toute proche en direction de Saint-Jean-de-Luz, le texte latin a introduit une marque romane de pluriel au toponyme basque Sara, également romanisé. Selon Jean-Baptiste Orpustan, le basque Xara — « taillis, bosquet » — est à l’origine du toponyme actuel.
La graphie moderne Sare est trouvée en 1289 et il faut attendre le XVIIe siècle pour voir évoquer la localité à nouveau dans les textes sous la forme Sarre  en 1650 sur la carte du Gouvernement Général de Guienne et Guascogne et Pays circonvoisins et Sara en 1657. Durant la Révolution, à partir de 1793, Sare fut temporairement nommée La Palomière, en référence à la tradition de chasse à la palombe pratiquée localement entre le bassin de Sare et la vallée d'Etxalar.
Le dictionnaire toponymique Béarn-Pays basque de 1863 est assez disert sur les toponymes de la localité. Ainsi, Haranburua apparaît sous les formes Haramboure (XVIIIe siècle, collations du diocèse de Bayonne) et Haramburua. On y trouve également Helbarrun sous la graphie Helbarren, Istilarte (Istillarte), Lehenbizkai sous la forme Léhembiscay et Olhalde en tant qu’Olhade.
Le nom basque actuel de la localité est Sara et le gentilé est Saratar,.

## Histoire

### Préhistoire
Les grottes de Sare ont probablement été occupées par l'Homme durant l’Aurignacien — 30 000 ans avant le présent (AP) — puis à nouveau au Périgordien supérieur, dit Gravettien, il y a 20 000 ans,. La grotte de Lezea, principal site ouvert au public, a subi dans son histoire récente nombre de dégradations qui ont fait disparaître toute trace analysable des antiques vestiges ; en effet, l’extraction du guano de chauves-souris pour servir d’engrais agricole local, l’utilisation du site comme hôpital au XIXe siècle, durant les guerres carlistes, et son aménagement touristique initial, par la création d’un lac artificiel et l’obstruction de galeries, ont définitivement et profondément modifié la grotte, empêchant l’analyse moderne habituelle des sites préhistoriques. Ces dégradations ont été constatées dès 1912 par Emmanuel Passemard, et confirmées par José Miguel de Barandiarán en 1957, qui a également étudié les grottes voisines d’Uriobeherea, Uriogaina et Lezettikia.
Les outils découverts à Lezea sont des grattoirs carénés, probablement de l’Aurignacien, des burins de Noailles et des pointes de la Gravette. L'unique objet en os mis au jour est une sagaie à fût strié, dépourvue de base. Des fragments de céramiques de l’âge du bronze ont été découverts dans la grotte de Lézéa, ainsi que dans celle d’Uriobeherea, de même que des haches en cuivre ou en bronze à l’extérieur de ces sites. Les investigations dans la grotte de Lezea ont également permis d’identifier une faune préhistorique constituée de cerf élaphe, de bovidés, grands et petits, de cheval, sanglier, chèvre des montagnes, chevreuil, isard, bouquetin des Pyrénées, renne, loup et enfin, d’ours des cavernes.
De l’âge du bronze nous sont parvenus des monuments funéraires, tels des dolmens ou des coffres dolméniques de dimensions plus modestes, nombreux sur le territoire communal, mais souvent saccagés et pillés au cours des derniers siècles. On trouve également des cromlechs, évolution du rite funéraire vers l’incinération, érigés le long des pistes pastorales, à des altitudes supérieures à celles des sépultures mégalithiques déjà citées. Outre les cercles de pierres — formés de dalles enfoncées dans le sol ou d'une petite élévation en pierres sèches au centre desquels se trouve assez systématiquement un dépôt de cendres ou de charbons de bois — qui sont les cromlechs proprement dits (baratz), deux variantes sont assez fréquentes.
Le tumulus-cromlech est un cercle de pierre, appelé également « péristalithe », entourant un tumulus de terre ou de pierres, et le tumulus simple, de terre ou de pierre, tel celui décrit sous le nom Zuhamendi 3. Le territoire de Sare fournit trois exemples de cromlechs, un de tumulus-cromlech et cinq de tumulus simples. Il faut remarquer que l’un de ces tumulus a été daté assez curieusement d'une période qui s’étend de 714 à 1113 de notre ère, c’est-à-dire appartenant au Moyen Âge.
Deux menhirs se dressent sur le territoire communal. L’un, situé à 270 m d’altitude et à 50 m en contrebas du col de Gastenbakarre, dont il a gardé le nom, est constitué d’une dalle de grès rose triangulaire de 2,3 m de haut sur une base de 2,8 m ; il pèse près de 1 500 kg.
Le second est de dimensions tout aussi respectables ; dalle grossièrement rectangulaire d'une hauteur de 2,7 m et d’une largeur maximum de 3,3 m à sa base, son poids approche les 4,5 tonnes. Il se dresse à 480 m d’altitude, sur la piste qui se dirige vers la crête rocheuse d’Athekaleun. Jean Blot voit dans ces menhirs des bornes pastorales, délimitant des territoires et se rapprochant des faceries existant encore aujourd’hui. À ce titre, la table de Lizuñaga, au pied du col éponyme et au sud de Sare — à la borne 36 très précisément — est un exemple significatif des accords existants entre la localité et Vera de Bidassoa. La pierre que l’on peut voir aujourd’hui est une reconstitution d’une ancienne dalle qui mesurait plus de onze mètres de long sur un mètre de large, à cheval sur la frontière — sept mètres en France et quatre en Espagne — avec de part et d’autre douze grosses pierres également réparties (six dans chaque juridiction) et servant de siège aux mandataires.

### Antiquité

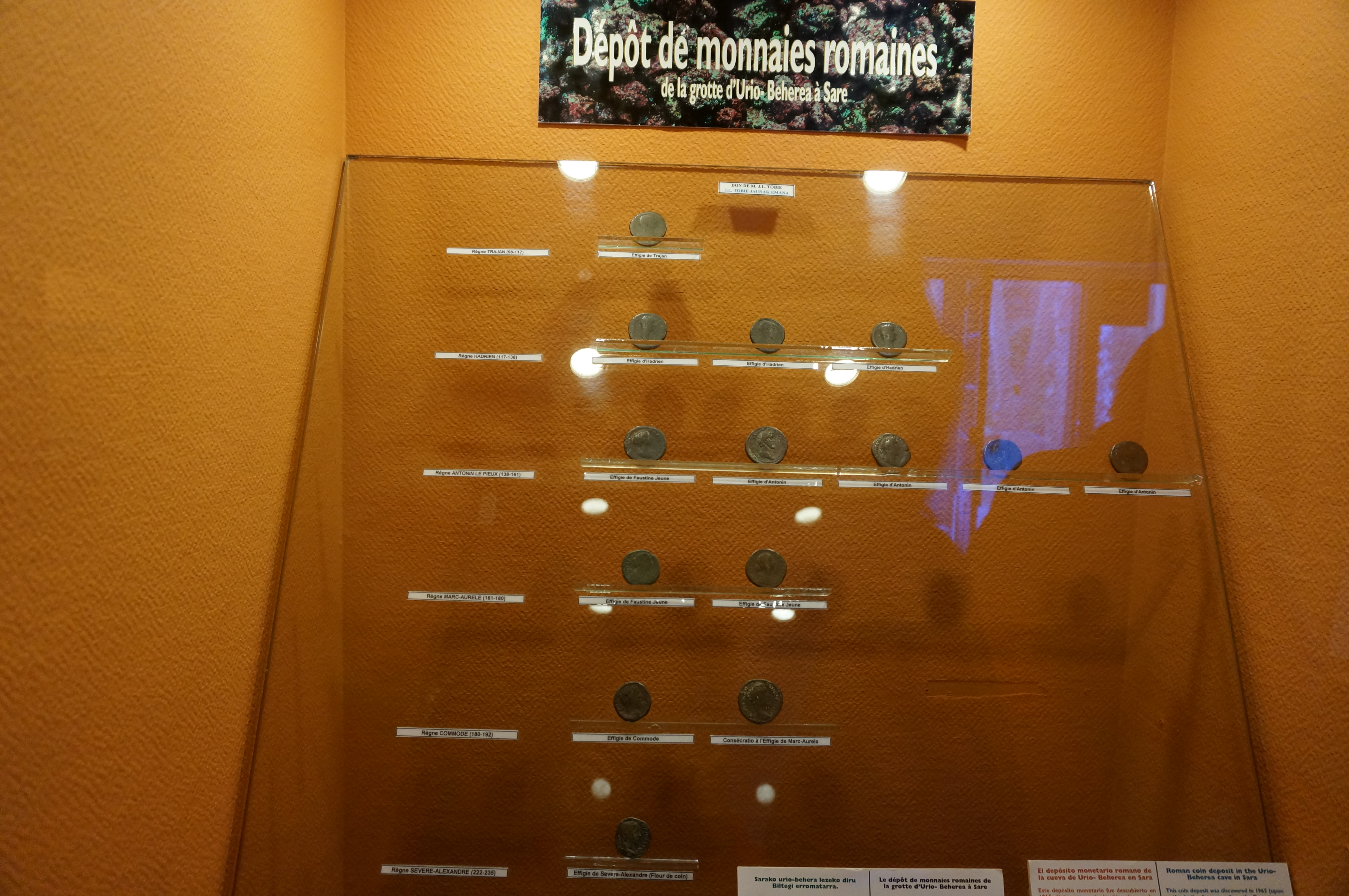
Trésor de monnaies romaines découvert dans les grottes de Sare.

Le territoire de Sare est riche d’enceintes défensives qui datent de la période troublée qui a vu des incursions proto-celtes, centre-européennes, ou celtes traverser les Pyrénées. La redoute dite improprement « Louis XIV », située au nord-est de Sare, en était un exemple ; enceinte de type « à parapet de pierre », elle mesurait 165 m sur 110 m, et était entourée d’un fossé et d'un parapet d’une largeur totale de 20 m ; elle fut détruite en 1975 pour des raisons économiques locales. Ces enceintes accueillaient les populations agro-pastorales de ce petit territoire, dont les monuments funéraires sont parvenus jusqu’à nous.
Le musée des grottes de Sare expose un trésor monétaire romain, découvert dans la grotte d’Urio Beherea. Aucun établissement romain n’a été à ce jour attesté sur le territoire communal, le pont piétonnier dit « romain » datant du XVIIe siècle.

### Moyen Âge
Les documents datant du Moyen Âge et permettant de se faire une idée de la vie de la localité et des événements marquants sont rares et partiels. Les maigres témoignages existants proviennent des restes des registres paroissiaux, et d’un livre des faceries, rendant compte des accords pastoraux décennaux avec les voisins navarrais. La paroisse de Sare établit donc très tôt une communauté économique avec ses voisins espagnols de Vera de Bidassoa, Etchalar et Zugarramurdi, signant, en des lieux limitrophes des différentes paroisses, comme sur la table de Lizuñaga, des conventions « pour vivre en paisible union, comme de tous temps, touchant herbes, eaux, pacages […] en conformité des anciens contrats passés entre les communautés ».
De cette période, on connaît néanmoins certaines familles, ou plutôt maisons, les premières portant le nom des secondes. La maison forte Arizmendia a été édifiée en 1289, et la famille de Lahet — ou Lehet, ou encore Lehetia en basque — existe déjà en 1233, et est donnée pour noble en 1357. Hurayian Corboran de Lahet, vicomte de Navarre, suivit Saint Louis durant la septième croisade. La maison donna également un évêque à Bayonne — Bertrand de Lehet, de 1504 à 1519 — qui fit imprimer en 1492 le Bréviaire de Bayonne ; un siècle plus tard, on trouve un Bernard de Lahet, avocat du roi au Parlement de Bordeaux. Enfin, les maisons Iratzea et Iturbidea sont mentionnées en 1451.

### Temps modernes

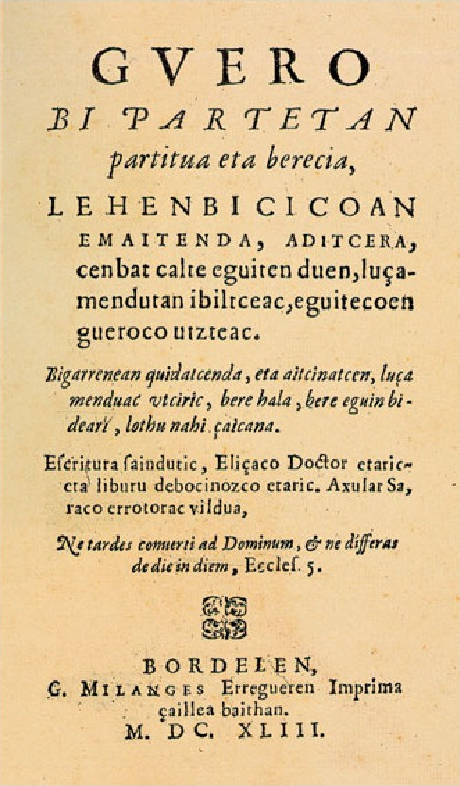
L’ouvrage d’Axular, Gero, bi partetan partitua eta berezia (1643).

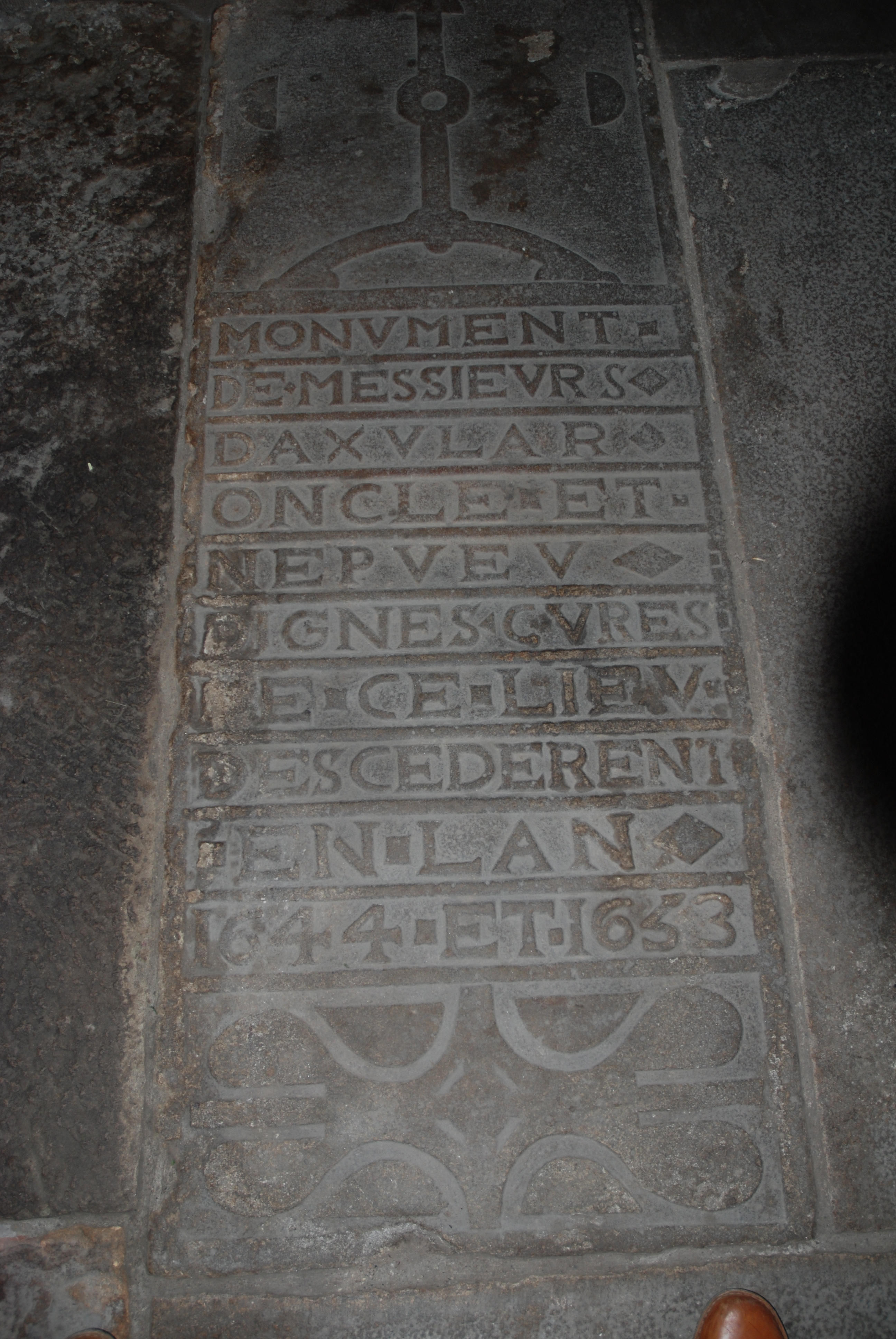
Pierre tombale d’Axular et de son neveu, située dans l’église Saint-Martin.

Le curé de la paroisse, Axular, né en 1556 à Urdazubi et mort le 8 avril 1644 à Sare, est considéré comme le premier prosateur de langue basque. Son unique ouvrage, Gero (ou Guero, « Après »), est écrit non seulement dans un but religieux, mais également dans un objectif patriotique : « il semble aujourd’hui que l’euskara est honteux, étranger, qu’il n’ose pas fréquenter les gens, qu’il n’est ni capable, ni vainqueur, ni habile. Car même parmi ses compatriotes, certains ne savent ni comment l’écrire, ni comment le lire. Si l'on avait fait en euskara autant de livres qu’on en a faits en latin, en français, et dans d’autres langues étrangères, l’euskara lui aussi serait aussi riche et accompli que ceux-là, et s’il n’en est pas ainsi, ce sont les Basques qui en ont la faute et non l'euskara […] ». On doit également à Axular, fin administrateur, la surélévation de l’église Saint-Martin.
La frontière de 25 km avec le Pays basque espagnol — villages de Zugarramurdi, Etxalar et Vera de Bidassoa — a profondément marqué son histoire. Cela lui attira la considération de Louis XIV, et plus tard les foudres de la Révolution. En 1693, les Saratars, avec à leur tête Cristobal Ithurbide, mirent en déroute des pilleurs espagnols. Louis XIV octroya au village des armoiries, pour conserver le souvenir de cette action intrépide. En octobre de cette même année, et malgré l’opposition de la maison Lahet qui y voyait une atteinte à ses privilèges, la paroisse acheta au roi sa liberté administrative, néanmoins placée sous l'autorité directe des représentants royaux qu’étaient l’intendant et le subdélégué.
Quoiqu’éloignée de la côte, Sare mobilisa en 1636 et 1637, 532 hommes, soit un tiers de sa population, pour se défendre alors que les cités atlantiques étaient occupées, et que Ciboure, Urrugne et Ascain subissaient des dégâts parfois importants.

### Révolution française et Empire
En 1790, Sare devint le chef-lieu d'un canton comprenant les communes d'Ainhoa, Ascain et Sare, et dépendant du district d'Ustaritz.
En février 1794, au plus fort de la Terreur, et à la suite de la désertion de quarante-sept jeunes gens d'Itxassou, le Comité de salut public — arrêté du 13 ventôse an II - 3 mars 1794 — fit arrêter et déporter une partie des habitants (hommes, femmes et enfants) d'Ainhoa, Ascain, Espelette, Itxassou, Souraïde, ainsi que tous ceux de Sare, communes décrétées, comme les autres localités proches de la frontière espagnole, « communes infâmes ». Cette mesure fut étendue à Biriatou, Cambo, Larressore, Louhossoa, Mendionde et Macaye.
Les habitants furent « réunis dans diverses maisons nationales, soit dans le district d'Ustaritz, soit dans celles de la Grande Redoute, comme de Jean-Jacques Rousseau ». En réalité, ils furent regroupés dans les églises, puis déportés dans des conditions très précaires à Bayonne, Capbreton, Saint-Vincent-de-Tyrosse et à Ondres. Les départements où furent internés les habitants des communes citées furent le Lot, le Lot-et-Garonne, le Gers, les Landes, les Basses-Pyrénées (partie béarnaise) et les Hautes-Pyrénées.
Le retour des exilés et le recouvrement de leurs biens furent décidés par une série d'arrêtés pris le 29 septembre et le 1er octobre 1794, poussés dans ce sens par le directoire d'Ustaritz : « Les ci-devant communes de Sare, Itxassou, Ascain, Biriatou et Serres, dont les habitants internés il y a huit mois par mesure de sûreté générale, n'ont pas été cultivées. Les habitants qui viennent d'obtenir la liberté de se retirer dans leurs foyers, demandent à grands cris des subsistances sans qu'on puisse leur procurer les moyens de satisfaire à ce premier besoin de l'homme, la faim. ». La récupération des biens ne se fit pas sans difficulté, ceux-ci avaient été mis sous séquestre mais n'avaient pas été enregistrés et avaient été livrés au pillage.

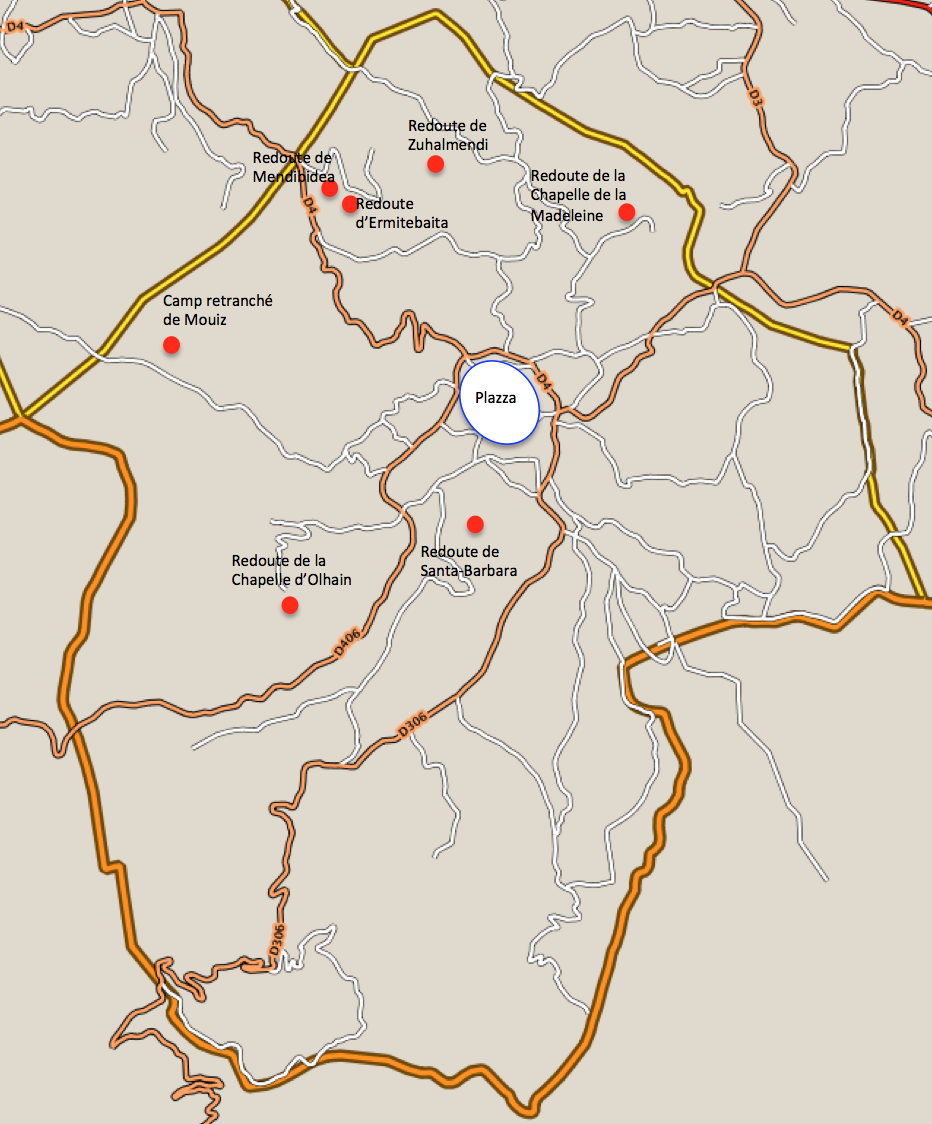
Dispositif militaire saratar des redoutes défendues par l’armée de Soult durant octobre et novembre 1813.

Le maire de Sare, Martin Dithurbide, assisté de 33 notables, adressa aux autorités une pétition qui décrit les conditions de vie durant cette période de déportation de la population : 

« Nés dans une contrée qui avait conservé une ombre de liberté au sein du despotisme [...] avec quelle ardeur n'avons-nous pas couru à l'heureuse révolution qui a rétabli le peuple français dans les plénitude de ses droits ! [...]. Nous avons seuls été chargés de construire les baraques qui sont entre Beaugard (Saint-Pée-sur-Nivelle), Ascain et Sare [...]. Nous avons employé plus de 3 000 journées pour les retranchements du camp des Sans-culottes et autres ouvrages publics. Nous avons fourni une quantité immense de briques et de bois de chauffage [...]. Toutes les réquisitions en grains, en fourrages, vêtements, contingents d'hommes ont été ponctuellement exécutées [...]. Pour comble de tourments, plusieurs de nos jeunes filles ont été invitées par nos satellites à se procurer les moyens de subsister par les prostitutions ; nous les avons vues rapporter à leur mère mourant de faim et de soif, des morceaux de pain de maïs ; elles versaient des larmes dont nous ignorions la cause, mais leurs voyages répétés chaque jour nous ont enfin dévoilé cet affreux mystère et nous avons frémi de désespoir et d'horreur [...]. Les biens, meubles et immeubles des habitants de Sare, n'ont été ni constatés ni légalement décrits ; tous nos meubles et effets mobiliers ont été enlevés et portés confusément dans les communes voisines. Au lieu de les déposer dans des lieux sûrs, on en a vendu une partie aux enchères, et une autre partie sans enchères […]. »

Alors que l’armée impériale était engagée dans la guerre d'indépendance espagnole, les Espagnols des Cinco Villas firent un coup de main sur Sare, qui devait demeurer dans l’histoire sous le nom de guerre des chemises. Le 8 octobre 1812 en effet, les voisins navarrais « entrèrent à Sare par la gorge de Vera […] sans aucune provocation de la part de ses habitants […] et y ramassèrent des armes, des chemises et en enlevèrent des gens paisibles […] ». Les habitants furent bientôt libérés sous caution, qui resta un objet de litige entre le cautionnaire-payeur et la commune de Sare jusqu’en 1822.
L'année 1813 vit les troupes anglo-hispano-portugaises battre les armées françaises à Vitoria, et remonter vers le nord pour pénétrer en France. Le maréchal Soult établit une ligne de défense entre Hendaye et Saint-Jean-Pied-de-Port, qui se traduisit localement par la construction de neuf redoutes. Le duc de Wellington installa un observatoire au sommet de la Rhune et engagea, dès le 7 octobre, 40 000 hommes face aux 15 000 soldats français. Durant les combats acharnés, les ouvrages changèrent plusieurs fois de mains. Le 10 novembre 1813, les redoutes Alchangue et Koralhandia furent submergées dès les premières heures de la matinée, bientôt suivies de celles de Sainte-Barbe et de Granada. Alors que Sare était envahie et que l’ouvrage de la Madeleine sombrait à son tour, les redoutes Louis XIV et Zuharmendi, plus au nord, tombaient une à une. Les troupes françaises se replièrent sur Saint-Pée-sur-Nivelle dans l’après-midi, alors que les combats se poursuivaient autour des redoutes, jusqu’au 13 novembre à celle de Sainte-Barbe.

### Époque contemporaine
Alors que le télégraphe est déjà présent dans le village depuis 1886, l’électricité arrive à Sare en 1902, grâce à la transformation d'un moulin à eau d’Ainhoa en usine hydraulique. Le téléphone de la poste — le premier bureau de poste existe à Sare depuis 1870 — date quant à lui de 1903.

Hommages aux victimes des guerres du XXe siècle (sélection).
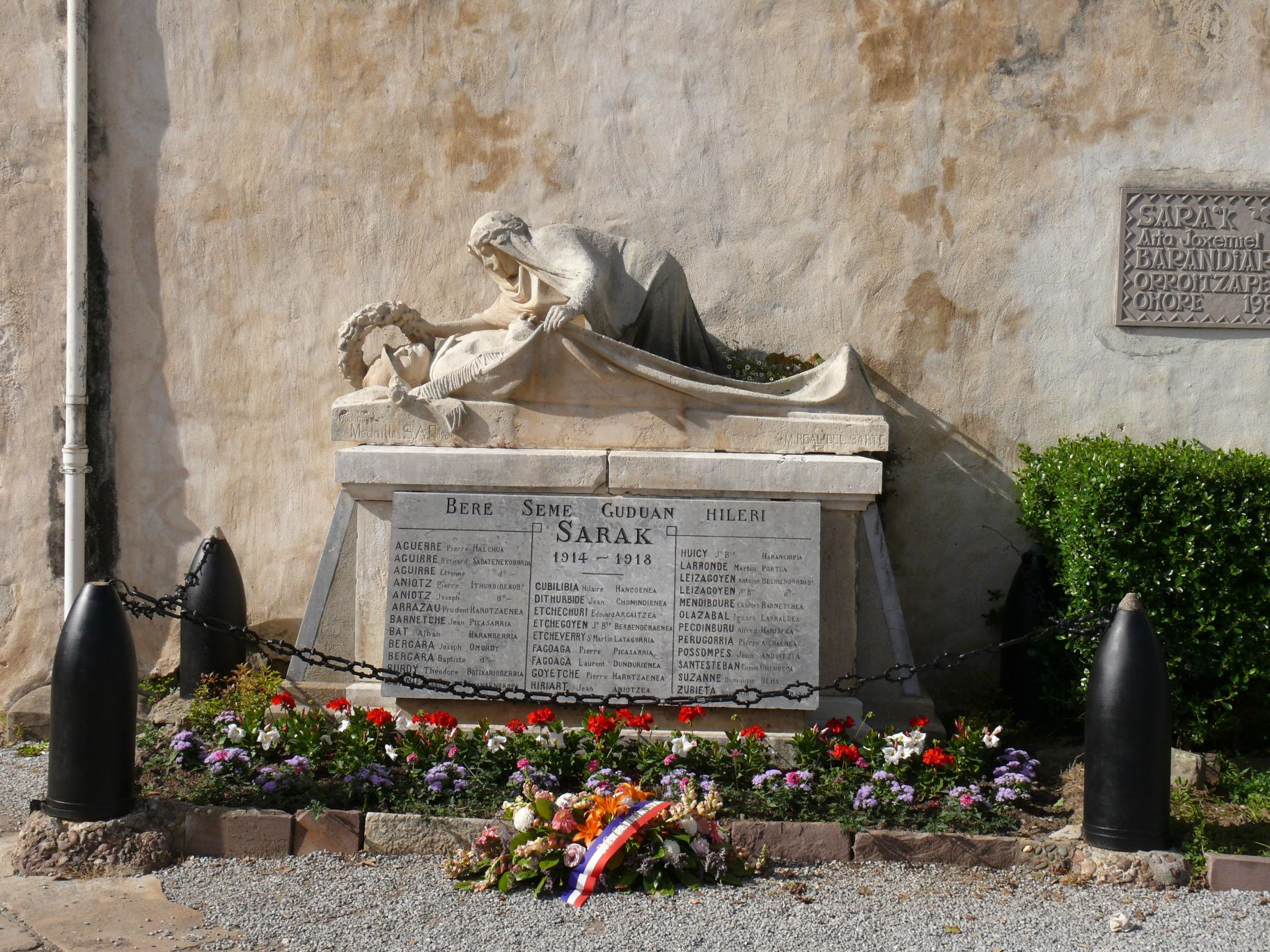
Monument aux morts 14-18.
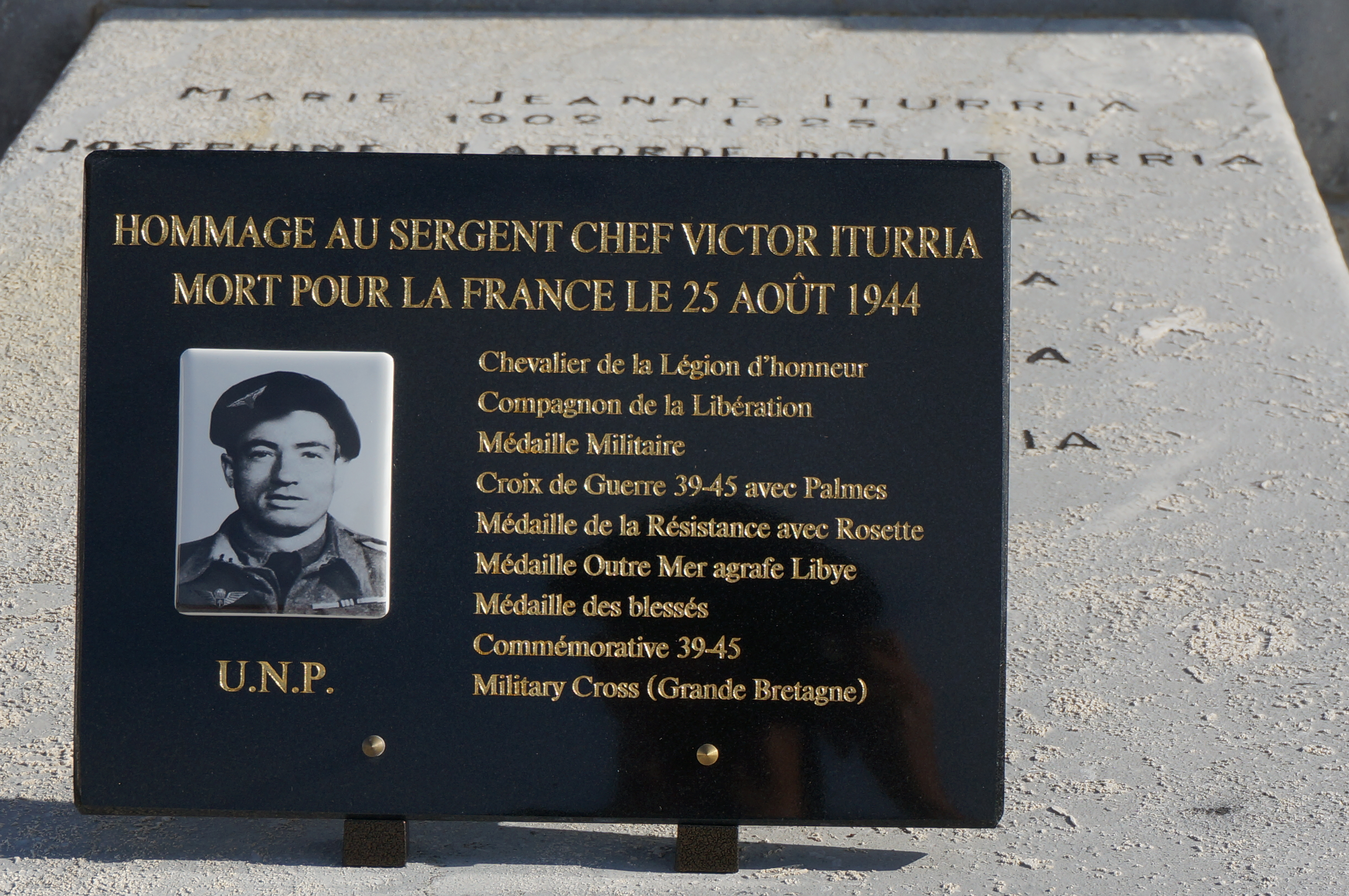
Plaque funéraire de Victor Ithurria.
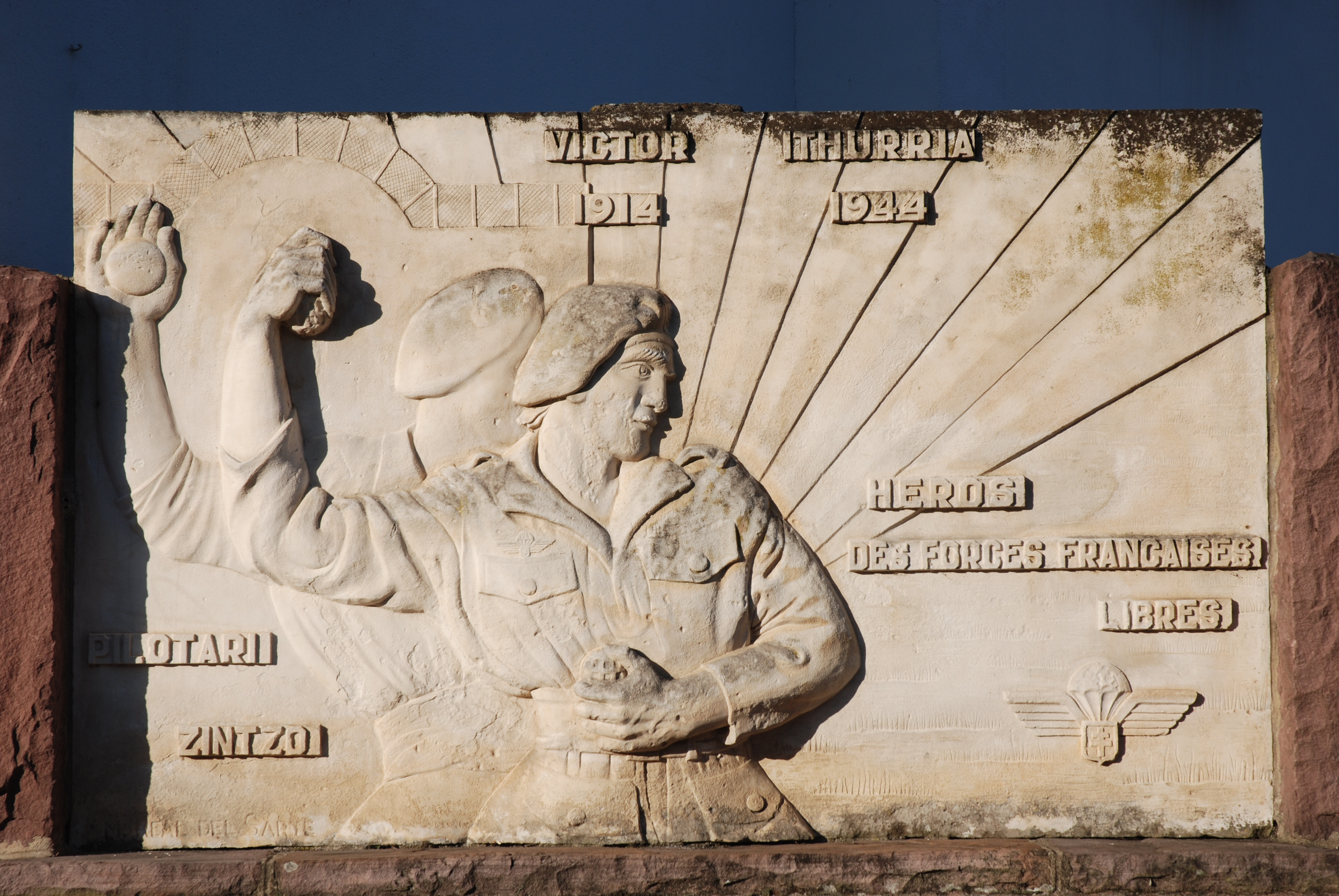
Monument aux morts 39-45.

L’époque contemporaine est marquée par les deux grands conflits mondiaux auxquels Sare paya son tribut. Le monument aux morts de 1914-1918, œuvre de Maxime Real del Sarte, rend hommage à 33 Saratars morts au combat. Près de 200 hommes du village furent mobilisés en 1939. Trente jeunes Saratars furent réquisitionnés en 1942 pour construire les fortifications de Socoa. À nouveau, 33 personnes perdirent la vie durant les conflits de la Seconde Guerre mondiale. Le monument aux morts, également du sculpteur Maxime Real del Sarte, rend un hommage particulier à Victor Ithurria, dont l’habileté à la pelote basque avait fait de lui un lanceur de grenades particulièrement efficace.
Appelée à se prononcer par référendum en 1978, la population de Sare rejette le projet de création d'une route menant au sommet de la Rhune, permettant au chemin de fer de la Rhune de survivre, et à la région de garder son originalité.

## Politique et administration

### Situation administrative
Sare fait partie du canton d'Ustaritz-Vallées de Nive et Nivelle, qui compte neuf communes et 29 205 habitants au recensement de 2012. La commune est rattachée à l'arrondissement de Bayonne et à la 6e circonscription des Pyrénées-Atlantiques, dont la députée est Sylviane Alaux (PS), de  2012 à 2017.

### Tendances politiques et résultats
Sare présente un profil politique constant, privilégiant les candidats de droite aux élections présidentielles et aux élections législatives. De même, l’édition de 2010 des élections régionales voit la victoire d’un candidat de droite, cette tendance se retrouvant durant tous les scrutins municipaux depuis 2008. Les électeurs ont moins voté pour le candidat de gauche que le reste du département lors des dernières élections régionales (50,77 % pour Alain Rousset dans les Pyrénées-Atlantiques contre 39,85 % à Sare). D’autre part, les partis politiques régionalistes basques recueillent régulièrement des suffrages significatifs, par exemple lors des élections européennes de 2014 et des élections cantonales de 2008.

#### Élections présidentielles les plus récentes
Lors du second tour de l'élection présidentielle de 2007, Nicolas Sarkozy, UMP, élu, avait obtenu 57,68 % des suffrages et Ségolène Royal, PS, 42,32 % des suffrages ; le taux de participation était de 82,45 %.
Lors du second tour de l'élection présidentielle de 2012, François Hollande, PS, élu, avait obtenu 48,95 % des suffrages et Nicolas Sarkozy, UMP, 51,05 % des suffrages ; le taux de participation était de 82,76 %.

#### Élections municipales les plus récentes
Le nombre d'habitants lors des recensements depuis 2006 étant compris entre 1 500 et 2499 habitants, le nombre de membres du conseil municipal est de 19.
Lors des élections municipales de 2008, douze conseillers municipaux ont été élus dès le premier tour et sept au second ; le taux de participation était de 77,10 %. Jean-Baptiste Laborde est élu maire de la commune.
Lors des élections municipales de 2014, les 23 conseillers municipaux ont été élus au premier tour, avec un taux de participation de 79,97 % ; la liste LDVD présentée obtient trois sièges au conseil communautaire. Jean-Baptiste Laborde est élu à la tête de la municipalité.

### Liste des maires
Quatre maires seulement se sont succédé depuis 1947 :
| Période      | Période   | Identité                         | Étiquette | Qualité                                                                     |
| ------------ | --------- | -------------------------------- | --------- | --------------------------------------------------------------------------- |
| octobre 1947 | mars 1971 | Paul Dutournier                  |           |                                                                             |
| mars 1971    | mars 1977 | Jean Fagoaga                     |           |                                                                             |
| mars 1977    | mars 2008 | Jean Aniotzbehere                | REG       |                                                                             |
| mars 2008    | En cours  | Jean-Baptiste Laborde-Lavignette | DVD       | Agriculteur 6e conseiller délégué de la communauté du Pays Basque (2017 → ) |

### Instances judiciaires et administratives
Dans le ressort de la cour d'appel de Pau, Sare relève de Bayonne pour toutes les juridictions, à l'exception du tribunal administratif, de la cour d’appel et de la cour d’assises, situés tous les trois à Pau et de la cour administrative d'appel de Bordeaux.
La commune se trouve dans la circonscription de gendarmerie de Bayonne et de la brigade de proximité de Saint-Pée-sur-Nivelle.

### Politique environnementale

#### Traitement des déchets

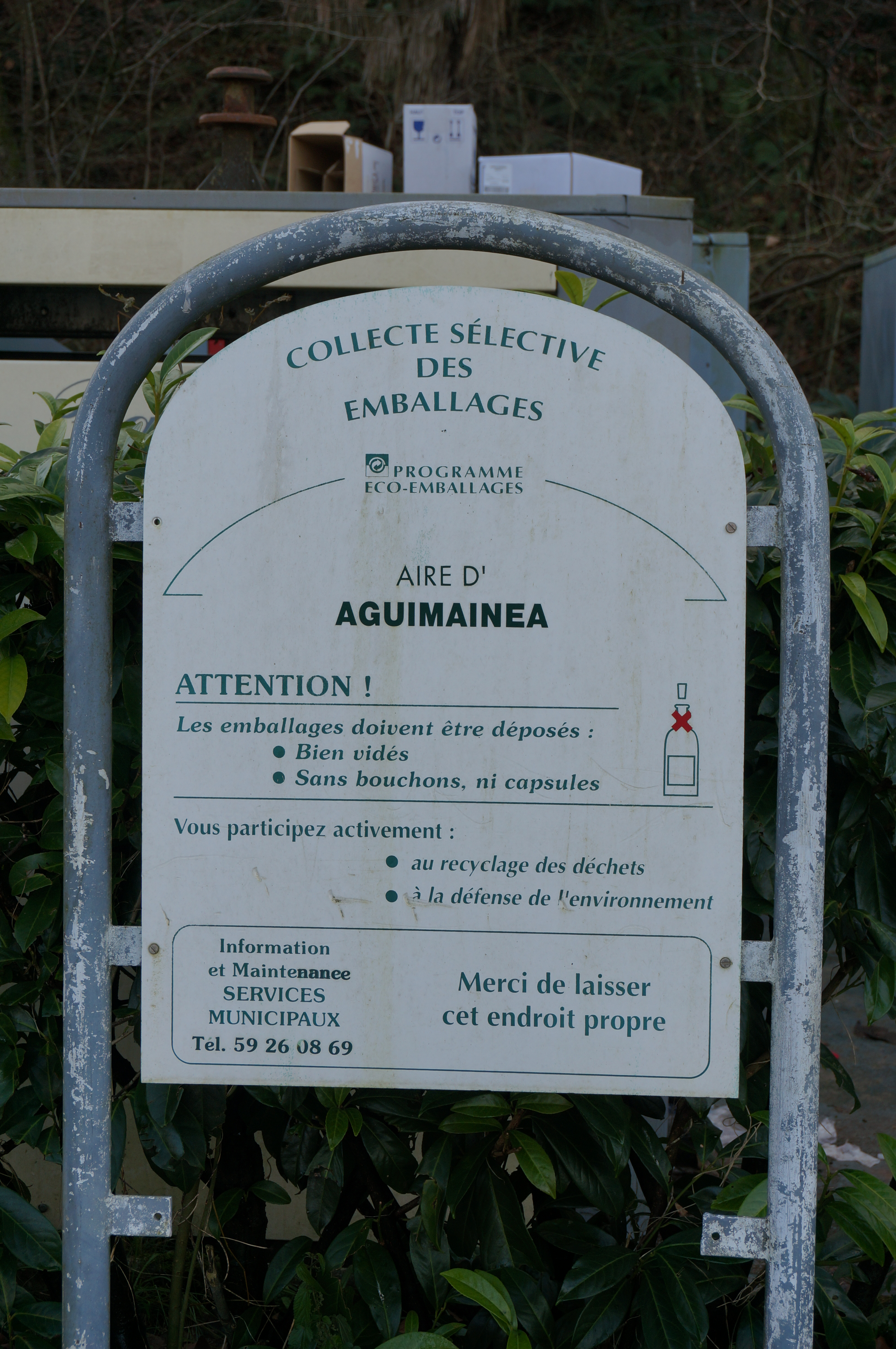
L'aire de collecte différenciée des déchets.

La commune fait partie du syndicat mixte Bizi Garbia auquel, outre neuf communes françaises, adhèrent deux localités espagnoles, Urdax et Zugarramurdi,.
Ce syndicat assure la collecte, le traitement et la valorisation des déchets ménagers, ainsi que l’exploitation et la gestion de la déchèterie de Saint-Pée-sur-Nivelle, sise dans le quartier Cherchebruit ; le centre de stockage de déchets ultimes de Zaluaga Bi est également installé sur la commune de Saint-Pée-sur-Nivelle.
Sare possède un point de collecte différenciée des déchets, au lieu-dit  Aguimainea.

#### Eau et assainissement
L’agglomération Sud Pays basque assure la collecte et le traitement des eaux de la commune. Cinq sources sont mises à contribution pour satisfaire les besoins en eau saratars ; la source Chabaloa est située au sud du territoire ; Etxoinea, Xilardikoborda et Uhaldea sont trois points d’eau situés près du bourg ; Zazpifago est à proximité immédiate du centre de traitement des eaux éponyme, à l’ouest de Plaza.

### Finances locales
Sare appartient à la strate des communes ayant une population comprise entre 2 000 à 3 500 habitants. Le tableau ci-dessous présente l'évolution de la capacité d'autofinancement, un des indicateurs des finances locales de Sare, sur une période de neuf ans :
|                      | 2005 | 2006 | 2007 | 2008 | 2009 | 2010 | 2011 | 2012 | 2013 |
| -------------------- | ---- | ---- | ---- | ---- | ---- | ---- | ---- | ---- | ---- |
| Sare                 | 708  | 216  | 298  | 345  | 221  | 424  | 134  | 152  | -21  |
| Moyenne de la strate | 254  | 165  | 161  | 158  | 166  | 172  | 189  | 187  | 173  |

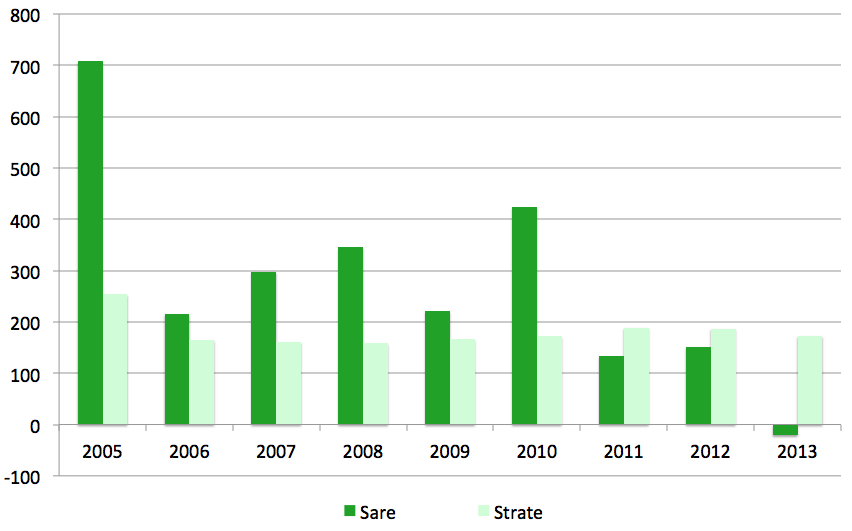
Capacité d'autofinancement à Sare de 2005 à 2013
Résultats exprimés en €/habitant.
Strate : communes de 2000 habitants appartenant à un groupement fiscalisé.

La capacité d'autofinancement de la commune, comparée à la moyenne de la strate, semble observer des cycles assez longs ; elle est supérieure ou égale à la moyenne pendant six ans, puis sensiblement inférieure pendant trois autres années, et devient même négative en 2013. De 2008 à 2012, le fonds de roulement, par contre, est régulièrement supérieur à la moyenne de la strate ; en 2013 en revanche sa valeur devient inférieure à la référence moyenne.
Le montant de la taxe d'habitation, indicateur de fiscalité directe, s'établit en 2013 à un peu plus de 1 050 €/habitant, contre 1 178 € en moyenne pour les communes de même importance. Cette hiérarchie est stable sur les quatre années précédentes.

### Intercommunalité
Sare fait partie de cinq structures intercommunales. L'agglomération Sud Pays basque, le syndicat mixte Bizi Garbia et le syndicat d'énergie des Pyrénées-Atlantiques assurent la gestion et les fonctions d’aménagement du territoire. La commune adhère également au syndicat intercommunal des collèges d'enseignement secondaire de Saint-Jean-de-Luz et au syndicat intercommunal pour le soutien à la culture basque. Sare fait également partie de l'Eurocité basque Bayonne - San Sebastián, qui regroupe 25 communes françaises et 17 municipalités espagnoles.
Sare et Ainhoa, conjointement aux deux communes espagnoles de Zugarramurdi et Urdazubi, composent un territoire transfrontalier, appelé Xareta.

### Jumelages
Au 26 décembre 2014, Sare est jumelée avec :
- Urdax (Espagne) depuis 1995 ;
- Zugarramurdi (Espagne) depuis 1995.

## Population et société

### Démographie

#### Évolution démographique
En 1650, 280 foyers, soit environ 1 500 habitants étaient regroupés dans la paroisse.
L'évolution du nombre d'habitants est connue à travers les recensements de la population effectués dans la commune depuis 1793. Pour les communes de moins de 10 000 habitants, une enquête de recensement portant sur toute la population est réalisée tous les cinq ans, les populations de référence des années intermédiaires étant quant à elles estimées par interpolation ou extrapolation. Pour la commune, le premier recensement exhaustif entrant dans le cadre du nouveau dispositif a été réalisé en 2005.

En 2022, la commune comptait 2 736 habitants, en évolution de +3,56 % par rapport à 2016 (Pyrénées-Atlantiques : +3,78 %, France hors Mayotte : +2,11 %).
| 1793  | 1800  | 1806  | 1821  | 1831  | 1836  | 1841  | 1846  | 1851  |
| ----- | ----- | ----- | ----- | ----- | ----- | ----- | ----- | ----- |
| 2 081 | 1 831 | 1 909 | 1 839 | 1 987 | 2 214 | 2 201 | 2 342 | 2 336 |

| 1856  | 1861  | 1866  | 1872  | 1876  | 1881  | 1886  | 1891  | 1896  |
| ----- | ----- | ----- | ----- | ----- | ----- | ----- | ----- | ----- |
| 2 147 | 2 039 | 1 940 | 1 936 | 1 976 | 1 966 | 1 871 | 1 897 | 1 916 |

| 1901  | 1906  | 1911  | 1921  | 1926  | 1931  | 1936  | 1946  | 1954  |
| ----- | ----- | ----- | ----- | ----- | ----- | ----- | ----- | ----- |
| 1 927 | 1 934 | 1 996 | 1 990 | 1 947 | 1 833 | 1 930 | 1 963 | 1 910 |

| 1962  | 1968  | 1975  | 1982  | 1990  | 1999  | 2005  | 2006  | 2010  |
| ----- | ----- | ----- | ----- | ----- | ----- | ----- | ----- | ----- |
| 1 952 | 1 921 | 1 871 | 1 930 | 2 054 | 2 184 | 2 262 | 2 271 | 2 508 |

| 2015  | 2020  | 2022  | - | - | - | - | - | - |
| ----- | ----- | ----- | - | - | - | - | - | - |
| 2 627 | 2 705 | 2 736 | - | - | - | - | - | - |

#### Pyramide des âges
En 2018, le taux de personnes d'un âge inférieur à 30 ans s'élève à 28,9 %, soit en dessous de la moyenne départementale (30,9 %). À l'inverse, le taux de personnes d'âge supérieur à 60 ans est de 32,8 % la même année, alors qu'il est de 30,5 % au niveau départemental.
En 2018, la commune comptait 1 334 hommes pour 1 336 femmes, soit un taux de 50,04 % de femmes, largement inférieur au taux départemental (52,08 %).
Les pyramides des âges de la commune et du département s'établissent comme suit.
| Hommes | Classe d’âge | Femmes |
| ------ | ------------ | ------ |
| 1,0    | 90 ou +      | 3,3    |
| 8,7    | 75-89 ans    | 11,9   |
| 20,9   | 60-74 ans    | 19,8   |
| 19,7   | 45-59 ans    | 20,5   |
| 18,7   | 30-44 ans    | 17,7   |
| 12,2   | 15-29 ans    | 11,6   |
| 18,9   | 0-14 ans     | 15,2   |

| Hommes | Classe d’âge | Femmes |
| ------ | ------------ | ------ |
| 1      | 90 ou +      | 2,6    |
| 8,7    | 75-89 ans    | 11,8   |
| 18,9   | 60-74 ans    | 19,8   |
| 21     | 45-59 ans    | 20,3   |
| 17,9   | 30-44 ans    | 17,3   |
| 16,2   | 15-29 ans    | 14     |
| 16,3   | 0-14 ans     | 14,2   |

La population est restée remarquablement stable durant deux siècles, aux alentours de 2 000 âmes, bon an mal an, entre 1793 et 1990. À partir de cette date, le nombre d’habitants a crû de 481 unités jusqu’au dernier recensement de 2012, soit une progression moyenne annuelle de vingt personnes, équivalent à une croissance annuelle de près de 10 %. Au regard du tableau suivant, on constate que c’est le solde migratoire qui explique cette progression, le solde naturel demeurant résolument négatif depuis la fin des années 1960, alors que la pyramide des âges de la localité affiche un profil très similaire à celui du département.
|                                           | 1968 - 1975 | 1975 - 1982 | 1982 - 1990 | 1990 - 1999 | 1999 - 2009 |
| Taux de variation annuel de la population | - 0,4       | + 0,4       | + 0,8       | + 0,7       | + 1,1       |
| Solde naturel                             | - 0,4       | - 0,7       | - 0,3       | - 0,4       | - 0,1       |
| Solde migratoire                          | + 0,0       | + 1,1       | + 1,1       | + 1,1       | + 1,2       |

### Enseignement

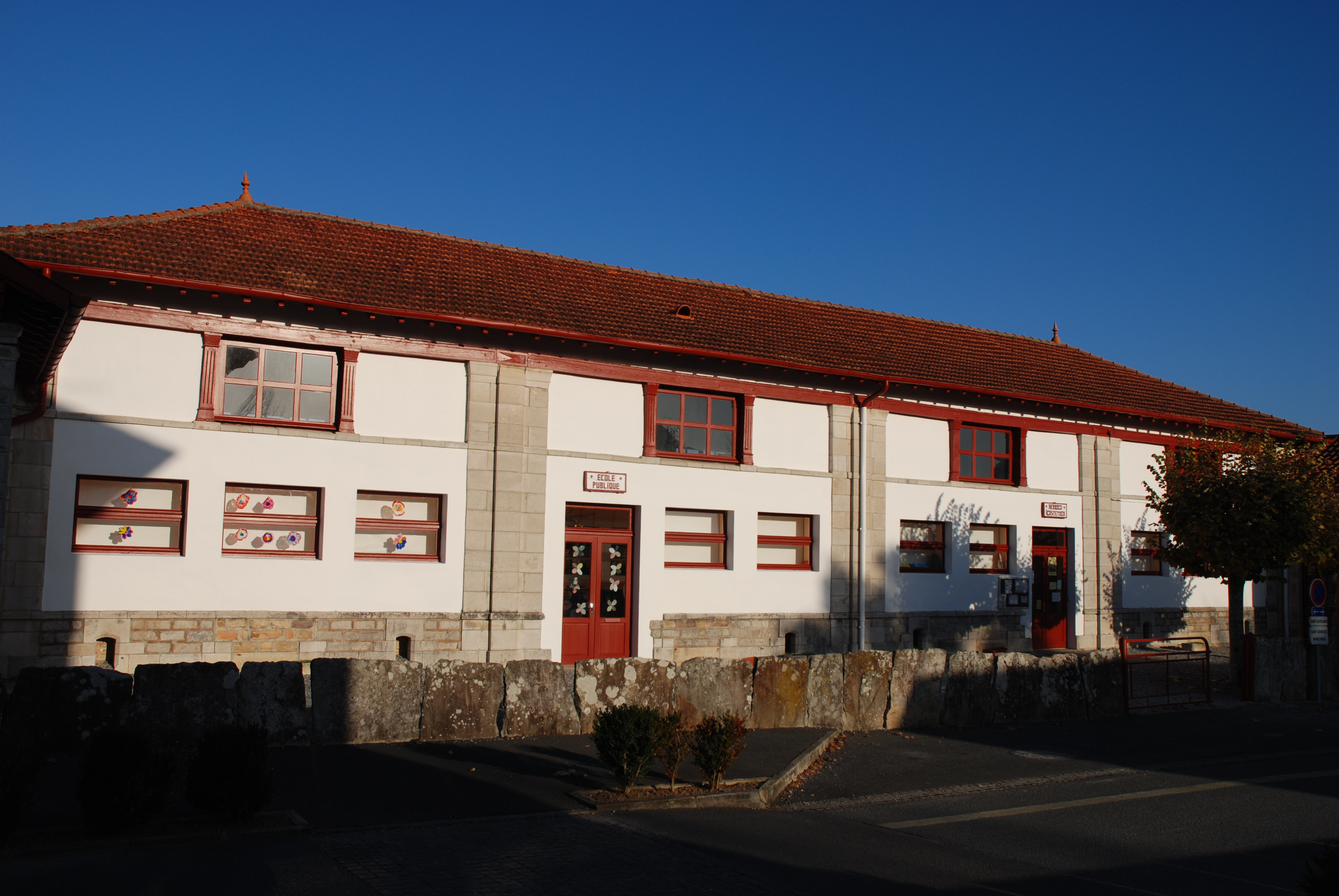
L’école élémentaire publique.

La commune de Sare est rattachée à l’académie de Bordeaux, dans la zone C du calendrier scolaire. Elle dispose de deux écoles élémentaires, l’une publique, et la seconde sous statut associatif, l’ikastola Olhain, ainsi que d’une école primaire privée, l’école Saint-Joseph.
Les rares registres d’état civil montrent qu’un instituteur officiait dès 1810 à l’école laïque,. En revanche l’école des sœurs de la congrégation des Filles de la Croix, fut fondée en 1739 ; elle était à l’origine réservée aux filles. En 1862, 180 fillettes de 4 à 16 ans suivaient les cours dispensés par six sœurs. C’est en 1976 que la mixité y fut instituée.
Les collèges et lycées les plus proches se situent à Saint-Pée-sur-Nivelle et à Saint-Jean-de-Luz. Le collège Arretxea et le lycée agricole privé Saint-Christophe sont situés à Saint-Pée-sur-Nivelle. Saint-Jean-de-Luz propose l’accès à deux collèges publics (le collège Maurice-Ravel et le collège Chantaco), ainsi qu’à un lycée général, le lycée Maurice-Ravel, et à un lycée professionnel, le lycée Ramiro-Arrue.
L’UFR pluridisciplinaire de Bayonne - Anglet - Biarritz fait partie de l'université de Pau et des Pays de l'Adour. L'IAE des Pays de l'Adour, basé à Pau et Bayonne, offre des formations en gestion et management. L’ESTIA (école supérieure des technologies industrielles avancées) est située à Bidart dans la technopole Izarbel.
Les élèves peuvent également s'inscrire à l'antenne du conservatoire à rayonnement régional Maurice-Ravel de Saint-Jean-de-Luz.

### Manifestations culturelles et festivités

Les fêtes de Sare (sélection).
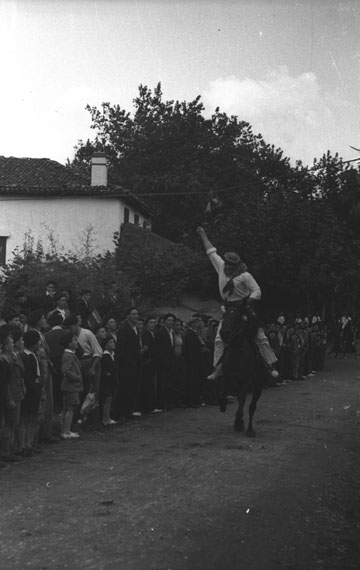
Le Ahate Jokoa.
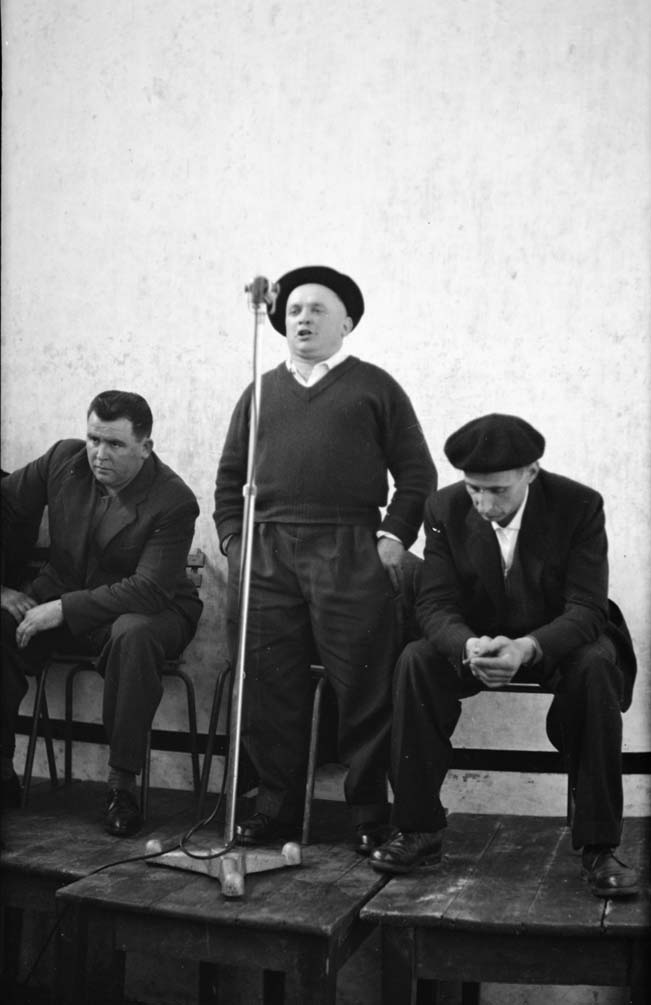
Le bertsulari Mattin Treku à Sare en 1960.

Les fêtes de Sare, qui depuis 1837 se déroulent en août sous le double patronage de saint Martin et la Vierge Marie, durent à présent cinq jours. Elles donnent lieu à des manifestations traditionnelles, comprenant parties de pelote basque, force basque, défilés, improvisations de bertsularis et toro de fuego. L’animation la plus spectaculaire est l’antique Ahate Jokoa, qui voit des cavaliers à plein galop foncer « sur un canard suspendu par les pattes à une corde tendue au travers du fronton, précédés par un chef armé d'un sabre, qui entaille son cou lors d’un premier passage ; puis les cavaliers, tour à tour, tentent d’en arracher la tête […] Une concession récente à la sensibilité veut que le canard soit tué avant d’être suspendu […] ».
Sare organise chaque année en avril, et depuis 1984, le biltzar des écrivains du Pays basque, qui accueille à présent près de 150 écrivains.

### Santé
La commune dispose, au 1er janvier 2015, de cinq médecins généralistes, d’un dentiste, de deux kinésithérapeutes, de deux ostéopathes, de deux infirmières et d’une pharmacie.
Les habitants de Sare ont également accès au centre hospitalier de la Côte Basque, principalement établi à Bayonne — site principal de Saint-Léon et site de Cam-de-Prats — mais également à Saint-Jean-de-Luz, dont l’offre se complète de plusieurs cliniques.

### Sports

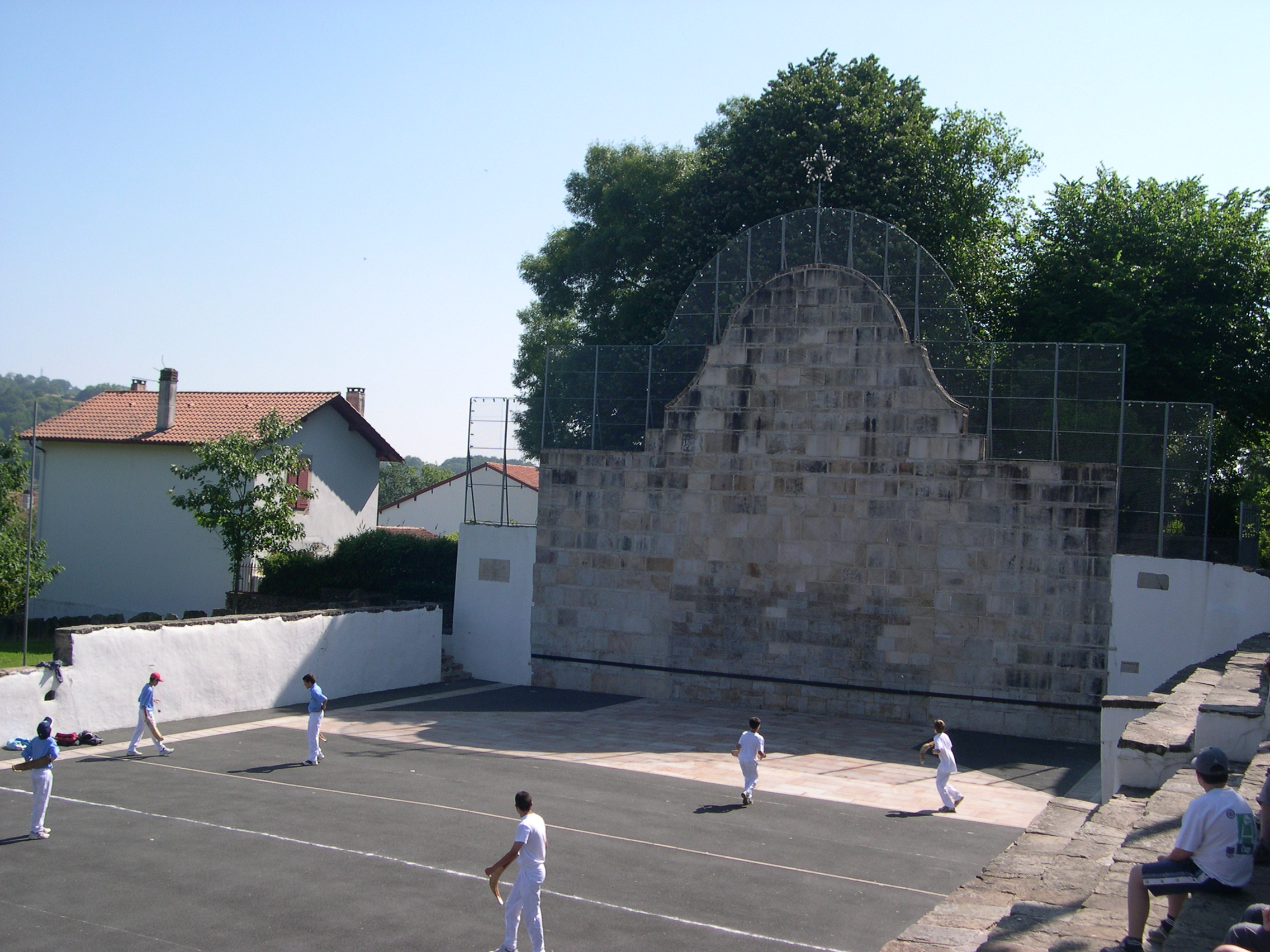
Partie de pelote au chistera.

Sare est l’un des berceaux de la pelote basque, un premier fronton ayant été construit vers 1790, et dès le XIXe siècle, de nombreux Saratars se sont distingués au jeu de rebot, à main nue ou au petit gant ; certains d’entre eux, tel Pierre Larronde dans les années 1940, furent champions du monde. Le trinquet de Sare a été construit dans les années 1850. Le fronton actuel, seul rescapé des trois connus dans la commune, est situé au centre de Plaza ; il date de 1803.
Diverses associations permettent aujourd’hui de pratiquer, entre autres, la pelote basque, le rugby, le handball ou la randonnée en montagne, sportive ou touristique.

### Cultes
Sare fait partie de la paroisse catholique Saint-Esprit-de-la-Rhune, qui dépend du diocèse de Bayonne, Lescar et Oloron, suffragant depuis 2002 de l’archidiocèse de Bordeaux. Mgr Marc Aillet est l’évêque de ce diocèse depuis le 15 octobre 2008. La paroisse couvre les cures d’Ascain, Saint-Pée-sur-Nivelle et Sare.

Chapelle et oratoires (sélection).
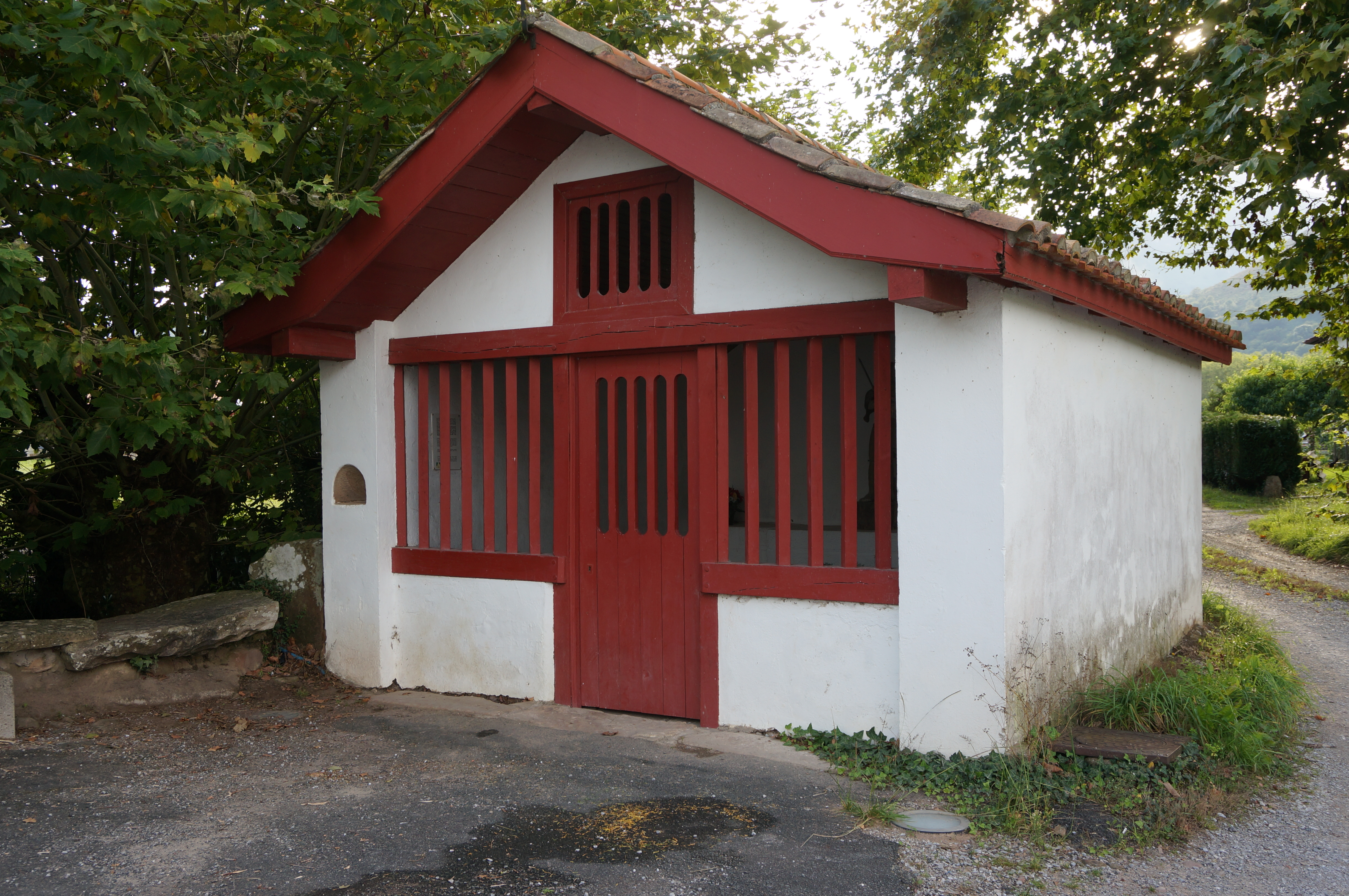
Oratoire Saint-Isidore.
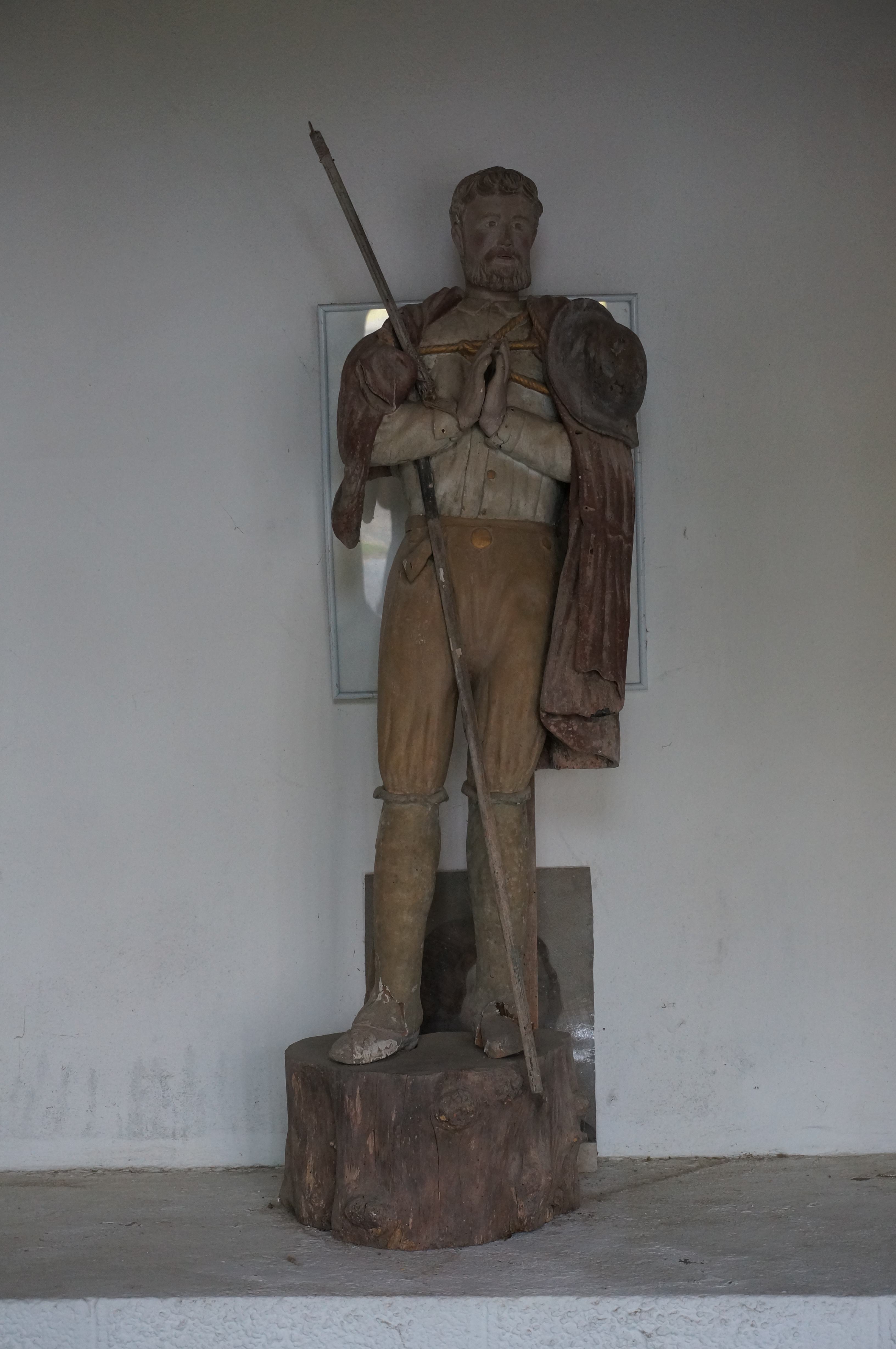
Saint Isidore, dans l'oratoire.
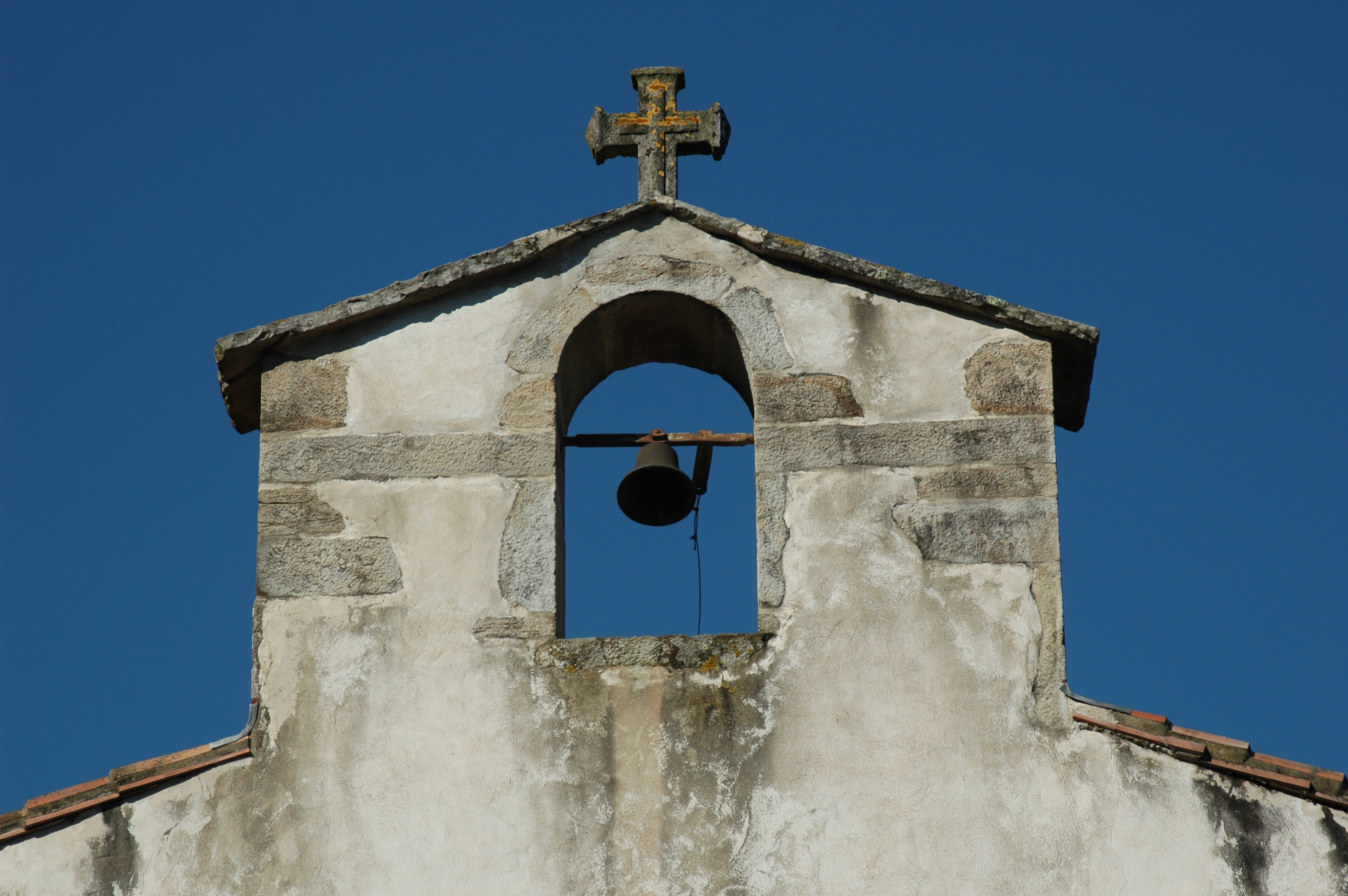
Clocher de la chapelle Sainte-Catherine.
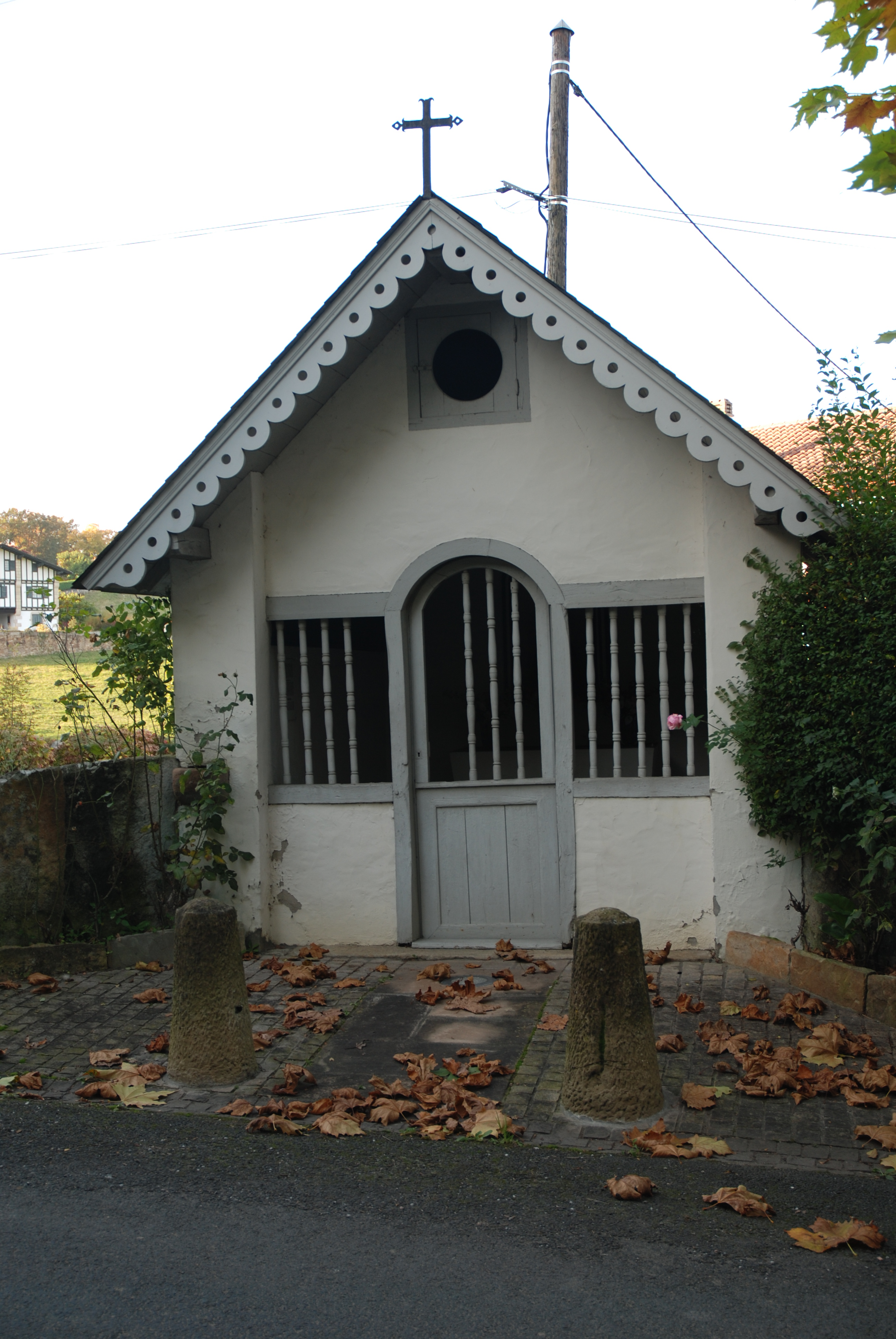
Oratoire dédié à Marie.
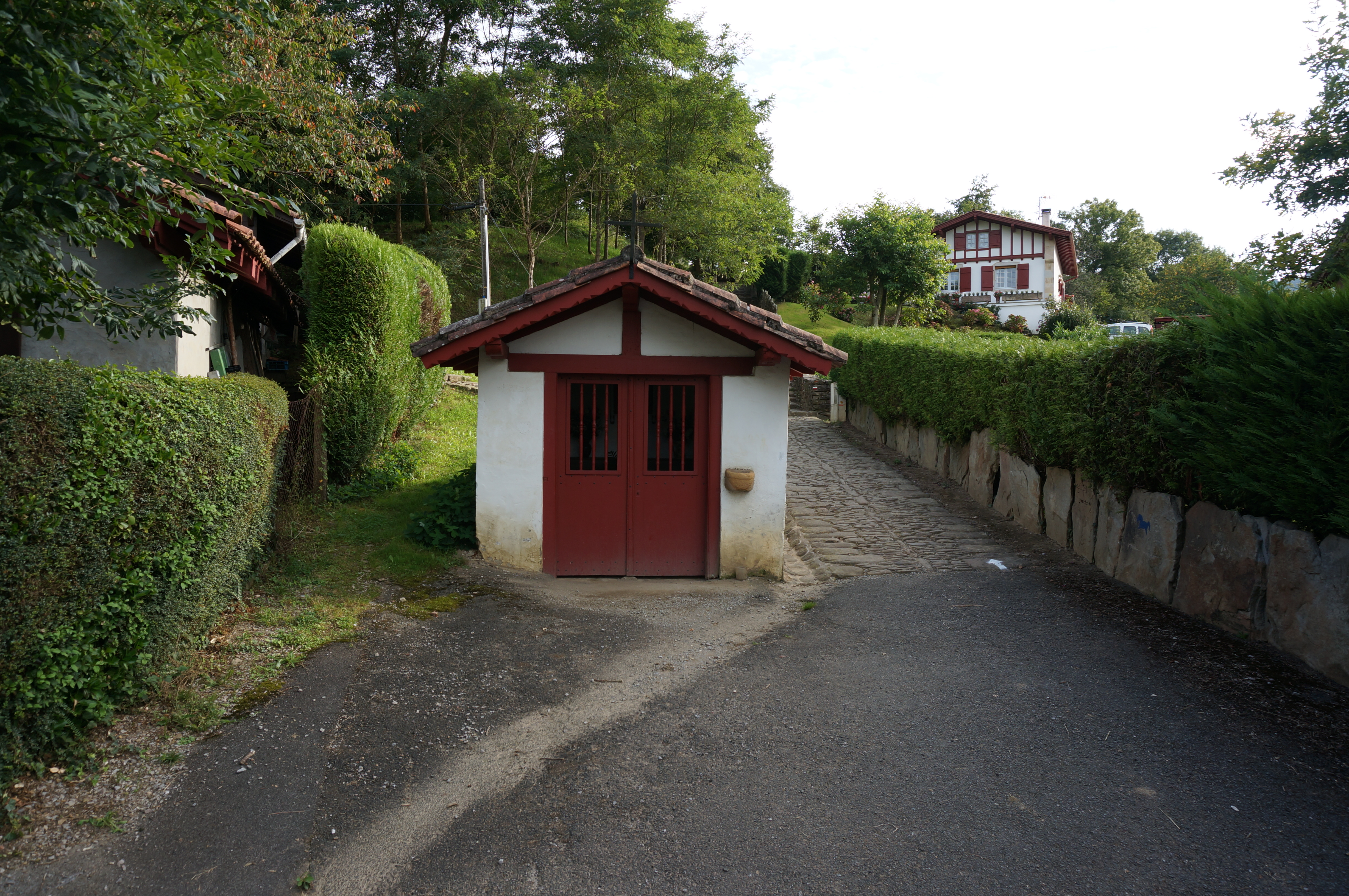
Oratoire Saint-Pierre.

Outre l’église paroissiale Saint-Martin, la commune possède quatorze oratoires, qui, selon la tradition, semblent être le résultat de vœux prononcés par des marins en péril ; neuf d’entre eux sont déjà mentionnés sur la carte de Cassini de 1770 (Saint-Nicolas, Saint-Isidore, Saint-Jean-Baptiste, Saint-Pierre, San-Anton, Sainte-Croix, Saint-Ignace, Saint-François-Xavier et Notre-Dame-du-Bon-Secours), cinq autres sont venus, par la suite, compléter la liste actuelle (Marie-Mère-de-Dieu, Saint-Éloi, Notre-Dame-de-Fatima, Saint-Michel et Saint-Antoine).
Une chapelle dressée non loin du sommet de la Rhune a, pendant plusieurs siècles, été entretenue par un ecclésiastique (prêtre ou ermite) d’une paroisse espagnole ou labourdine. Elle est mentionnée au XVIe siècle (1575) dans un courrier du maréchal de France Blaise de Monluc,. Elle fait également l’objet de dispositions dans le testament de Jean VI de Sossiondo, évêque de Bayonne natif d’Ascain, en 1578 ; il souhaitait que le chapelain de l’ermitage, qui comprenait une chapelle publique en sus de l’habitation, soit un prêtre. En 1680, la chapelle, agrandie au milieu du XVIIe siècle devient la « basilique de la Très Sainte Trinité de la montagne de la Rhune », sous le patronage d’Ascain, Sare, Urrugne et Bera. Dès lors, les charges d’entretien sont réparties en parts égales entre les quatre communes, qui mandatent à tour de rôle un chapelain pour une durée de quatre années. Il ne reste aujourd’hui aucun vestige de cette chapelle qui a été partiellement détruite en 1793 sur ordre du Comité de salut public et qui fut le théâtre des assauts du duc de Wellington contre les troupes napoléoniennes en 1813. La dernière procession eut lieu en 1897 et les fêtes qui l’avaient remplacée furent interdites par les autorités allemandes en 1944 et n’ont jamais repris depuis.
Cet ermitage faisait partie d’un ensemble de quatre chapelles dont il ne subsiste que Sainte-Catherine, Sainte-Croix-d’Olhain — la chapelle était située au sommet éponyme, à 397 mètres d’altitude — et Sainte-Barbe — juchée sur la colline de Santa-Barbara, au quartier Lizuniaga, sur le rebord du plateau qui domine le ruisseau de Lizuniaga — ayant disparu au cours des années.
La chapelle Sainte-Catherine date du XVIIe siècle, et a été construite sur les vestiges d’un édifice daté de 1481. L’édifice forme un quadrilatère de 23,4 m sur 11,5 m, d’une hauteur de 9 m. Deux étages de galeries couvrent trois des côtés de la chapelle. Elle fut offerte à l’impératrice Eugénie le 6 octobre 1867 en remerciement des bienfaits du couple impérial à la paroisse,.

## Économie

### Histoire économique
Si l’agriculture et le pastoralisme ont traversé les siècles et sont encore une réalité économique du village, Sare a accueilli des activités qui ont aujourd’hui disparu.
L’abbé saratar Dominique Lahetjuzan écrit en 1810 : « […] il y a sur le territoire de Sare une trentaine de minières de fer petites ou grandes. Il y a près de cent ans qu’on les a abandonnées, soit qu’elles étaient peu abondantes, soit qu’on ait détruit la forge par manque de charbon […] ». Ainsi nous apparaissent les anciennes fonderies de Sare, que l'on sait situées au sud-est du territoire, en contrebas de la chapelle Sainte-Catherine. Il reste aujourd’hui divers toponymes qui rappellent cette activité, comme Olhaldea (« du côté de la forge ») ou Olhachumia (« la petite forge ») ; autre exemple, le chemin qui part de la chapelle vers ces lieux-dits se nomme Olabidea (« le chemin de la forge »). Les registres gascons signalent l’acquisition en 1527 de la « ferrerie » de Sare. Cette indication précise donc en partie l’ancienneté des forges, que l’on peut penser déjà actives à la fin du XVe siècle ou au début du XVIe siècle.
Au XVIIIe siècle et au siècle suivant, on retrouve encore une activité de petite métallurgie de transformation, qui n’est pas liée à celle des forges déjà citées ; les registres indiquent en effet pas moins de 18 forgerons et ferblantiers entre 1770 et 1890.
Le XIXe siècle voit également les débuts de la prospection d’anthracite sur le territoire saratar. Des galeries de recherche de plusieurs centaines de mètres sont constatées par les ingénieurs des mines Martelet et Jacquot en 1860 dans le secteur d’Ibanteli. Cette mine reste en exploitation jusqu’en 1884, puis est abandonnée, jugée non rentable par le principal actionnaire de la société des mines d’anthracite d’Ibanteli, Benoît Gustave Leremboure. Une dernière fois, de juin 1926 à octobre 1931, les charbonnages d’Ibanteli reprennent une activité sous la direction d’Urbain Bonaventure Caitucoli.
Bien que la localité soit relativement éloignée de la côte atlantique, on retrouve de nombreux Saratars sur les rôles maritimes. Au XVIIIe siècle, pas moins de 19 capitaines et 40 officiers de marine sont recensés. Plus de 200 décès en mer sont enregistrés en trente ans durant la deuxième partie du XVIIIe siècle.
Bénéficiant de l’eau très alcaline du ruisseau d’Aranea, une usine de lavage des laines est construite en 1895. Collectant la laine des brebis des deux côtés de la frontière, elle produit des laines à feutre, à carpettes et à matelas. Une succursale commerciale est également ouverte à Roubaix, avec la même raison sociale : La société anonyme des établissements Abbadie et Aguirre. Outre la France, la commercialisation des produits s’étend à l’Italie, les Pays-Bas et les États-Unis. Durant une soixantaine d’années, 60 ouvriers sont employés localement aux activités de production. En 1958, l’usine ferme ses portes, et en 1966, une partie de l’usine est rachetée par une conserverie d’anchois. En 1989, cette activité est transférée à Saint-Pée-sur-Nivelle et l’usine est détruite.
Sans qu’il s’agisse d’une activité de dimension industrielle, la fabrication de la chaux a fait partie de la vie quotidienne saratare. Jusqu’au début du XXe siècle, on trouve dans la plupart des fermes un four à chaux, généralement adossé à un talus pour assurer une bonne résistance à la charge et faciliter le chargement du calcaire par le haut. La chaux sert d’engrais et d’élément de construction, alors que le lait de chaux est utilisé pour blanchir les murs et désinfecter les étables et écuries, ainsi que pour détruire les parasites des arbres fruitiers.
La position géographique de Sare, qui possède 25 km de frontière avec l'Espagne, la facilité de circulation par des axes naturels sur un relief peu accidenté, la communauté de langue et de sang — de nombreux Saratars possèdent des liens familiaux dans les trois localités d'au-delà la frontière nationale — avec les villages navarrais, et bien sûr la disparité des prix, ont favorisé le développement d'une économie frontalière active. Les signes les plus visibles en sont les 14 ventas, encore en activité en 1993, qui s'échelonnent sur la partie espagnole de la frontière, alors que la littérature et l'imaginaire collectif, ont, eux, retenu les activités de contrebande, qui ont été un appoint financier important pour une population rurale soumise aux taxes et aux aléas climatiques.

### Revenus de la population et fiscalité
En 2011, le revenu fiscal médian par ménage était de 29 488 €, ce qui plaçait Sare au 16 774e rang parmi les 31 886 communes de plus de 49 ménages en métropole. En 2009, 52,4 % des foyers fiscaux n'étaient pas imposables.

### Emploi
En 2011, la population âgée de 15 à 64 ans s'élevait à 4 065 personnes, parmi lesquelles on comptait 75,1 % d'actifs dont 67,9 % ayant un emploi et 7,2 % de chômeurs.
On comptait 1 571 emplois dans la zone d'emploi, contre 1 409 en 1999. Le nombre d'actifs ayant un emploi résidant dans la zone d'emploi étant de 2 786, l'indicateur de concentration d'emploi est de 56,4 %, ce qui signifie que la zone d'emploi offre moins d'un emploi par habitant actif,.

### Entreprises et commerces
Au 31 décembre 2011, Sare comptait 311 établissements : 100 dans l’agriculture-sylviculture-pêche, 15 dans l'industrie, 49 dans la construction, 124 dans le commerce-transports-services divers et 23 étaient relatifs au secteur administratif.
En 2013, 24 entreprises ont été créées à Sare, dont 21 par des auto-entrepreneurs.
Le tableau ci-dessous détaille les établissements actifs par secteur d'activité au regard du nombre de salariés :
|                                                              | Total | %     | 0 salarié | 1 à 9 salariés | 10 à 19 salariés | 20 à 49 salariés | 50 salariés ou plus |
| ------------------------------------------------------------ | ----- | ----- | --------- | -------------- | ---------------- | ---------------- | ------------------- |
| Ensemble                                                     | 311   | 100,0 | 249       | 59             | 0                | 2                | 1                   |
| Agriculture, sylviculture et pêche                           | 100   | 32,2  | 97        | 3              | 0                | 0                | 0                   |
| Industrie                                                    | 15    | 4,8   | 9         | 6              | 0                | 0                | 0                   |
| Construction                                                 | 49    | 15,8  | 29        | 20             | 0                | 0                | 0                   |
| Commerce, transports, services divers                        | 124   | 39,9  | 97        | 26             | 0                | 1                | 0                   |
| dont commerce et réparation automobile                       | 29    | 9,3   | 21        | 8              | 0                | 0                | 0                   |
| Administration publique, enseignement, santé, action sociale | 23    | 7,4   | 17        | 4              | 0                | 1                | 1                   |
| Champ : ensemble des activités.                              |       |       |           |                |                  |                  |                     |

L'examen de ce tableau amène quelques remarques : l'essentiel de l'activité économique est assuré par des entreprises du secteur tertiaire ; l'agriculture (et pour mémoire, la pêche, compte tenu de la localisation de Sare), jadis activité dominante de la localité, représente encore aujourd’hui une part importante de la vie économique de la localité (près d’un tiers des établissements) ; près de 5 % de l'activité est assuré par des entreprises du secteur industriel, qui reste concentré sur des structures de moins de dix salariés, tout comme les activités liées à la construction qui regroupent plus de 15 % des établissements ; l'administration publique, l’enseignement, la santé et l’action sociale forment une activité qui regroupe plus de 7 % des entreprises.

#### Agriculture

Agriculture traditionnelle (sélection).
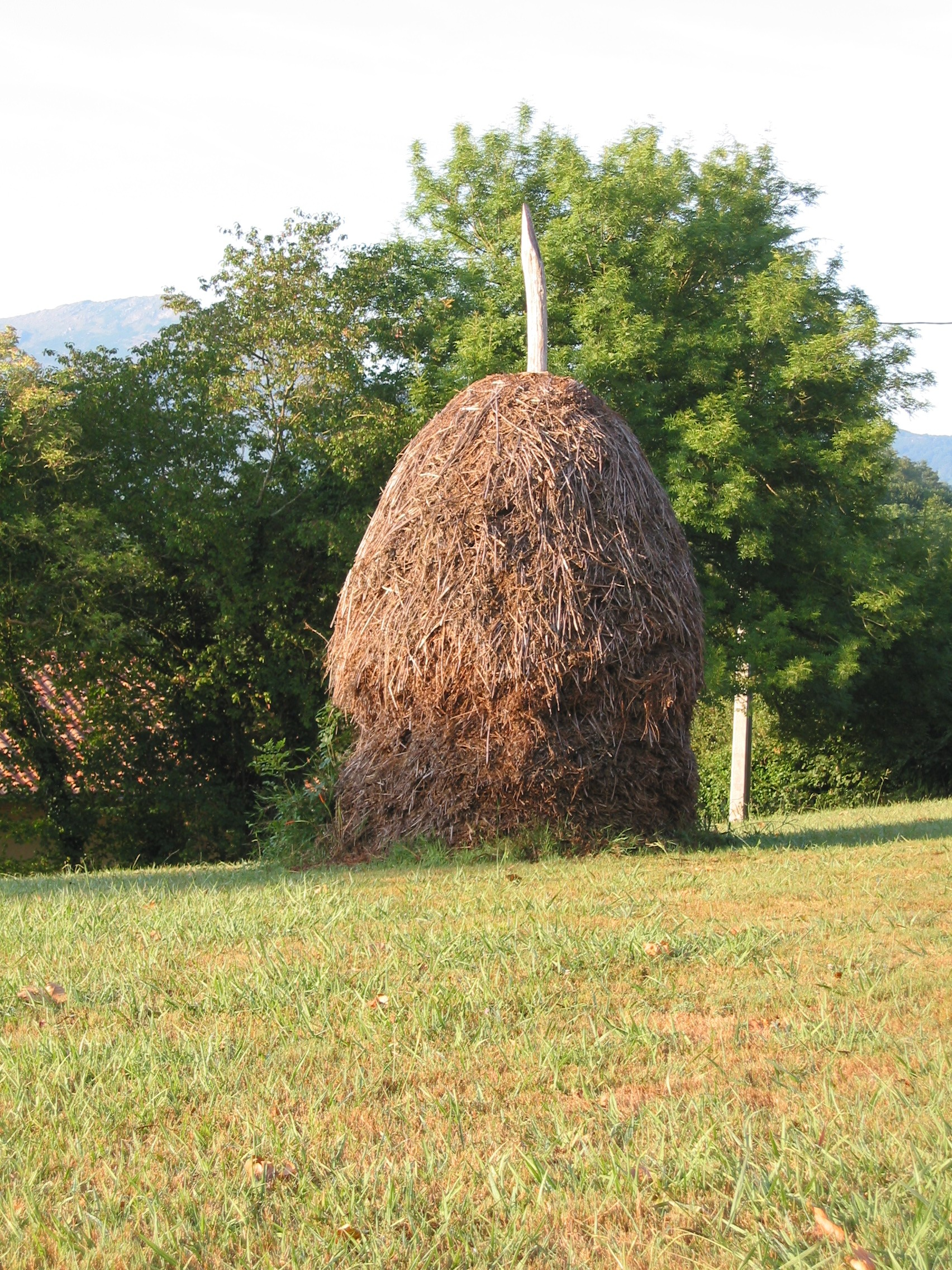
Meule de fougères.
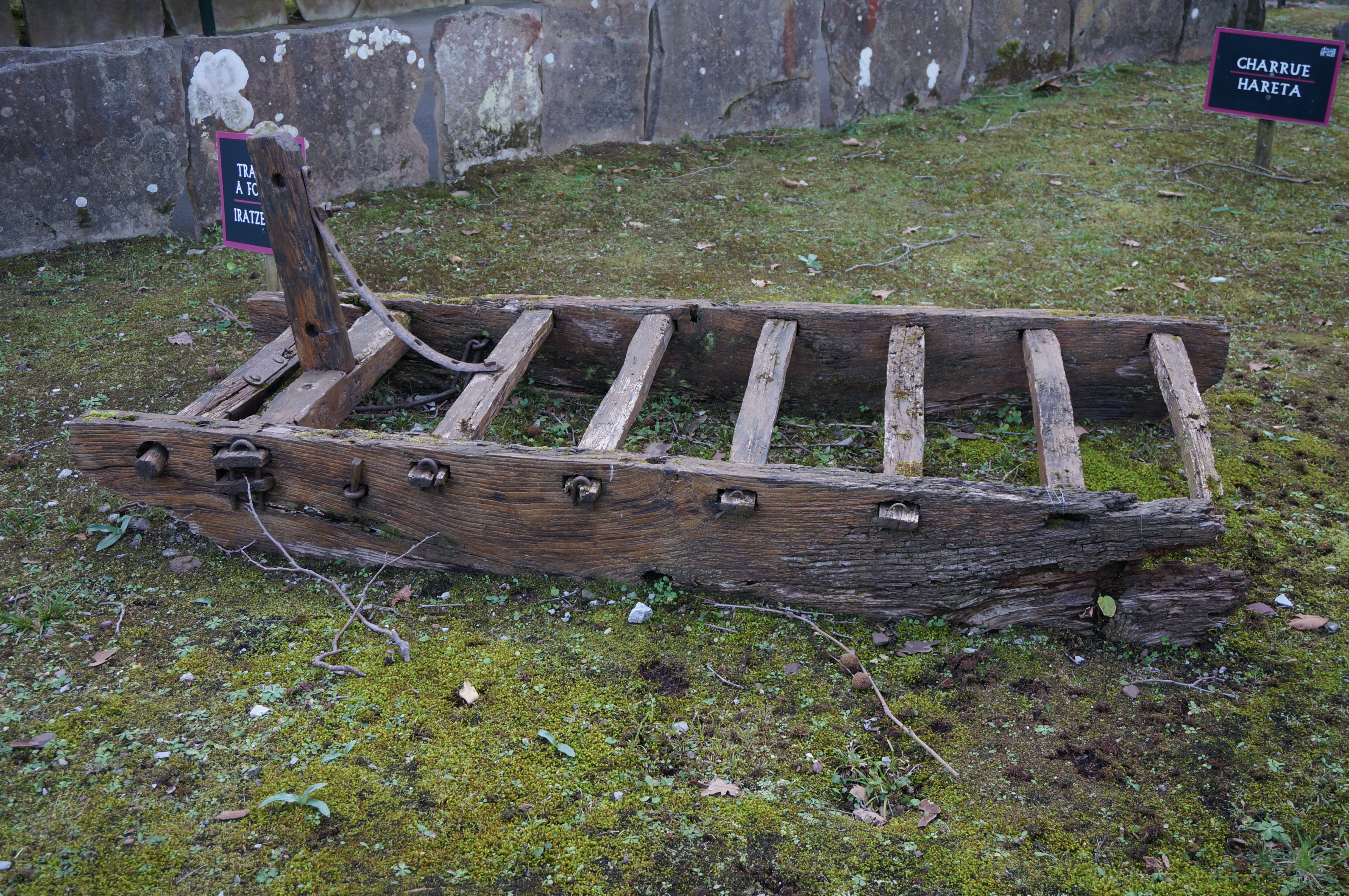
Traîneau à fougères (lera).
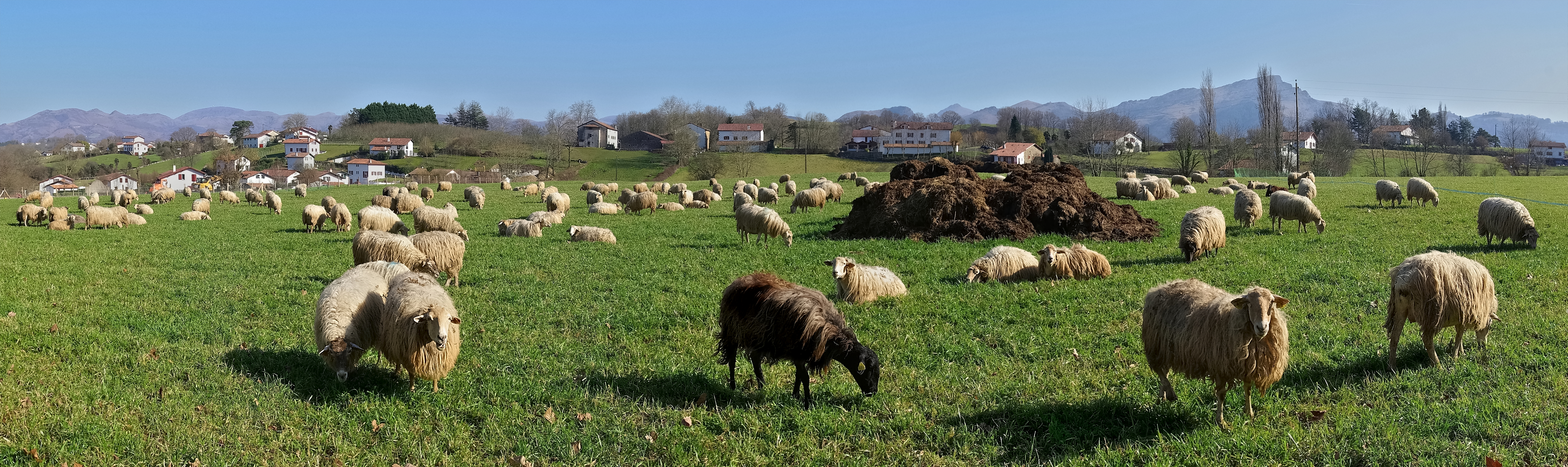
Troupeau de brebis Manech tête rousse.
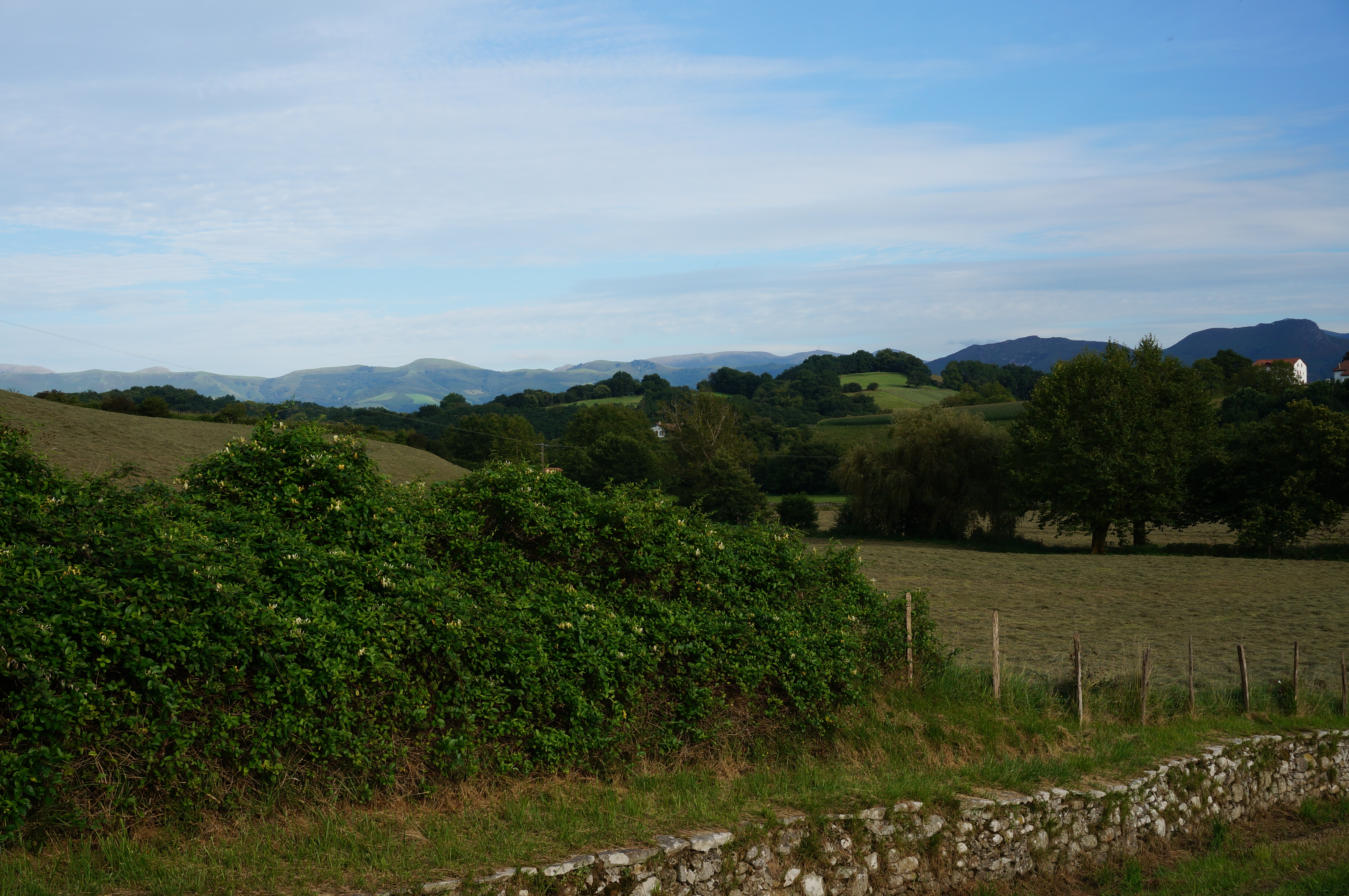
Paysage au nord-ouest de Plaza.
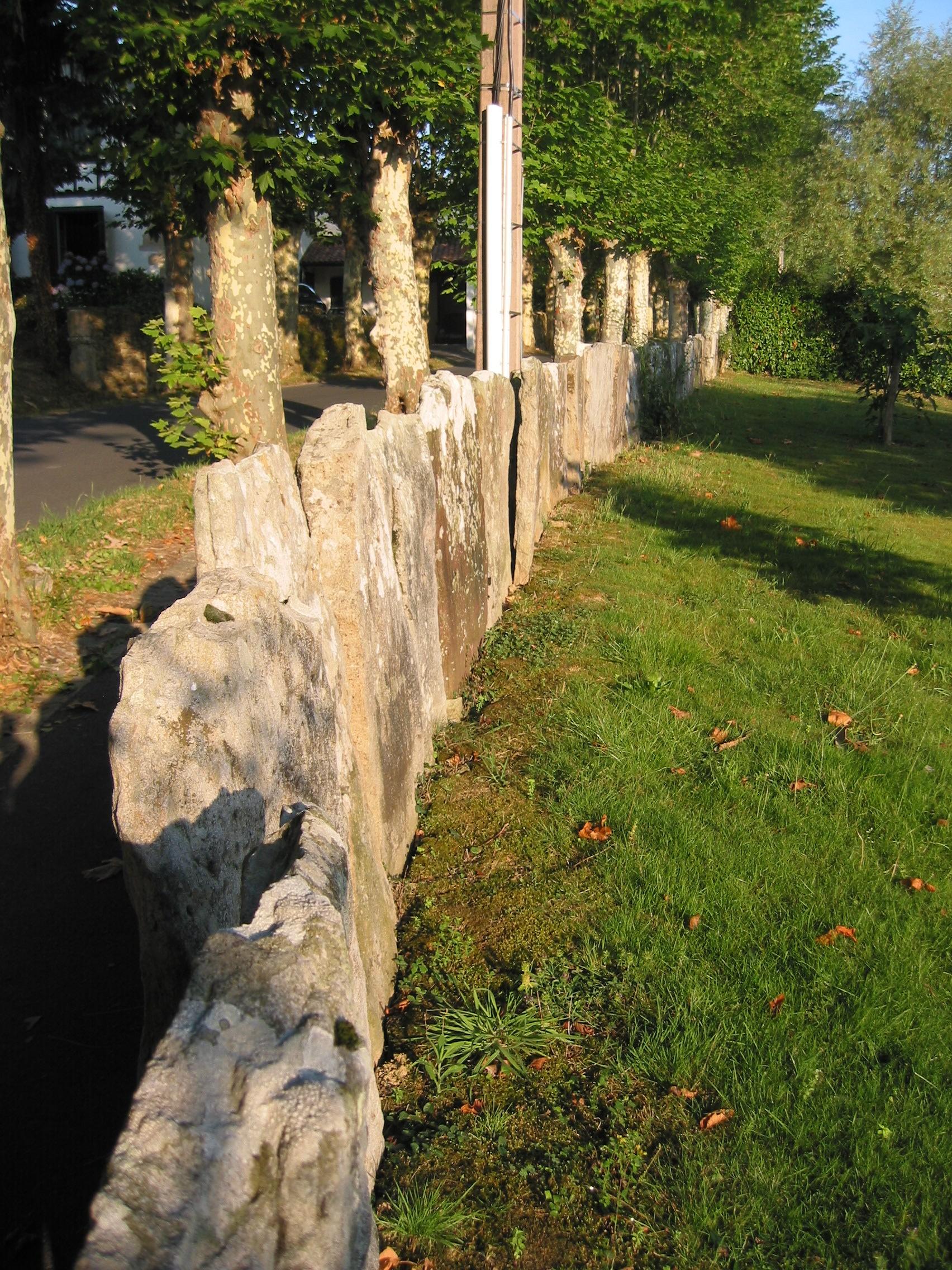
Clôture en lauzes de la Rhune.

La zone consacrée à l’agriculture se concentre dans la vaste cuvette centrale. Celle-ci se caractérise par une mosaïque composée de prairies et de champs de maïs. On trouve également des fougeraies, exploitées sur les terrains communaux, dont les meules font partie du paysage d’octobre à juin ; il s’agit de tas cylindro-coniques, construits autour d’un piquet d’acacia, dont la structure permet à l’eau de s’écouler ; sur les terrains pentus, le traîneau en bois tiré par des bœufs (lera) était nécessaire pour transporter cette litière d’hiver pour les bovins et les ovins. On comptait en 1993, tout comme en 2011, près de cent exploitations agricoles, qui avaient l’élevage comme principale activité. Elles élevaient pour la viande et le lait près de 1 500 bovins et 11 000 ovins. On dénombrait également 300 pottoks dans la couronne montagneuse.
La commune fait partie de la zone d'appellation de l'ossau-iraty, et au 1er janvier 2015 deux producteurs de fromages sont en activité sur la localité.

#### Commerces et services
Le centre de Sare dispose d’une supérette, de divers commerces de bouche et de spécialités locales, ainsi que de quelques magasins d’habillement et de linge basque. En dehors du bourg, ce sont surtout des restaurants qui assurent l’activité commerciale.
La maison de retraite Jean-Dithurbide est un établissement d'hébergement pour personnes âgées dépendantes (EHPAD). Il est le plus gros employeur de la commune, avec, au 10 février 2015, 98 personnes à temps plein ou partiel s’occupant des patients.
La crèche Maitetxoak, située à Saint-Pée-sur-Nivelle, est également ouverte aux enfants des communes d’Ainhoa, Sare et Souraïde.

### Tourisme
La commune — tout comme Ainhoa, située à 7 km — bénéficie du label des Plus Beaux Villages de France, décerné par une association indépendante visant à promouvoir les atouts touristiques de petites communes françaises riches d'un patrimoine de qualité. Cette classification entraîne des contraintes visant à la protection du site — Sare est devenue un des principaux centres touristiques du territoire de l’agglomération Sud Pays basque, compte tenu de ses particularités historiques, architecturales et environnementales, alliées aux activités de pleine nature qui ont été développées — comme le montrent les cahiers des charges accompagnant les demandes d’aménagements industriels ou agricoles.
En 2014, l'offre touristique proposée sur Sare se répartit entre trois hôtels et six restaurants, auxquels viennent s’ajouter 77 Gîtes de France.
Il existe un musée du gâteau basque à la maison Haranea, pour les amateurs de ce dessert emblématique du Labourd.
Enfin, les grottes de Sare ont fait connaître le village.

## Culture locale et patrimoine

### Lieux et monuments
Sare compte neuf monuments répertoriés à l'inventaire des monuments historiques et un monument répertorié à l'inventaire général du patrimoine culturel. Par ailleurs, elle compte un objet répertorié à l'inventaire des monuments historiques.
Des ouvrages militaires — comme six des redoutes déjà mentionnées dans la section histoire et le camp retranché de Mouiz, qui date de 1813 — font l’objet d'un classement par le ministère de la Culture. Il s’agit d’ouvrages situés à proximité immédiate de la frontière entre l'Espagne et la France. Ils ont été construits pour certains d’entre eux lors de la campagne de 1793 - 1795 et réutilisés par la suite pour contenir l'avancée des troupes de la coalition anglo-hispano-portugaise. L’ensemble du dispositif se répartit sur les territoires des communes d'Ascain, de Sare et d'Urrugne et marginalement sur ceux de Saint-Pée-sur-Nivelle et de Biriatou.
La maison dite Ihartzeartea fut érigée au XVIIIe siècle. Elle fut le siège de la Sarako Izarra, groupe musical et de danses créé en 1931 ; elle accueillait également le chœur Euskadiko abesbatza dont Luis Mariano fit partie jusqu’en 1938. De 1937 à 1939, elle fut le lieu de répétition du groupe Eresoinka formé à l’initiative du gouvernement basque. Une fresque murale de la salle principale témoigne de la présence de ce groupe de 101 choristes et danseurs triés sur le volet qui pendant deux ans furent les ambassadeurs de la culture basque dans les plus grandes salles d'Europe occidentale. Cette fresque est attribuée au peintre Gaspar Montes Iturrioz.

L’église Saint-Martin (sélection).
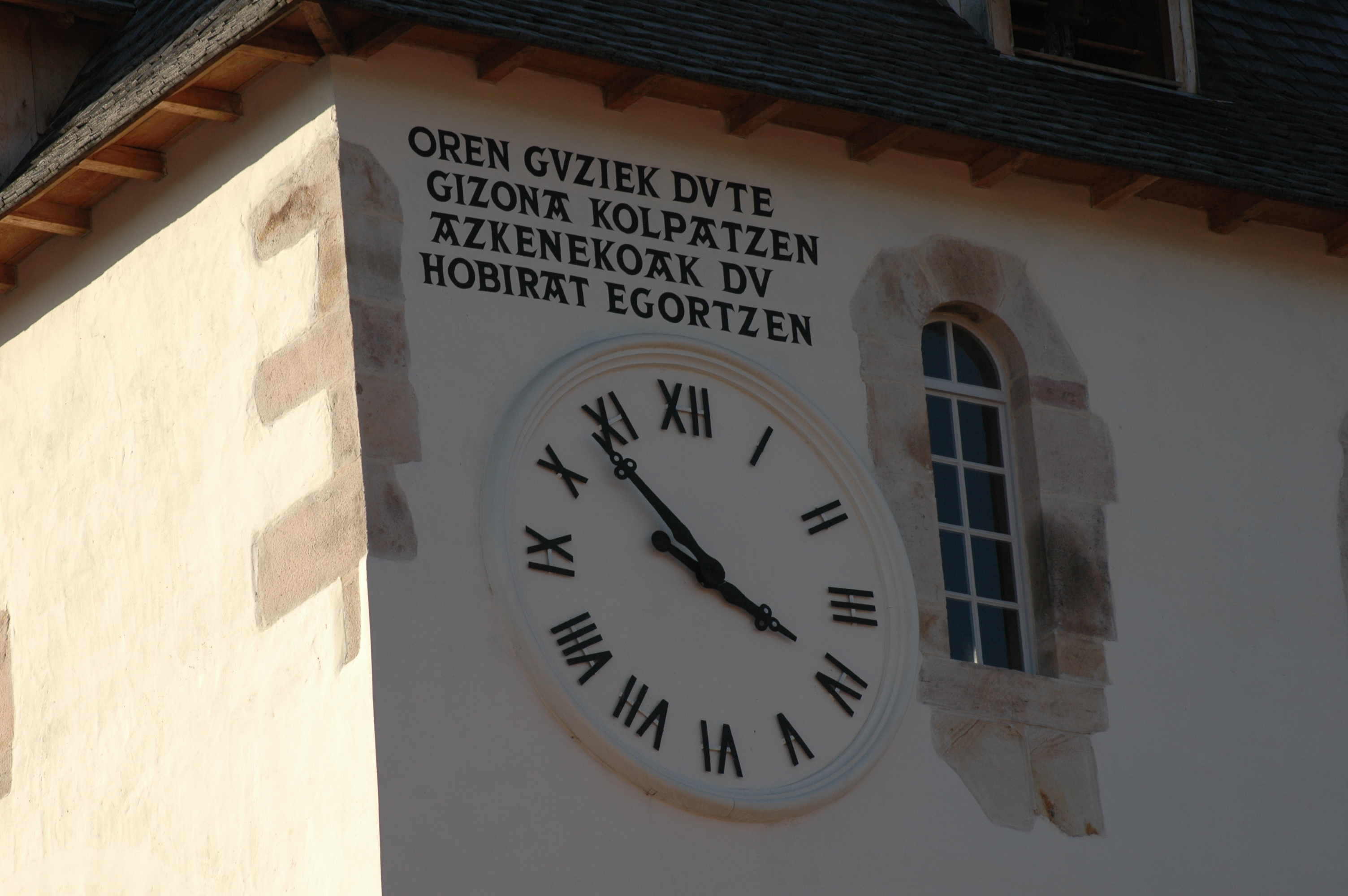
L’horloge de 1875.
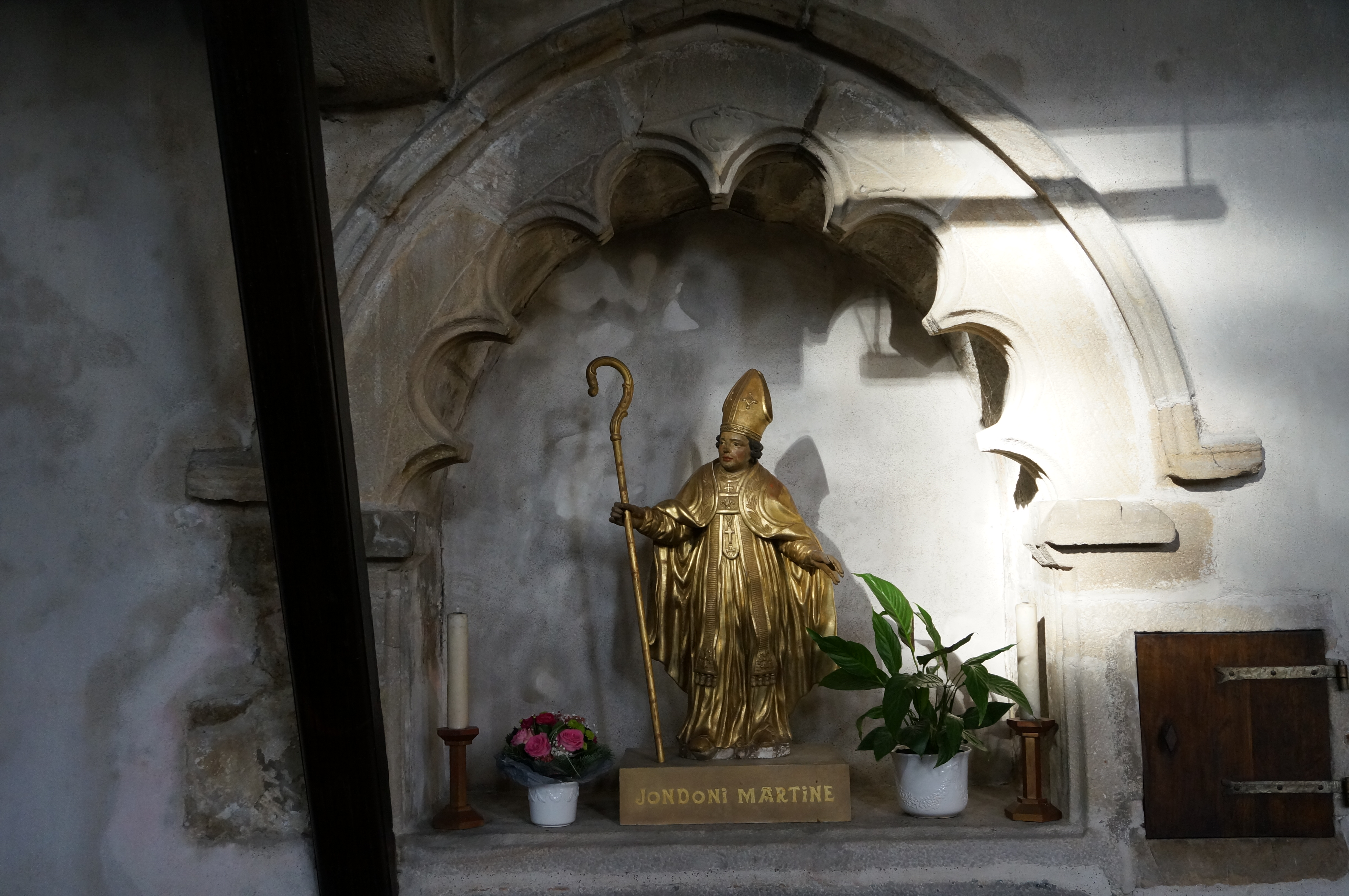
Saint Martin.
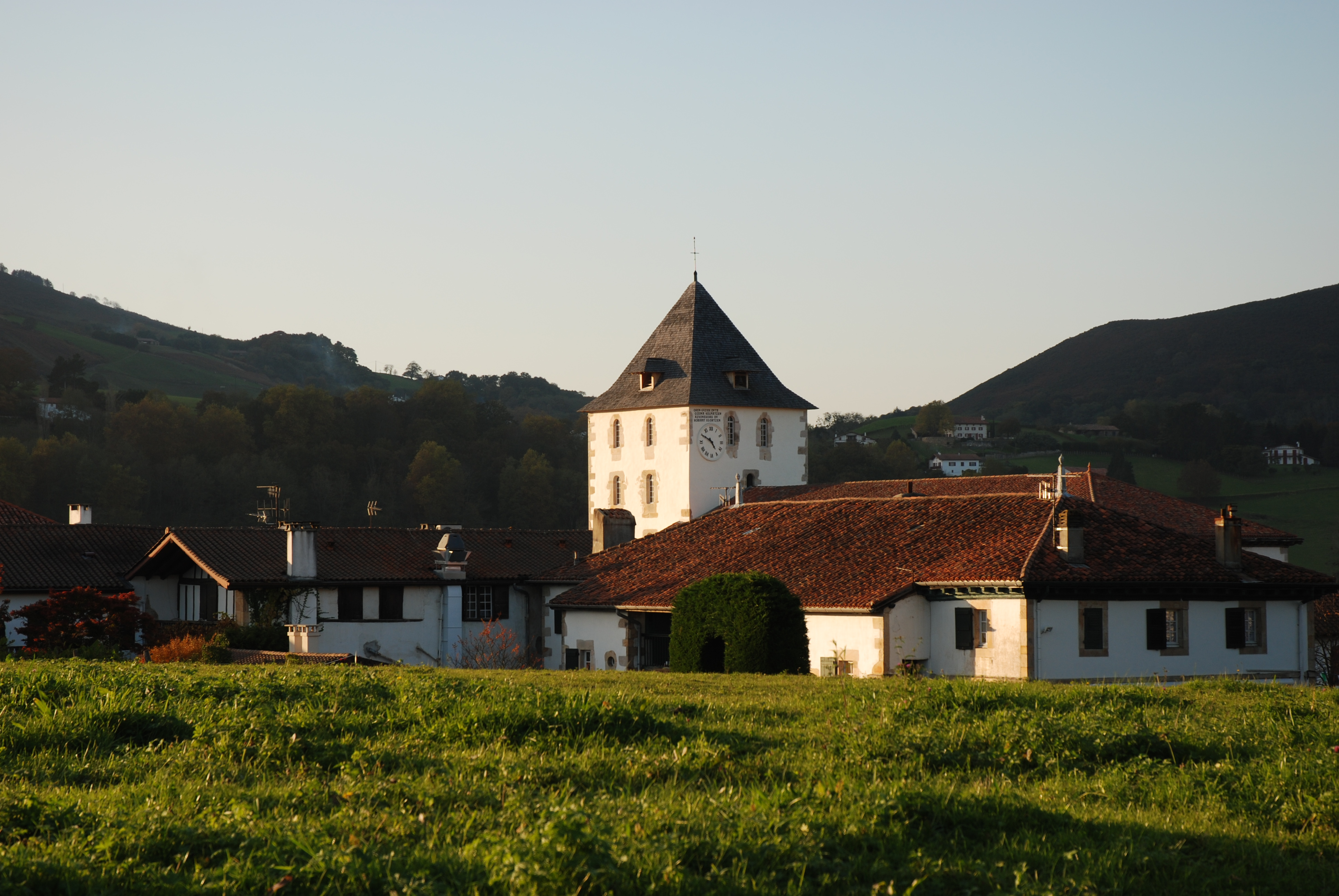
Le clocher, surveillant les crêtes.
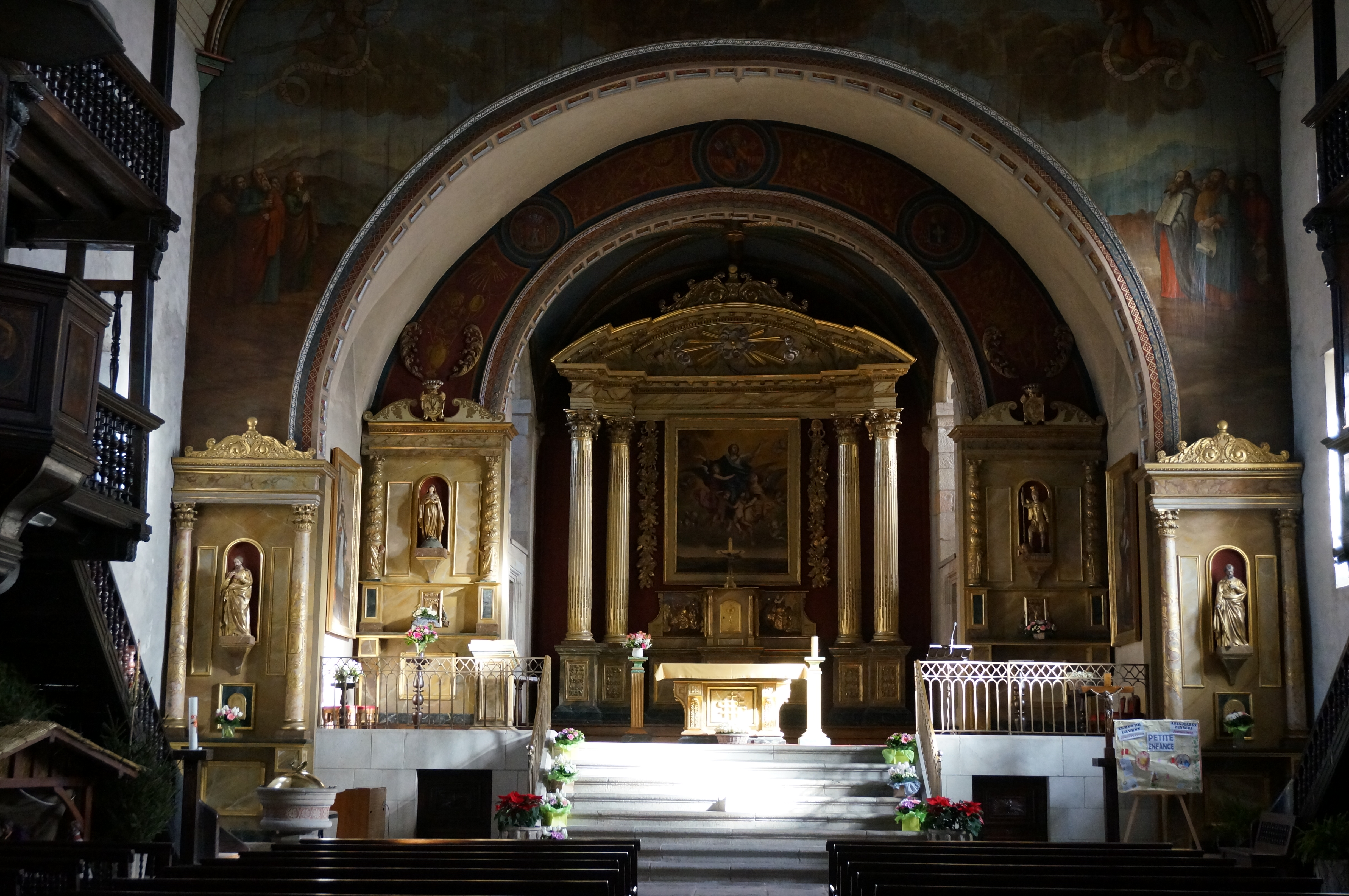
Le chœur.
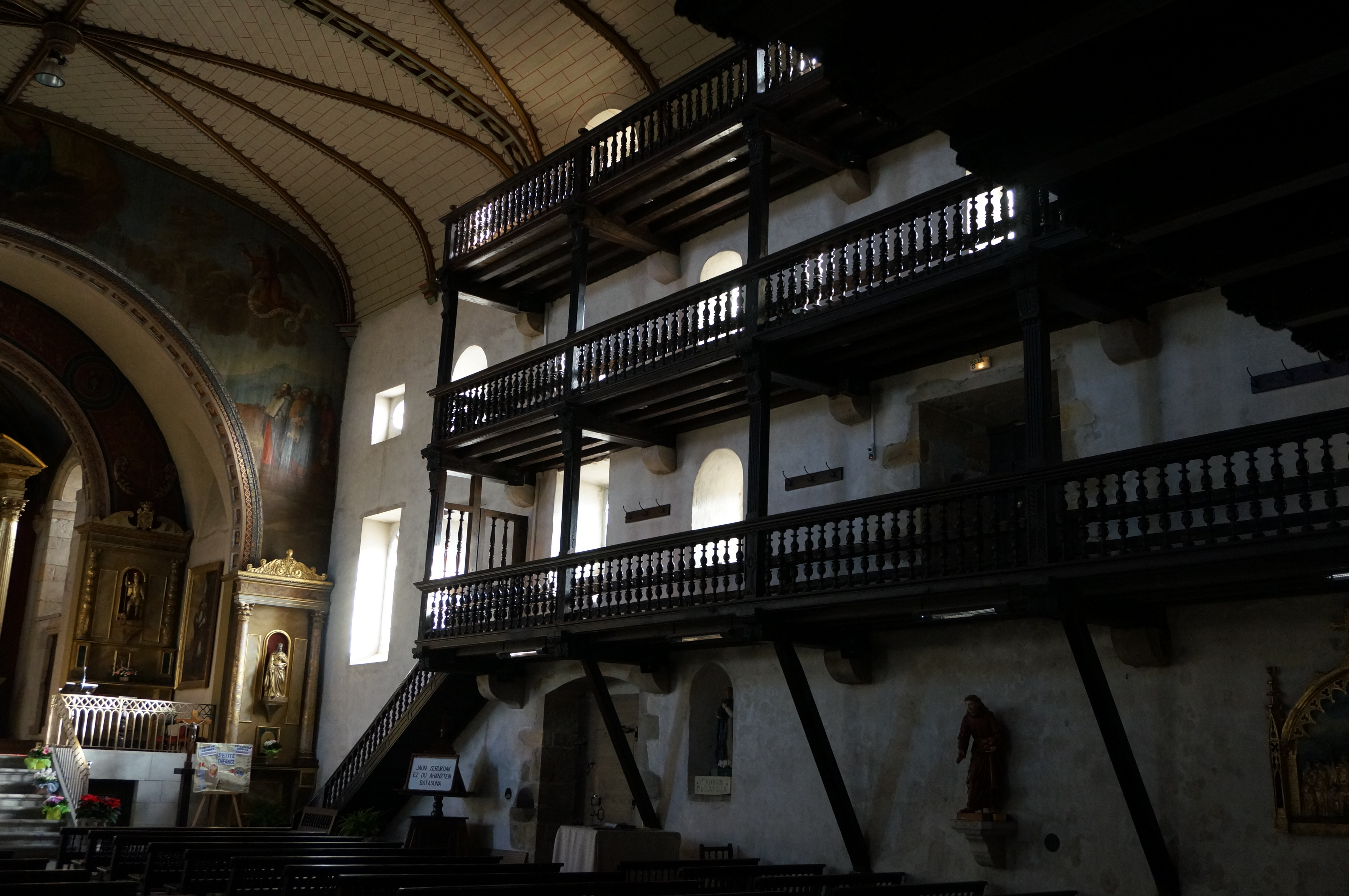
Les galeries.

L'église Saint-Martin date partiellement du XIIe siècle. Il s’agit d’un édifice rectangulaire dont les dimensions intérieures sont de 36,75 m sur une largeur de 15,80 m ; elle s’élève à 12,75 m de hauteur et elle est dominée par un clocher qui culmine à 30 m et dont la fonction semble avoir été, outre de contenir les cloches, la surveillance du cirque de frontière qui suit la ligne de crête. Il s’agit d’une église fortifiée, dont les murs de base sont d’une épaisseur de 1,20 m. Elle fut surélevée sur l’initiative et les deniers du curé Pedro de Axular en 1641. Comme partout au Pays basque, le renforcement de la pratique du catholicisme du XVIe siècle au début du XVIIe siècle nécessita l’augmentation de la capacité d’accueil des églises. On doit à l’évêque de Bayonne l’idée de répliquer le système des galeries existant dans les trinquets, et d’ériger à partir de 1556 des balcons de bois dans les églises. L’église Saint-Martin, avec ses trois galeries, offre environ 700 places assises. Elle recèle un ensemble de mobilier — cinq autels, cinq retables, une clôture de chœur, des lambris de revêtement, un escalier, des tableaux et des statues — inventorié par le ministère de la Culture. D'autre part, une plaque — Orai den seroraren eta izanen direnen jar lekua eta hobia - « Ceci est le siège et le caveau de la benoîte actuelle et de celles à venir » — signale la tombe et la place traditionnelle des benoîtes. Sur le clocher se trouve l'inscription : « Oren guziek dute gizona kolpatzen azkenekoak du hobirat egortzen » (« toutes les heures blessent l'homme, la dernière l'envoie au tombeau »). L’orgue de l’église, œuvre de Gaston Maille, est en place depuis 1904 ; il a fait l'objet d'une restauration en 2014.
Le chemin de fer de la Rhune permet, depuis le 30 juin 1924, de rejoindre le sommet de la Rhune, à 905 m, depuis le col de Saint-Ignace, situé à 179 m d'altitude. Il s’agit d'un train à crémaillère qui emprunte un itinéraire de 4,2 km de voie métrique sur les territoires d’Ascain et de Sare. En 1999, la flamme d'oblitération de la Poste à l'effigie de la cité évoque la crémaillère de la Rhune.

### Patrimoine naturel

Patrimoine naturel de Sare - La faune domestiquée (sélection).
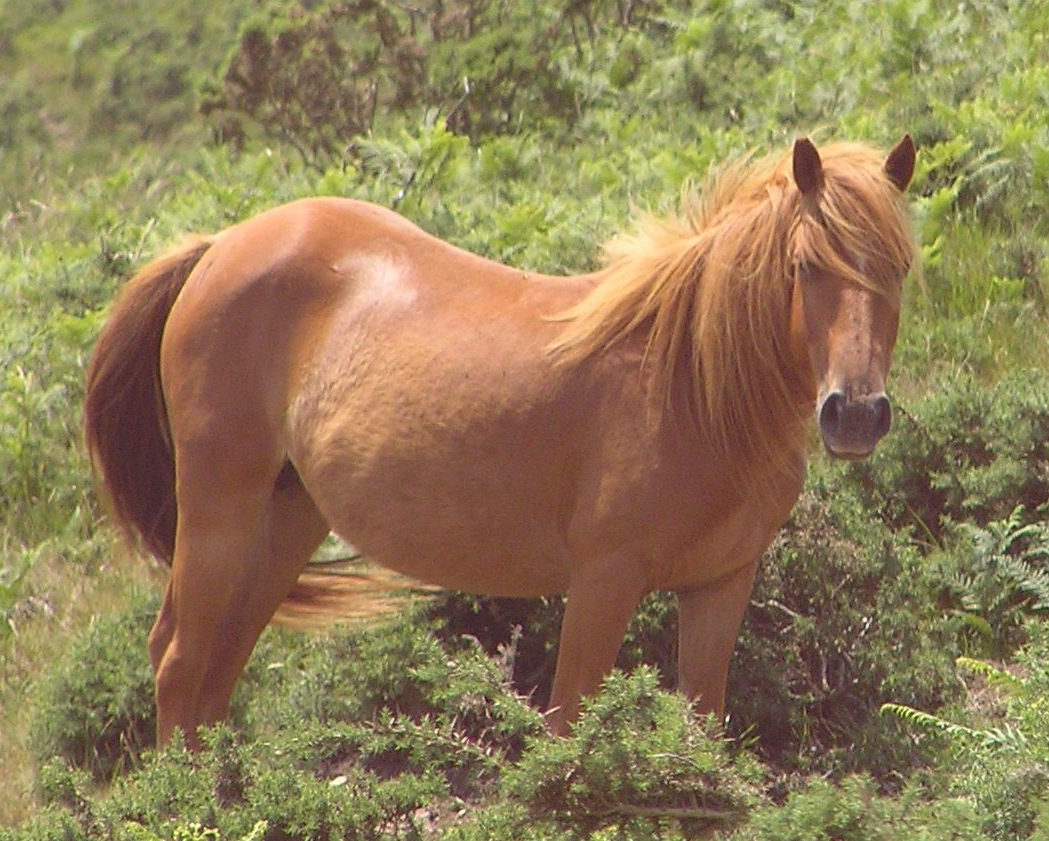
Pottok.
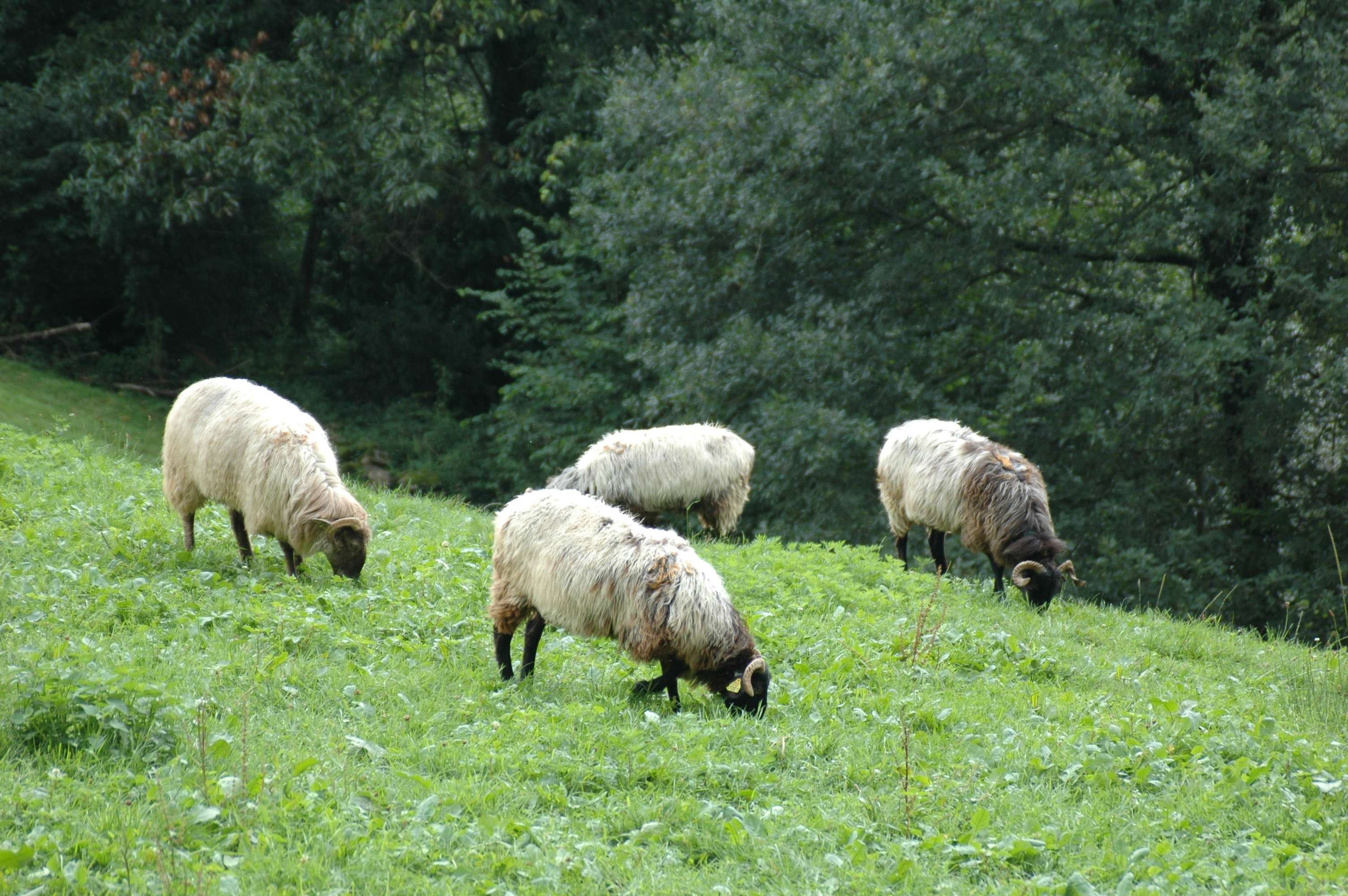
Manech tête noire.
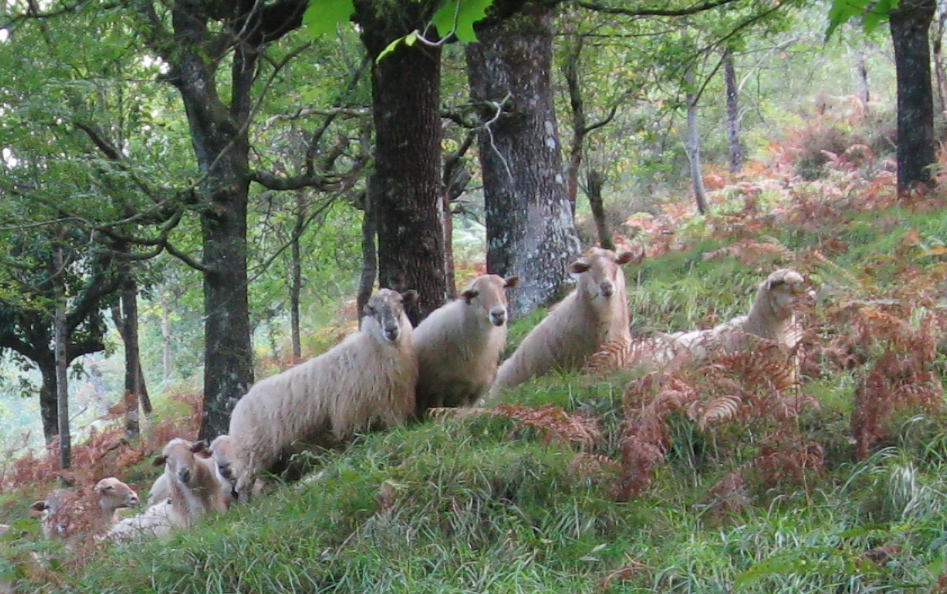
Manech tête rousse.
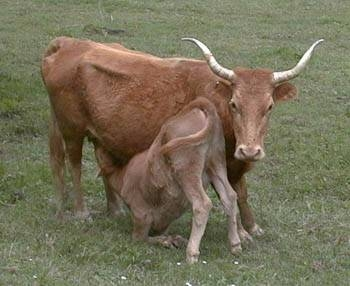
Betizu.

Les pentes de la Rhune accueillent une faune très riche, domestiquée (pottok, betizu, manechs tête noire et tête rousse) ou sauvage. Cette seconde catégorie se caractérise en particulier par la présence du Vautour fauve (Gyps fulvus), du Gypaète barbu (Gypaetus barbatus), du Percnoptère d’Égypte (Neophron percnopterus), du Faucon crécerelle (Falco tinnunculus), du Traquet motteux (Oenanthe oenanthe), du Blaireau européen (Meles meles), du Renard roux (Vulpes vulpes), de la Genette commune (Genetta genetta) et de la Coronelle lisse (Coronella austriaca). Si les ours (Ursidae) ont disparu depuis longtemps, le maire Martin Dithurbide signale, dans un procès-verbal daté du 9 juillet 1827, la prise de trois louveteaux (Canis lupus lupus) dans la forêt de la commune.

#### Les zones protégées

Le Pique-prune, espèce protégée.
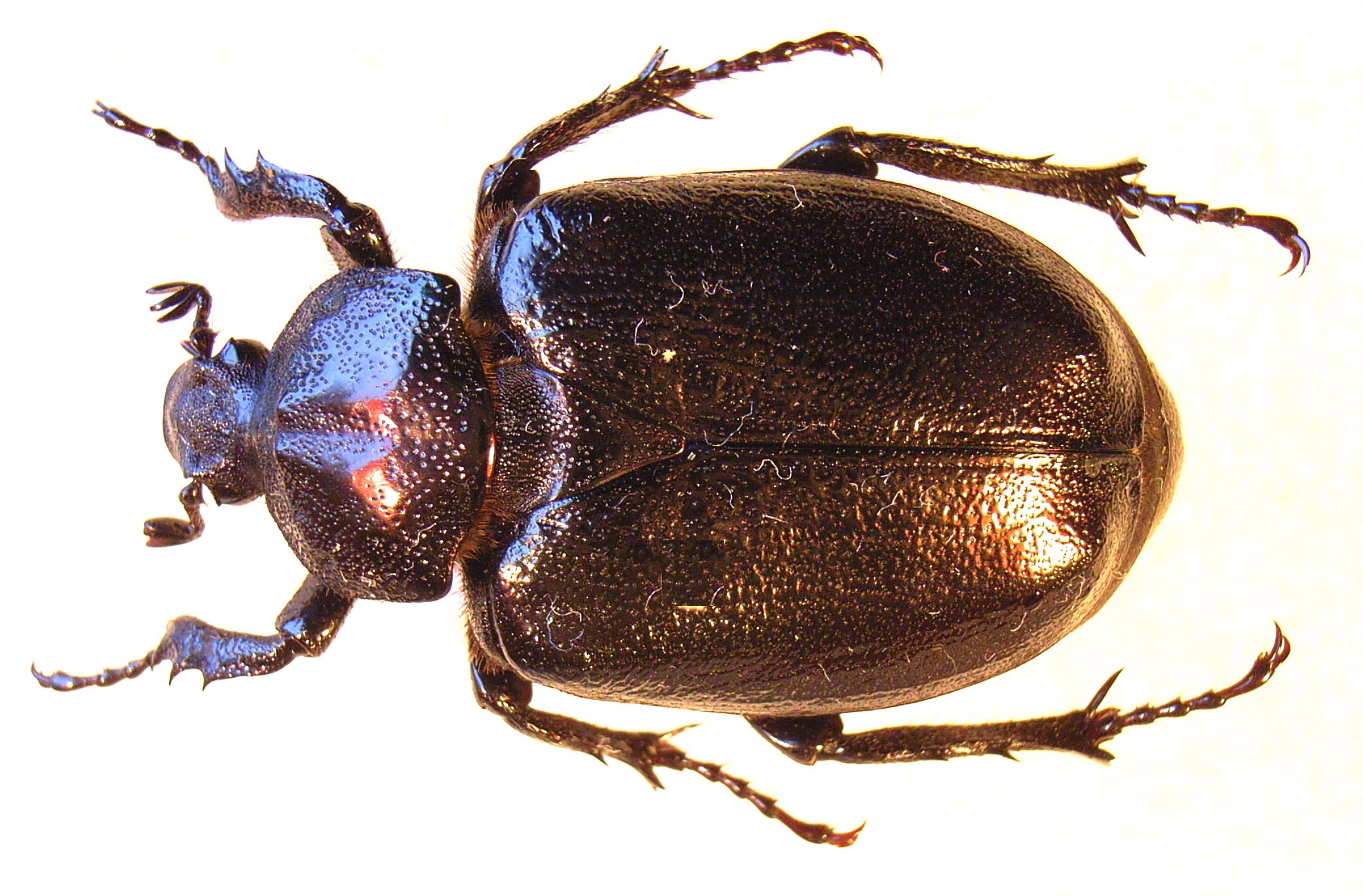
Femelle.
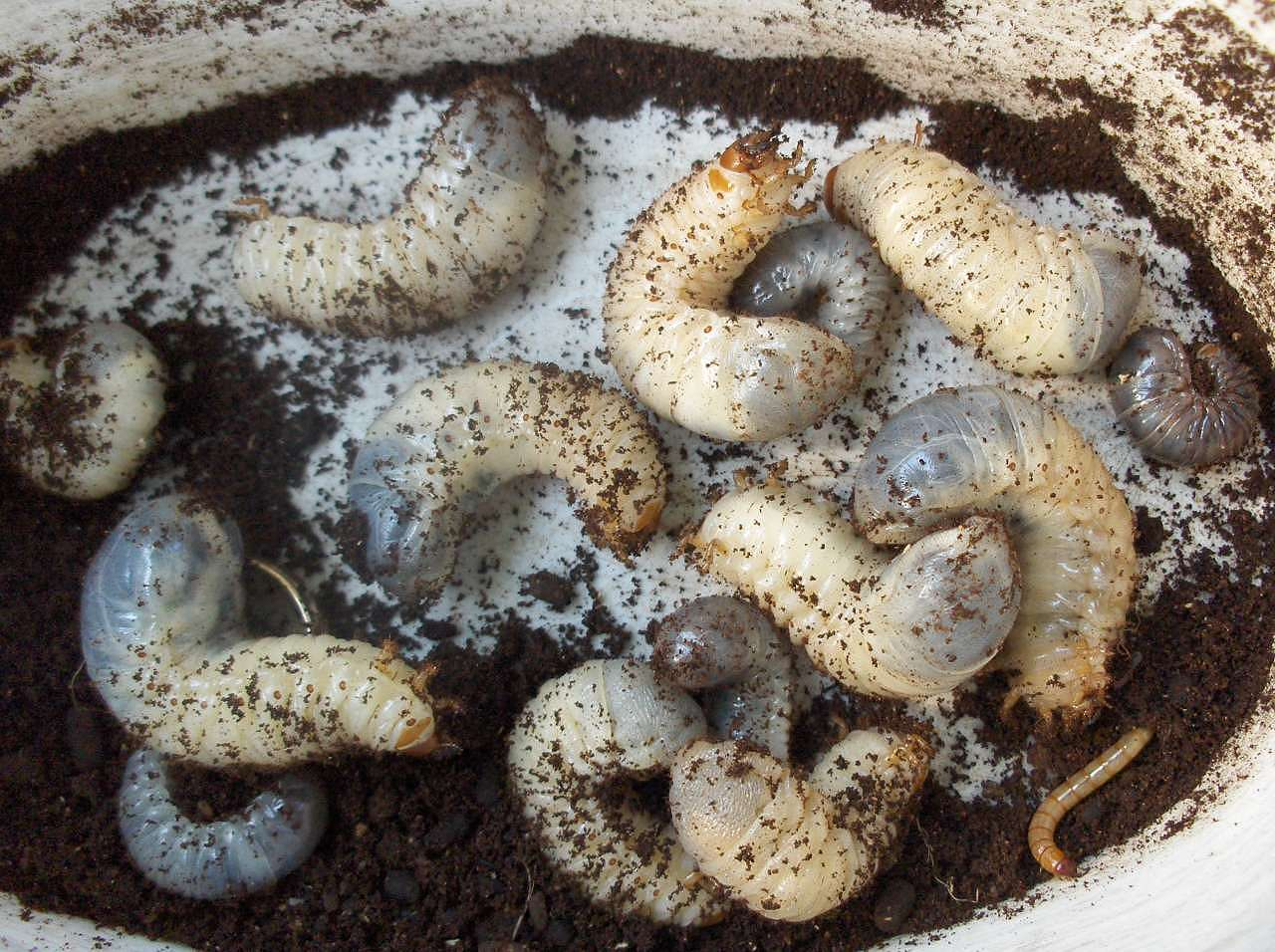
Larves.
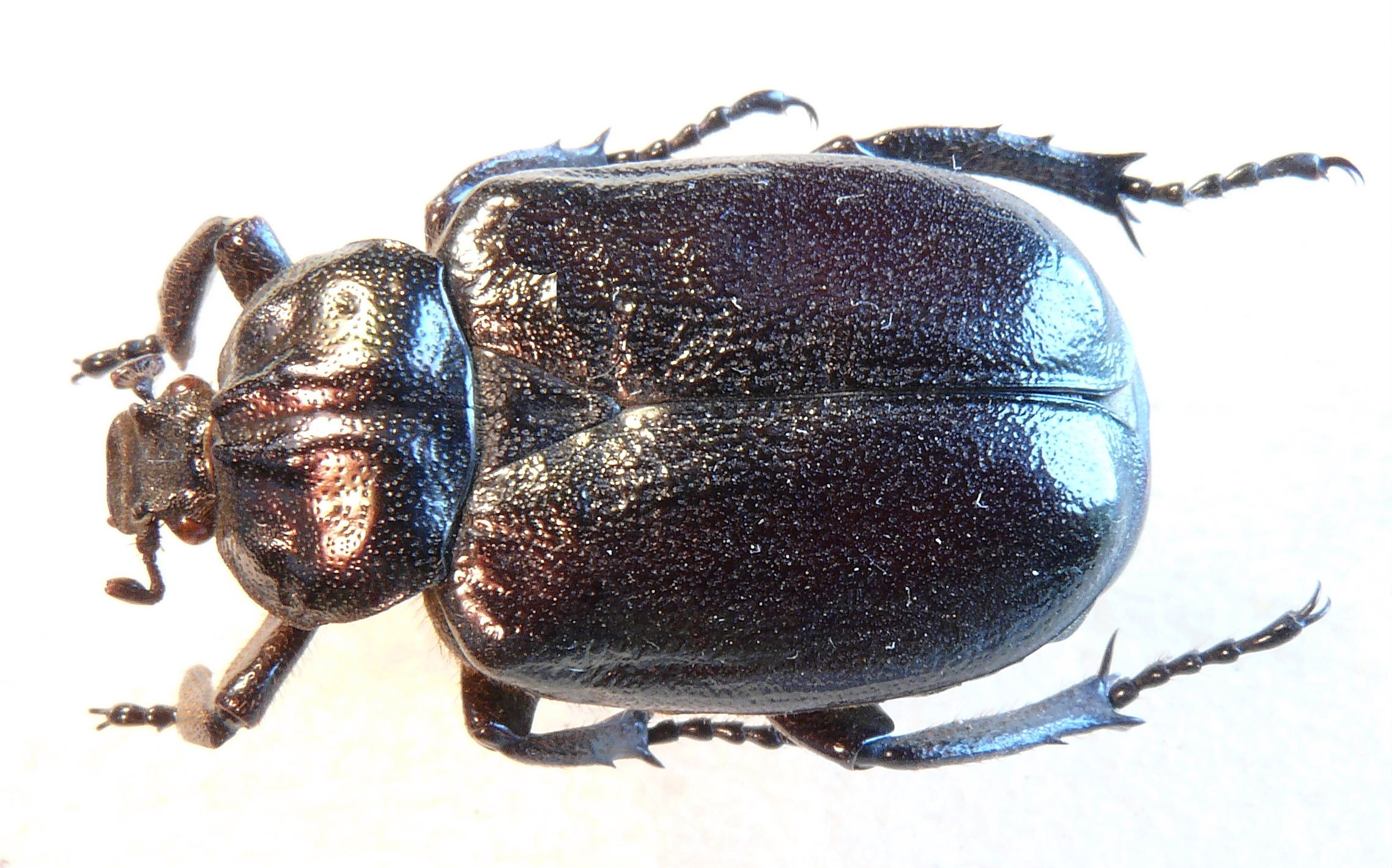
Mâle.

Le territoire communal bénéficie de protections réglementaires nationales ou régionales pour quelques-uns de ses sites. L’ensemble dit du Labourd est inscrit en tant que monument naturel sous surveillance. Il concerne les communes d’Ainhoa, d’Ascain, d’Espelette, d’Itxassou, de Saint-Pée-sur-Nivelle, Sare, Souraïde et Urrugne, et il est protégé par l’arrêté du ministère de la Culture et de l’Environnement du 30 septembre 1977.
Le massif de la Rhune et le bourg de Sare et quartier Yhalar sont deux sites classés en tant que monuments naturels sous protection rigoureuse. Le premier couvre 2 469 ha sur les communes d’Ascain, Sare et Urrugne. Il a fait l’objet d’un arrêté du ministère de l’Environnement et du Cadre de Vie, datant du 8 septembre 1980. L’ensemble bourg de Sare et quartier Yhalar est protégé, lui, depuis le 22 septembre 1976. Il concerne, outre le bourg, les centres anciens, la bastide et le patrimoine urbain, sur une étendue de 2,16 ha.
Le site de Lur Berria, qui couvre moins de 1 % du territoire communal, a fait l’objet d’un arrêté préfectoral de protection de biotope (APPB) en date du 16 novembre 2006. L’espèce protégée est le Pique-prune (Osmoderma eremita), considérée comme un bon bioindicateur de la naturalité d'un milieu en termes de présence d'arbres sénescents, vieux têtards ou de bois mort,.

#### Les zones d’intérêt

La flore des zones d’intérêt de Sare (sélection).
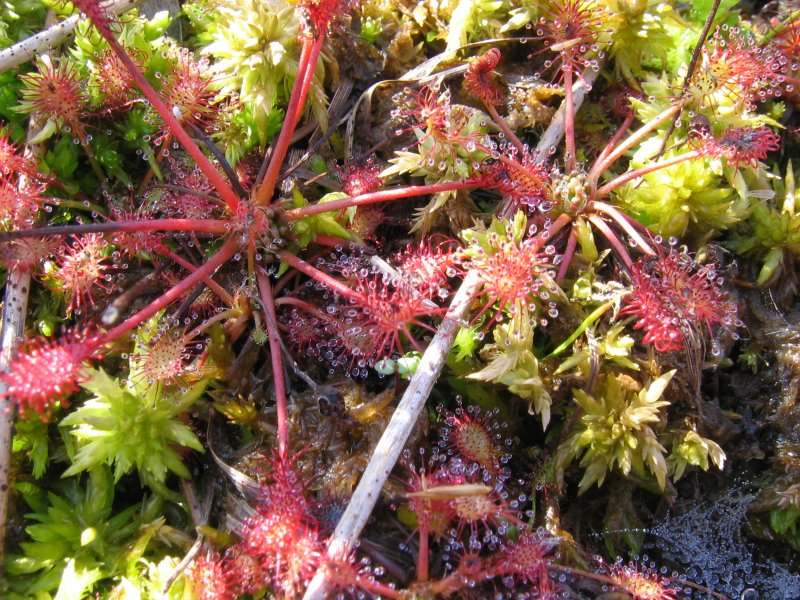
La Droséra intermédiaire.
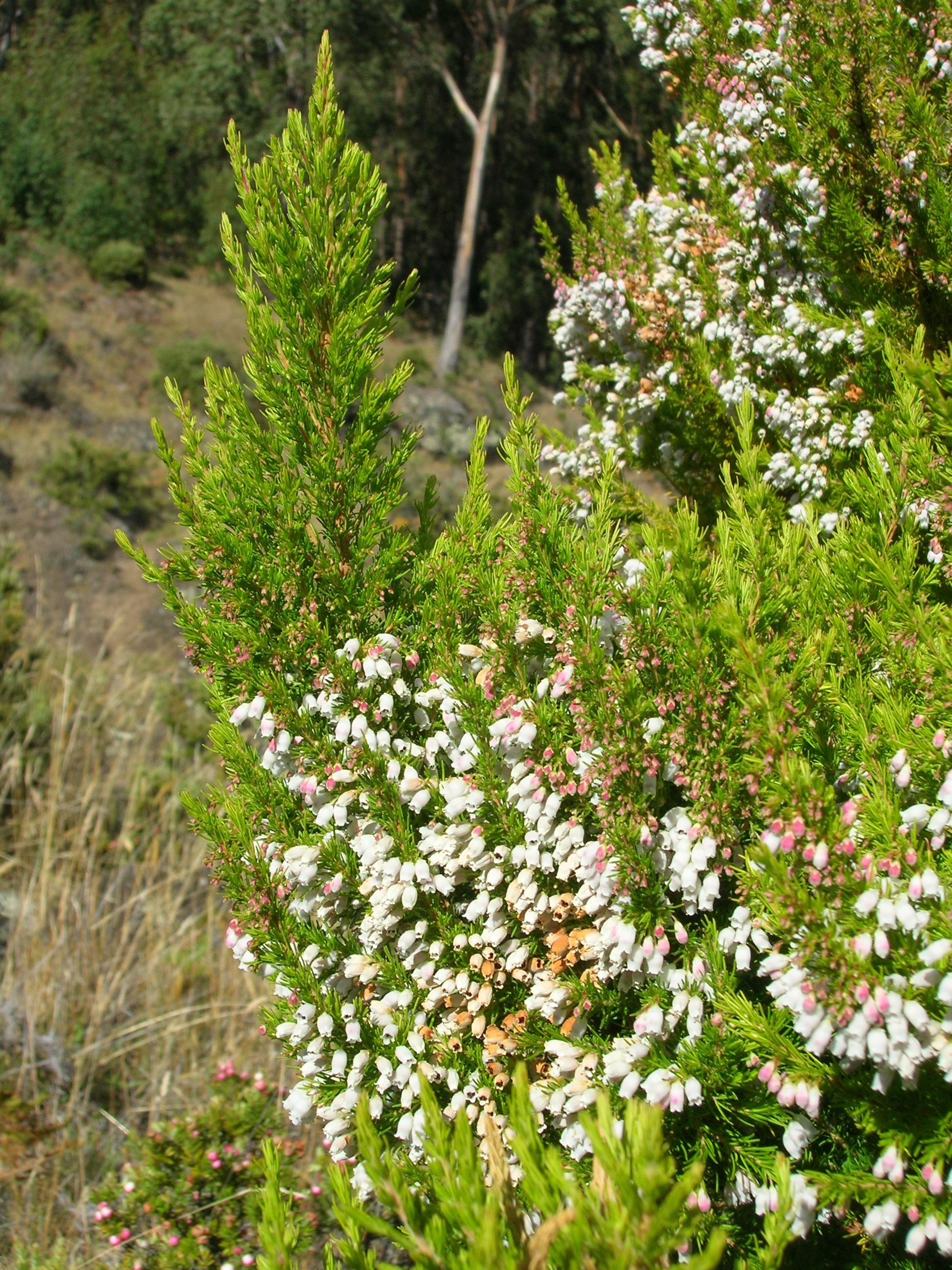
Bruyère du Portugal.
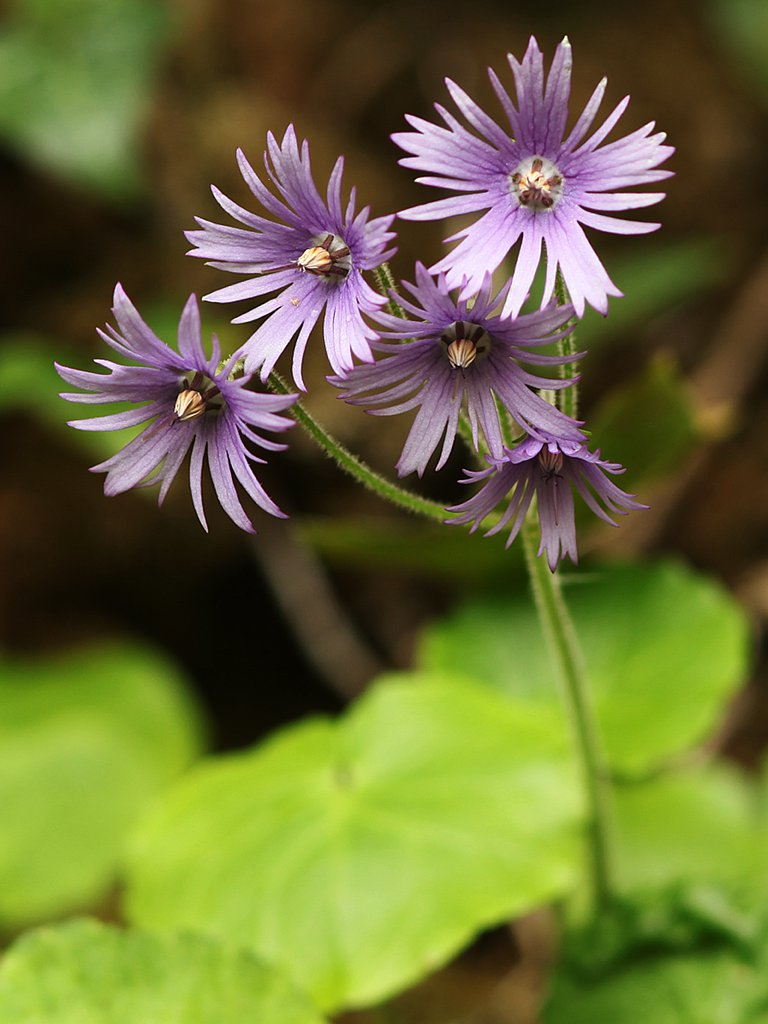
La Soldanelle velue.
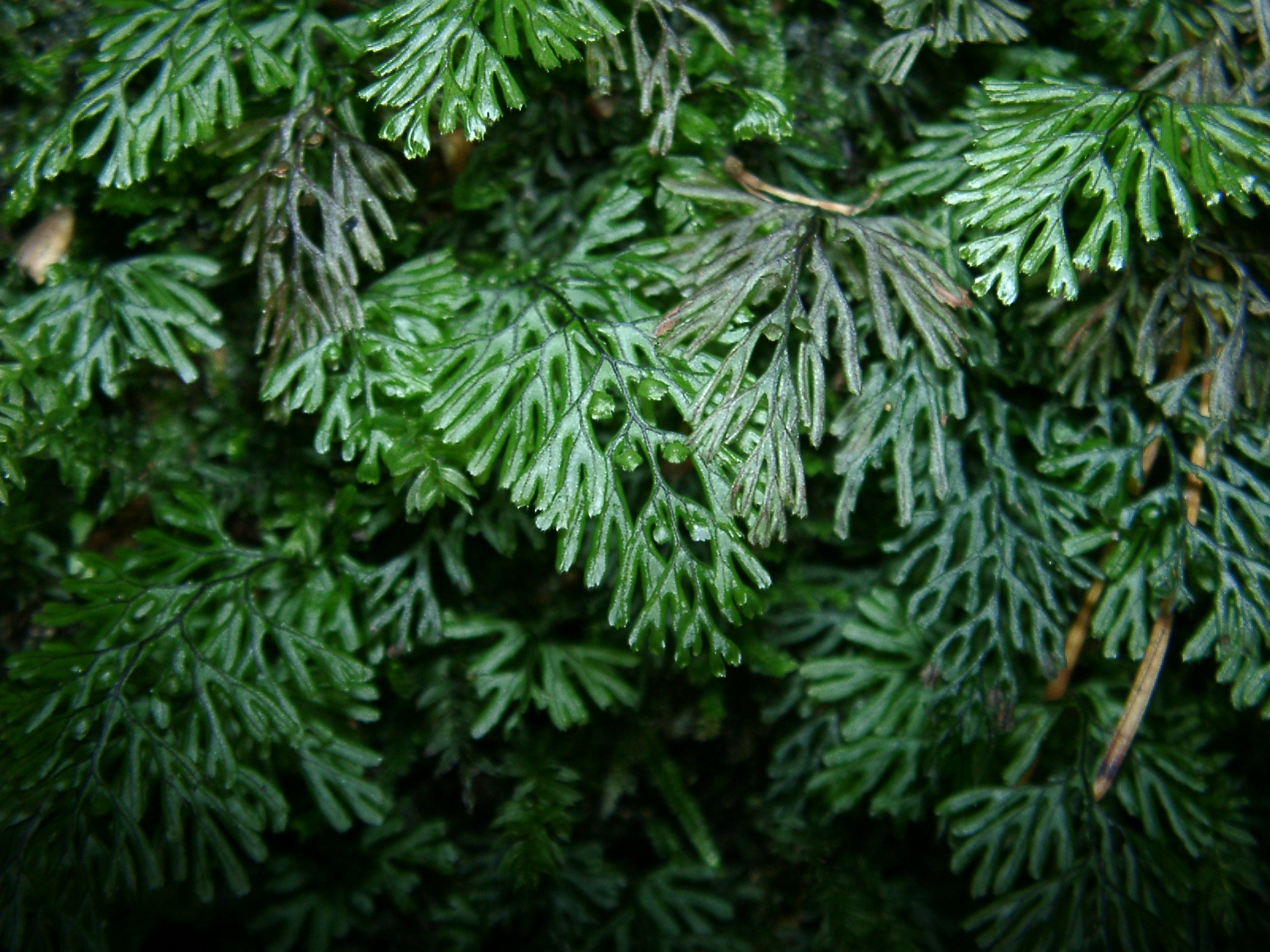
L’Hyménophylle de Tunbridge.
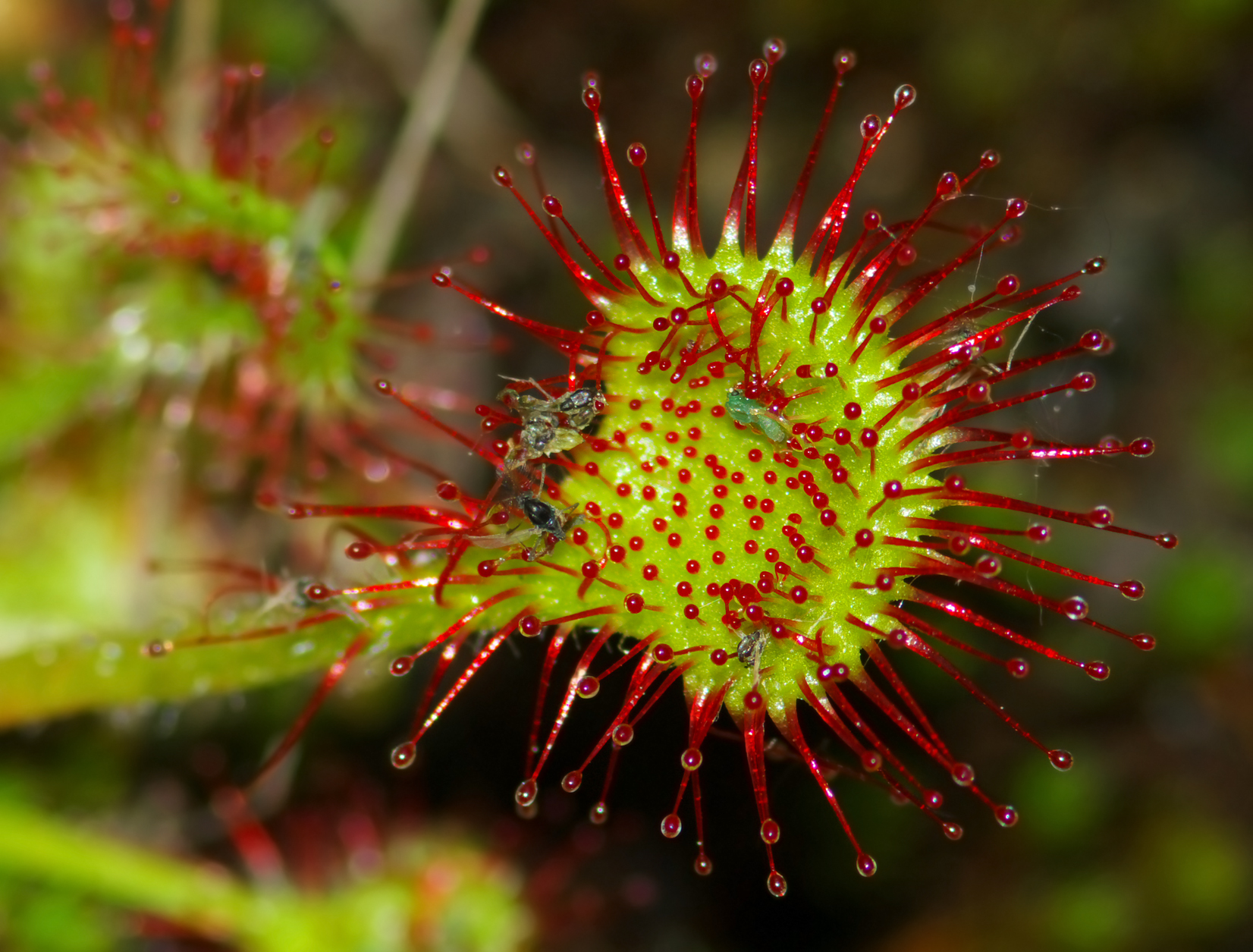
La Droséra à feuilles rondes.

Le territoire de la commune présente partiellement un intérêt écologique reconnu par un classement en zone naturelle d'intérêt écologique, faunistique et floristique (ZNIEFF) de 1re et de 2e générations.
Les ZNIEFF de 1re génération, couvrant 6 % du territoire communal, sont à leur tour divisées en deux catégories. La tourbière des Trois Fontaines et les landes de Suhamendi-Azkaine sont des ZNIEFF de type I, s'inscrivant dans des petits espaces homogènes. La tourbière s’étend sur 5 ha, sur les flancs de la Rhune, à une altitude comprise entre 520 et 530 mètres. Elle recèle la Droséra intermédiaire (Drosera intermedia) et la Drosera à feuilles rondes (Drosera rotundifolia), ainsi que les sphaignes papillose (Sphagnum papillosum) et douce (Sphagnum tenellum). Les landes, quant à elles, couvrant une superficie de 1 025 ha, à une altitude comprise entre 20 et 300 mètres, accueillent des biotopes variés caractérisés, outre les landes, par des fruticées, pelouses, prairies et forêts. C’est le domaine du Milan noir (Milvus migrans), du Percnoptère (Neophron percnopterus) et du Vautour fauve (Gyps fulvus).

Coléoptères répertoriés sur Sare (sélection).
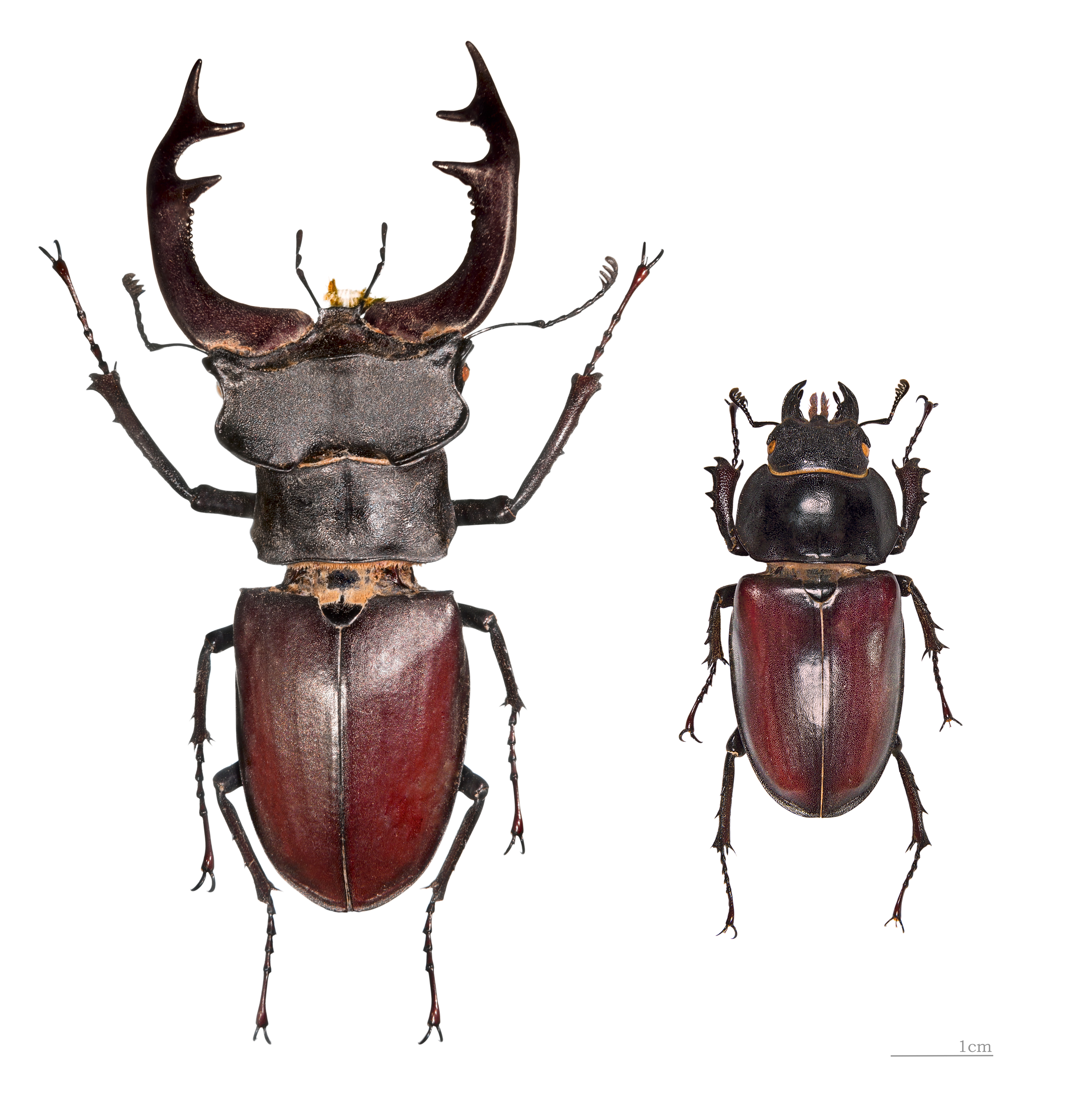
Le Lucane Cerf-volant.
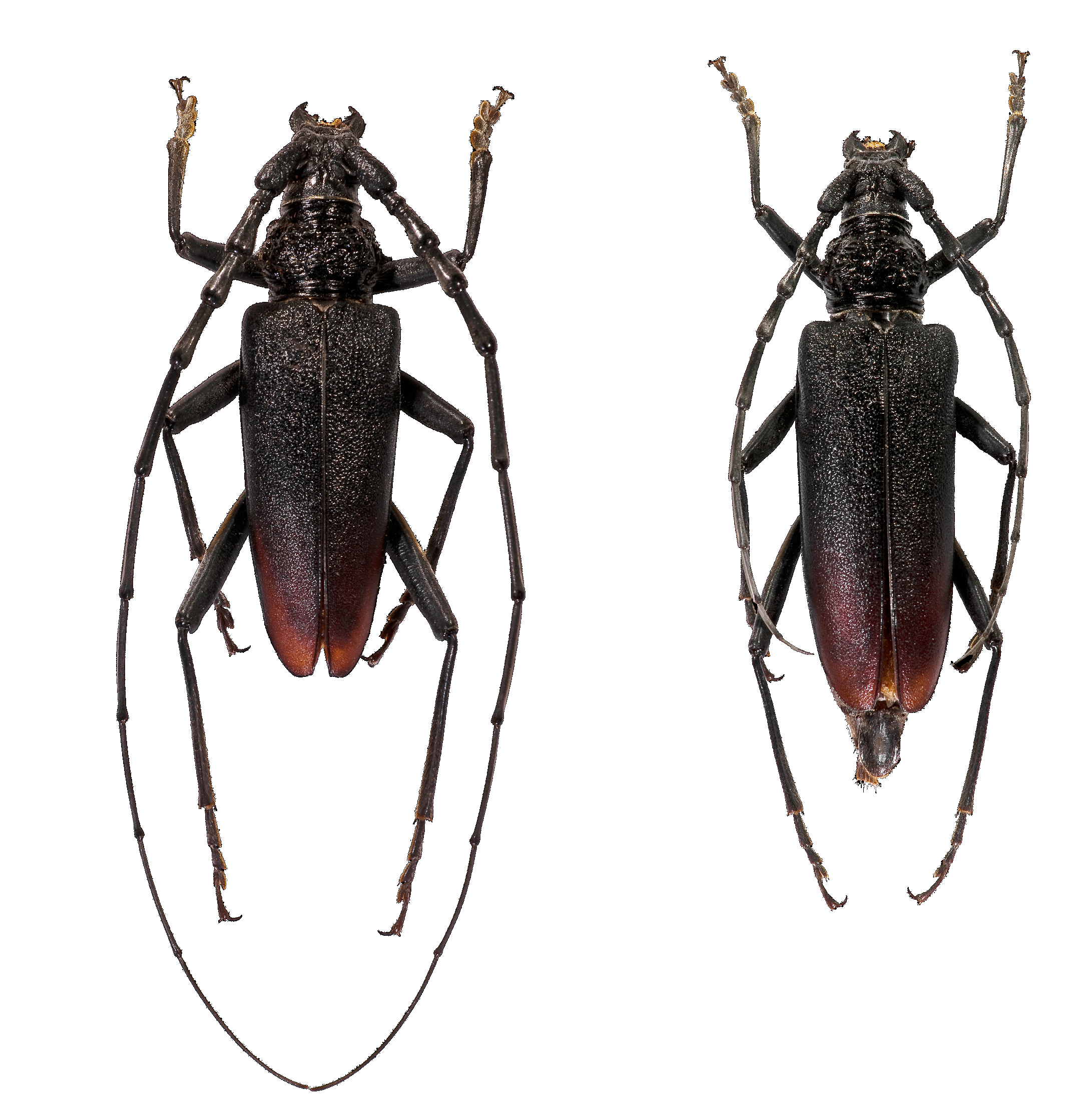
Le Capricorne du chêne.

Les ZNIEFF de type II, grands espaces naturels riches, regroupent d’une part le mont Choldokogagna, la Rhune et le fond du bassin de Sare, et d’autre part, le réseau hydrographique de la Nivelle, et occupent 45 % du territoire communal. Le premier ensemble couvre 4 889 ha, entre 60 et 900 mètres d’altitude. Il est caractérisé par des habitats variés tels les landes, fruticées, pelouses et prairies, mais également des eaux courantes, des forêts, des tourbières et des marais, des falaises et des rochers exposés, des grottes et des carrières. On y trouve des insectes comme le Lucane Cerf-volant (Lucanus cervus) et le Capricorne du chêne (Cerambyx cerdo). La faune aviaire se signale par la présence de l’Aigle botté (Hieraaetus pennatus), du Percnoptère, du Faucon pèlerin (Falco peregrinus), du Pipit spioncelle (Anthus spinoletta), du Cincle plongeur (Cinclus cinclus) et du grand Corbeau (Corvus corax). La Truite commune (Salmo trutta) a colonisé les cours d’eau vive de cette ZNIEFF. Là encore, on relève la présence des Droséras intermédiaire et à feuilles rondes, mais aussi de la Bruyère du Portugal (Erica lusitanica), de la Soldanelle velue (Soldanella villosa) et de l’Hyménophylle de Tunbridge (Hymenophyllum tunbrigense).
Sare est en partie incluse dans la ZNIEFF de type II dite du réseau hydrographique de la Nivelle, site d'environ 1 590 ha concernant également les communes d'Ainhoa, Ascain, Ciboure, Espelette, Saint-Jean-de-Luz, Saint-Pée-sur-Nivelle, Souraïde et Urrugne. Les biotopes rencontrés sont de types eaux courantes, eaux douces stagnantes, prairies humides et mégaphorbiaies, forêts ainsi que tourbières et marais. La diversité de ces biotopes entraîne la présence d’une faune et d’une flore très diversifiée.
La ZNIEFF de 2e génération et de type I, dite tourbières et ruisseau des Trois Fontaines, couvre un peu moins de 1 % de la surface communale et concerne essentiellement Ascain.

La faune aviaire de Sare (sélection).
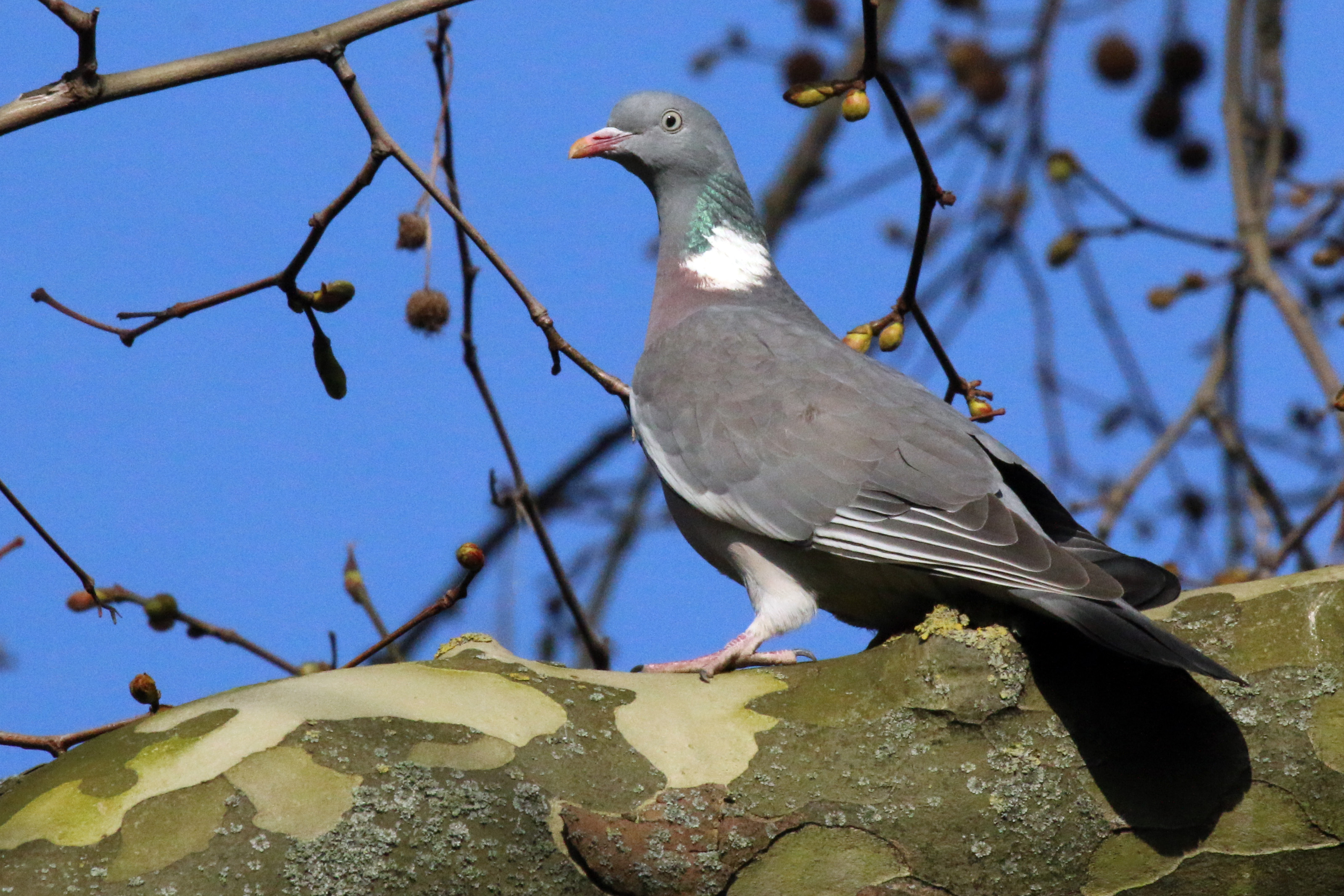
La palombe.
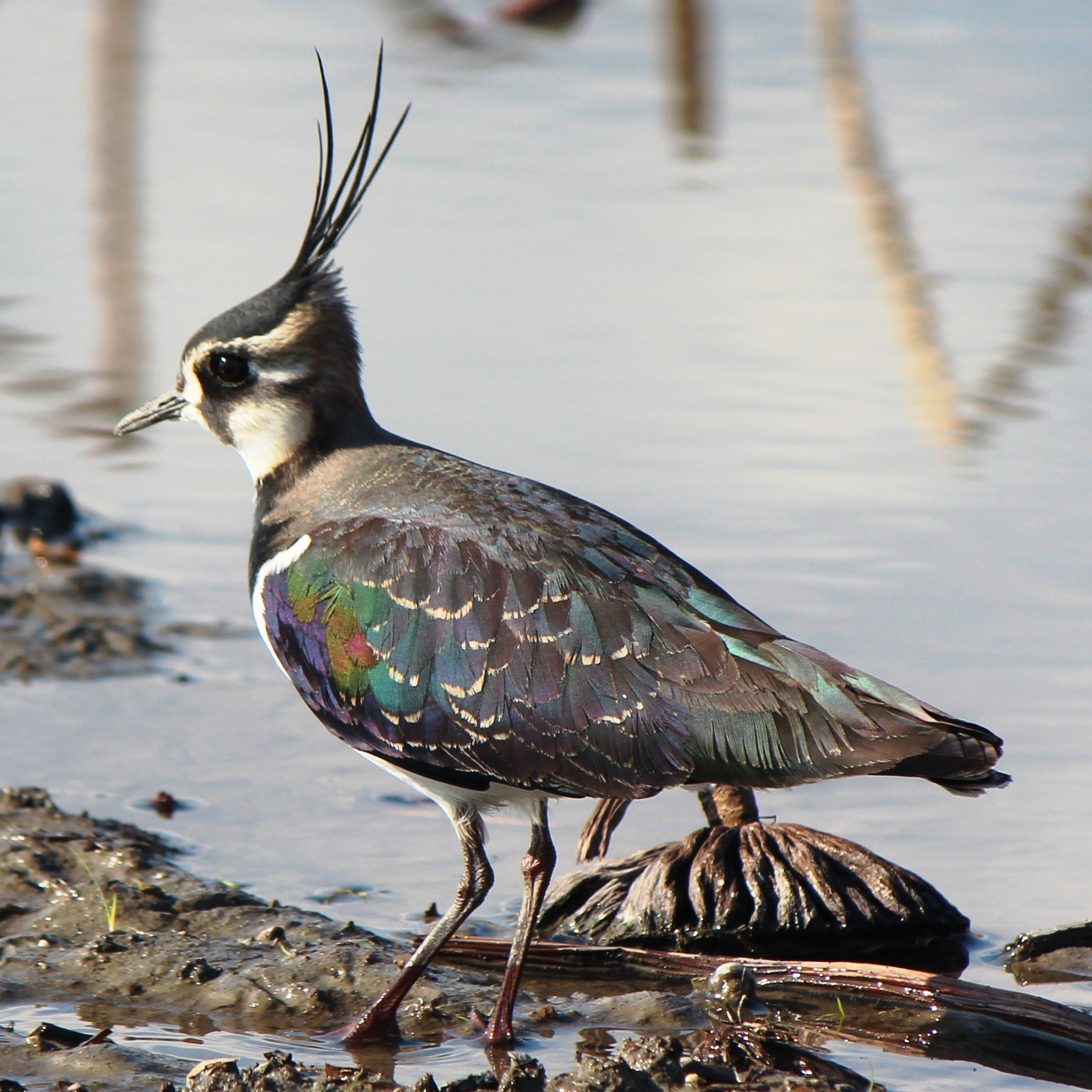
Le Vanneau huppé.
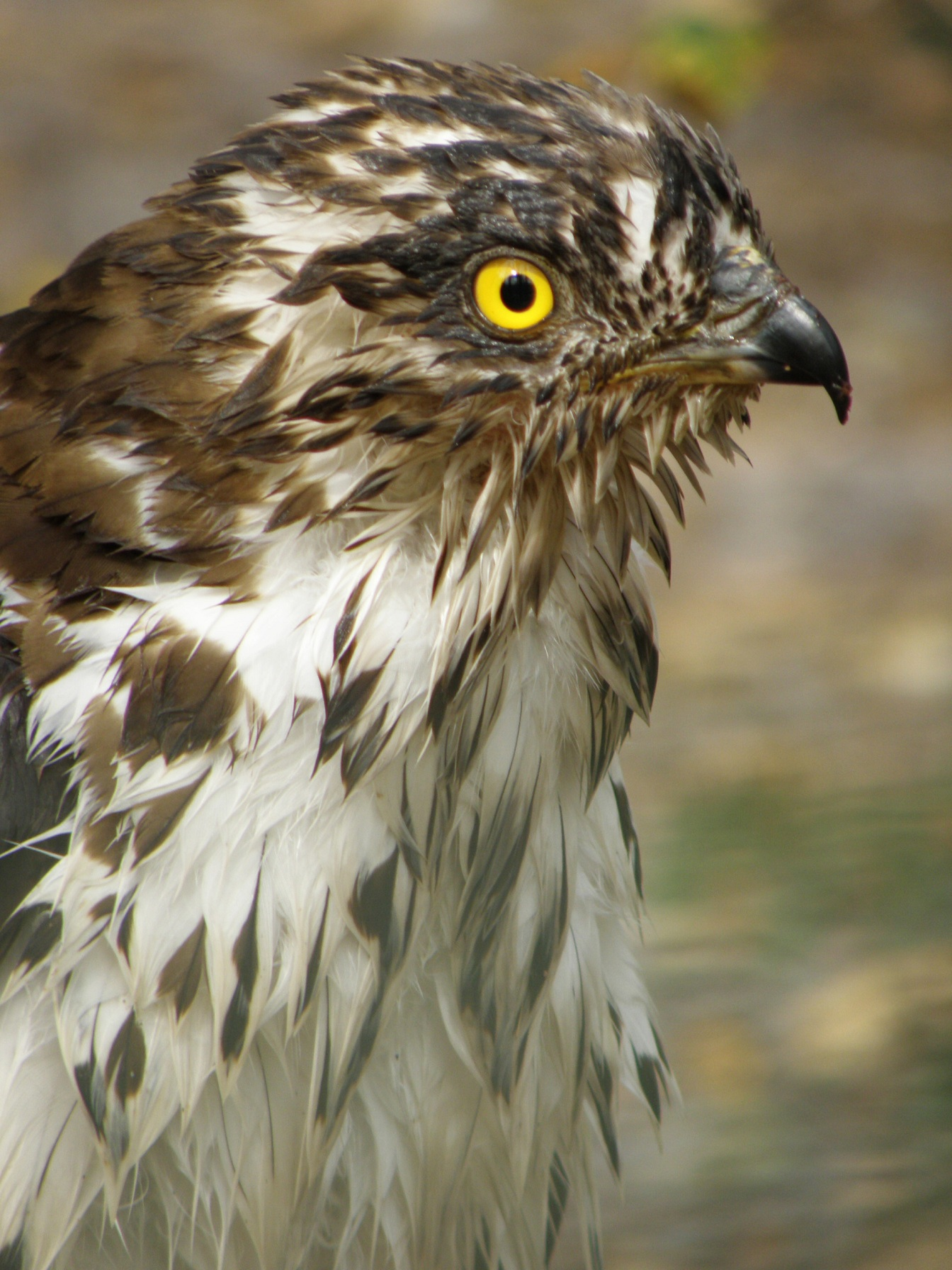
La Bondrée apivore.
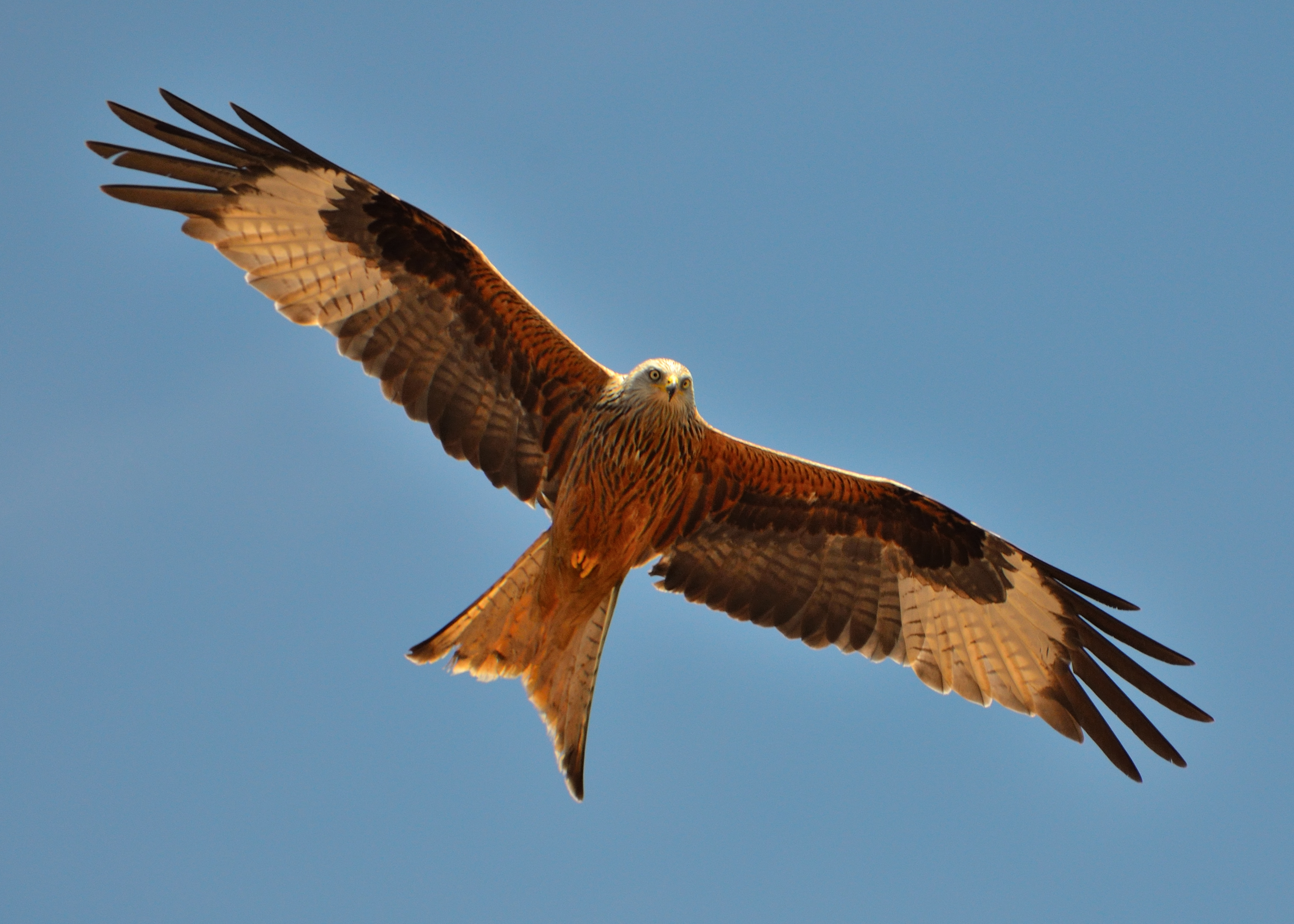
Le Milan royal.
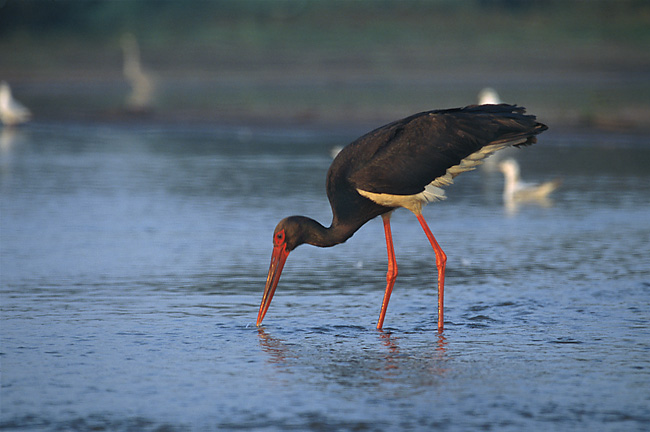
La Cigogne noire.

L’observation de la diversité aviaire a justifié la création d’une zone importante pour la conservation des oiseaux (ZICO) couvrant 1 500 ha au col de Lizarrieta, situé sur la frontière entre l'Espagne et la France, à 441 mètres d’altitude. Elle est caractérisée par des landes et des forêts de feuillus. Le dernier relevé d’informations ornithologiques date de 1989 et signale le passage migratoire de grosses quantités de palombes (Columba palumbus, de 100 000 à 300 000) et de Vanneaux huppés (Vanellus vanellus, près de 11 000). Entre 2 200 et 3 500 Milans royaux (Milvus milvus), de même que de 300 à 600 Milans noirs (Milvus migrans) avaient alors été dénombrés, ainsi que de 500 à 2 500 Bondrées apivores (Pernis apivorus). Des spécimens de Cigognes noires (Ciconia nigra) et blanches (Ciconia ciconia) ont été signalés.

Les reptiles et invertébrés de Sare (sélection).
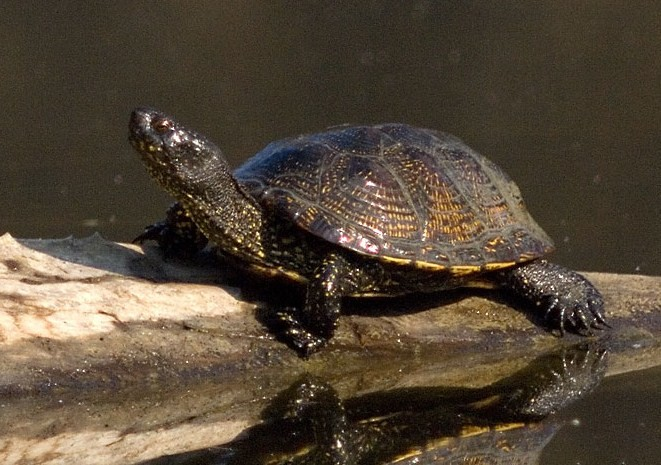
La Cistude.
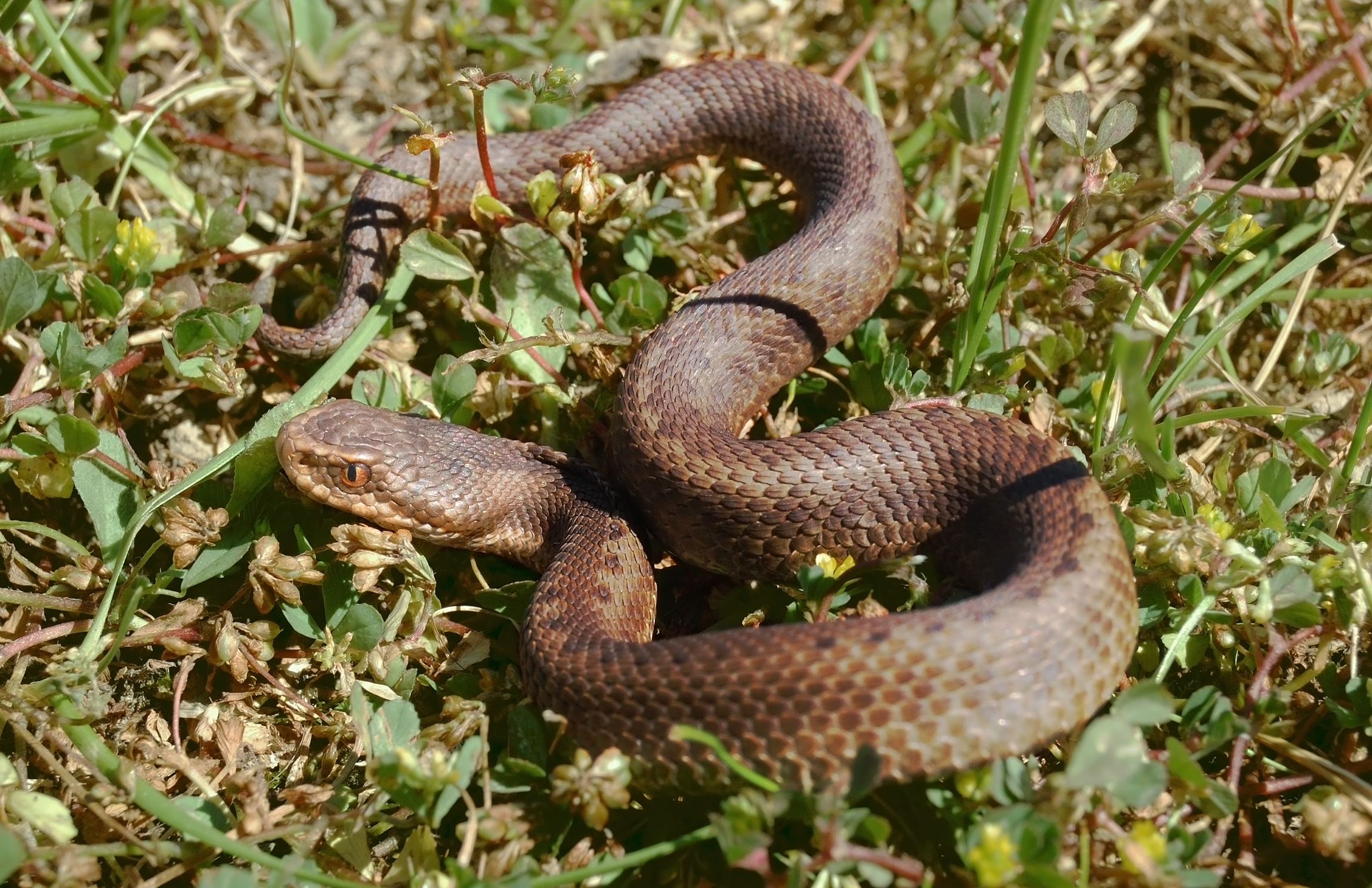
La Vipère de Séoane.
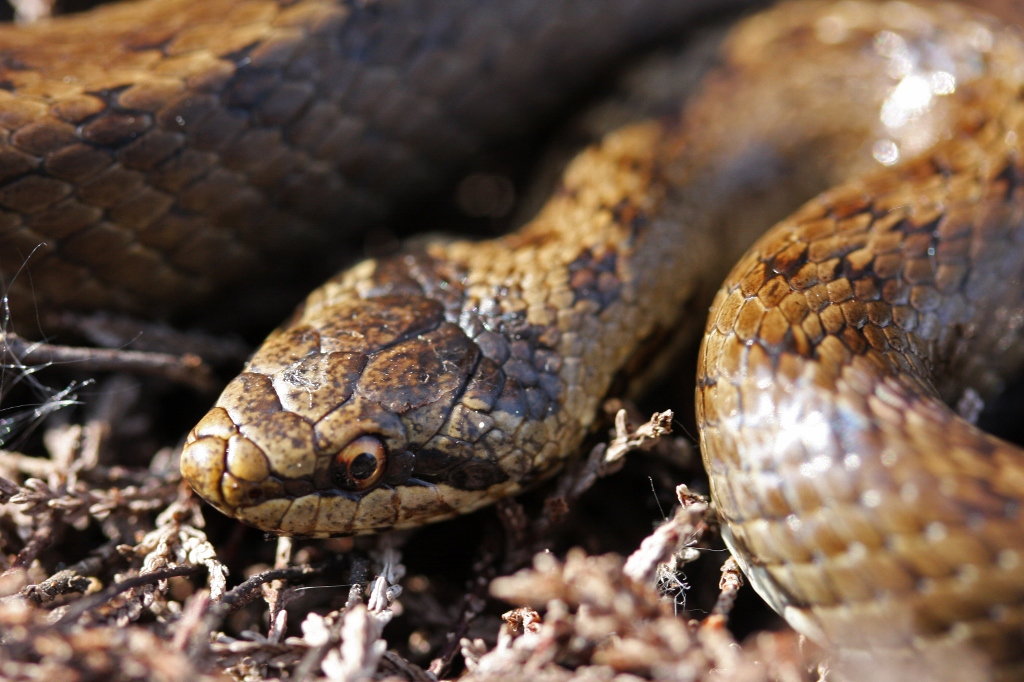
La Coronelle lisse.
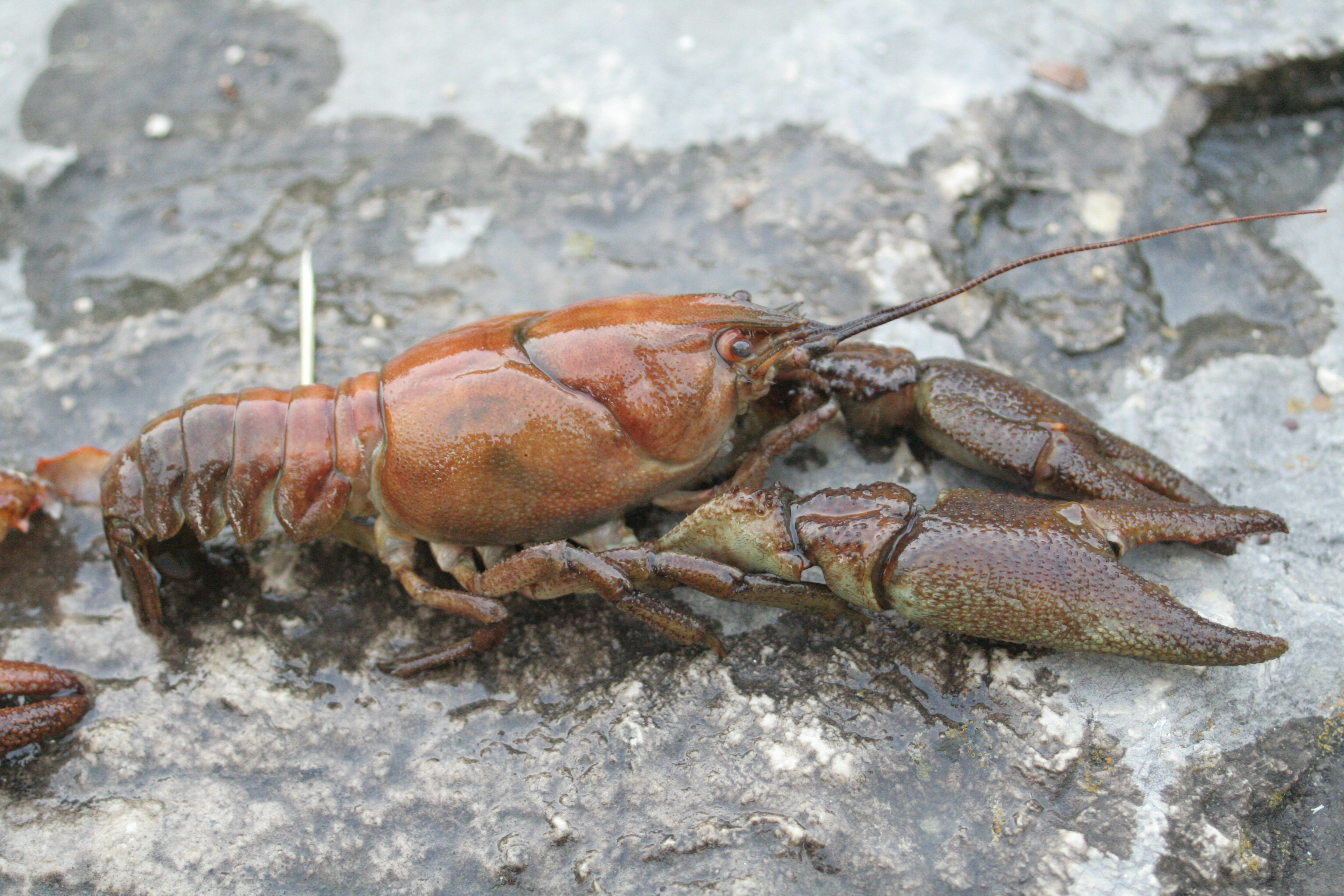
L’Écrevisse à pattes blanches.
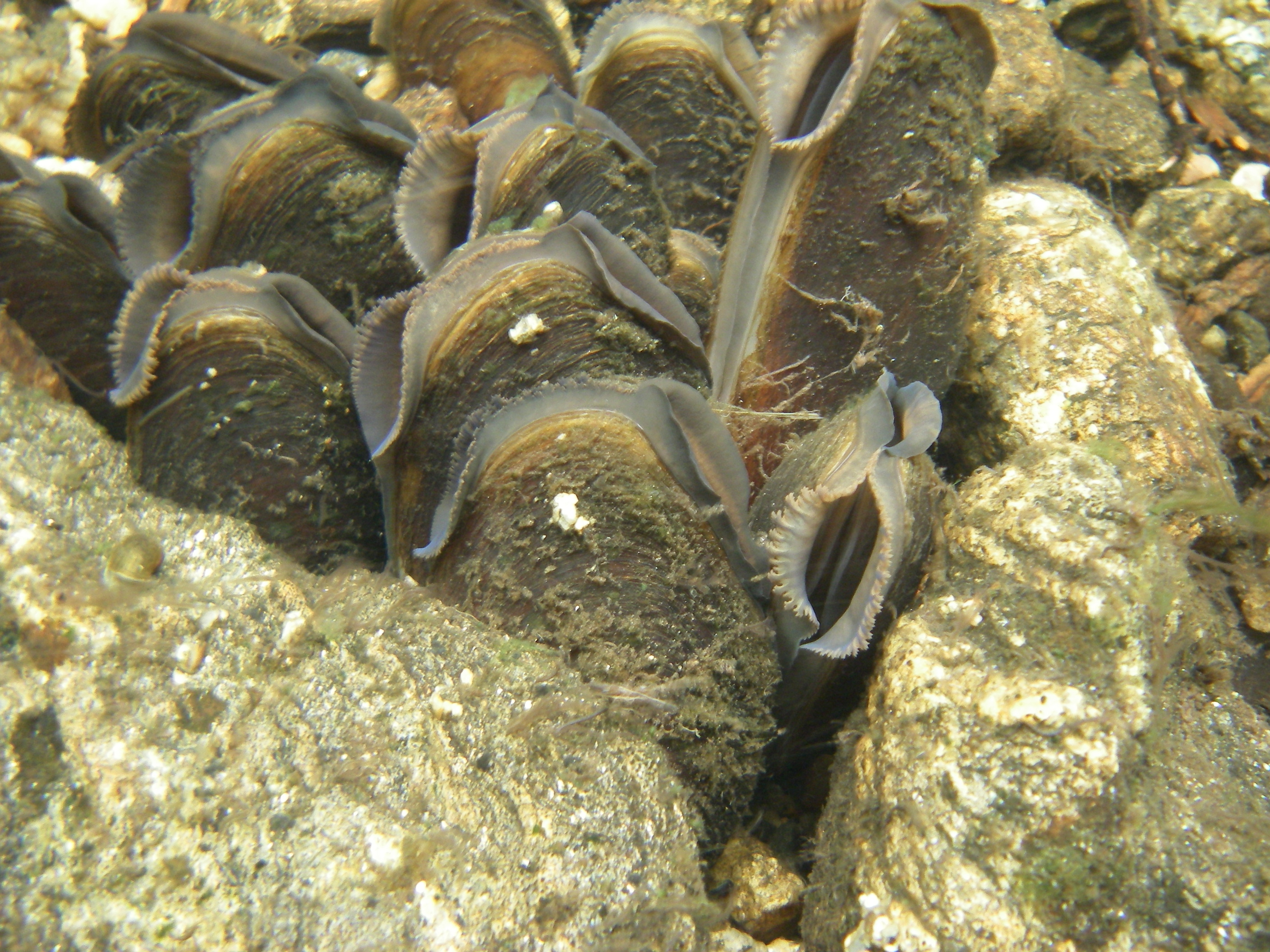
La moule perlière d'eau douce.

La Nivelle — estuaire, barthes et cours d'eau — et les massifs de la Rhune et de Choldocogagna, couvrant 60 % du territoire, sont des habitats naturels protégés par la directive habitats faune flore. Les oiseaux sauvages et leur biotope du col de Lizarrieta — 26 % de la surface communale — sont protégés par la directive oiseaux.
La Nivelle est enregistrée Site d’intérêt communautaire par le réseau Natura 2000 et est placée sous la responsabilité locale de la Direction régionale de l’Environnement, de l’Aménagement et du Logement Aquitaine et vise essentiellement la faune. Elle concerne en particulier deux mammifères, le Desman des Pyrénées (Galemys pyrenaicus) et le Vison d'Europe (Mustela lutreola) ; un reptile, la Cistude (Emys orbicularis) ; six poissons, la grande Alose (Alosa alose), les Lamproies de rivière (Lampetra fluviatilis), marine (Petromyzon marinus) et de Planer (Lampetra planeri), le Toxostome (Parachondrostoma toxostoma) et le Saumon atlantique (Salmo salar) ; deux invertébrés, l’écrevisse à pattes blanches (Austropotamobius pallipes) et la moule perlière d'eau douce (Margaritifera margaritifera). La seule plante protégée est l’Angélique des estuaires (Angelica heterocarpa).
Le site de Lezeko Gaina est situé au pied du massif de l'Axuria et est géré depuis 1999 par le conservatoire d'espaces naturels d'Aquitaine, en partenariat avec la commune de Sare. Ce site réunit une grande diversité de milieux naturels remarquables et accueille un nombre important d'espèces rares ou protégées : droséras (plantes carnivores des tourbières), Bruyère des Cantabriques, Rosalie des Alpes (Rosalia alpina), Vipère de Séoane (Vipera seoane) ou Engoulevent d'Europe (Caprimulgus europaeus).

Les chiroptères des grottes de Sare (sélection).
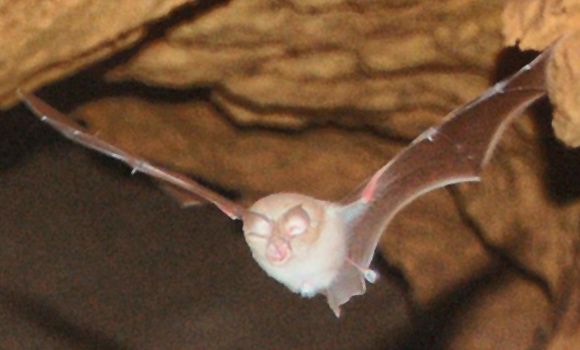
Le Rhinolophe euryale.
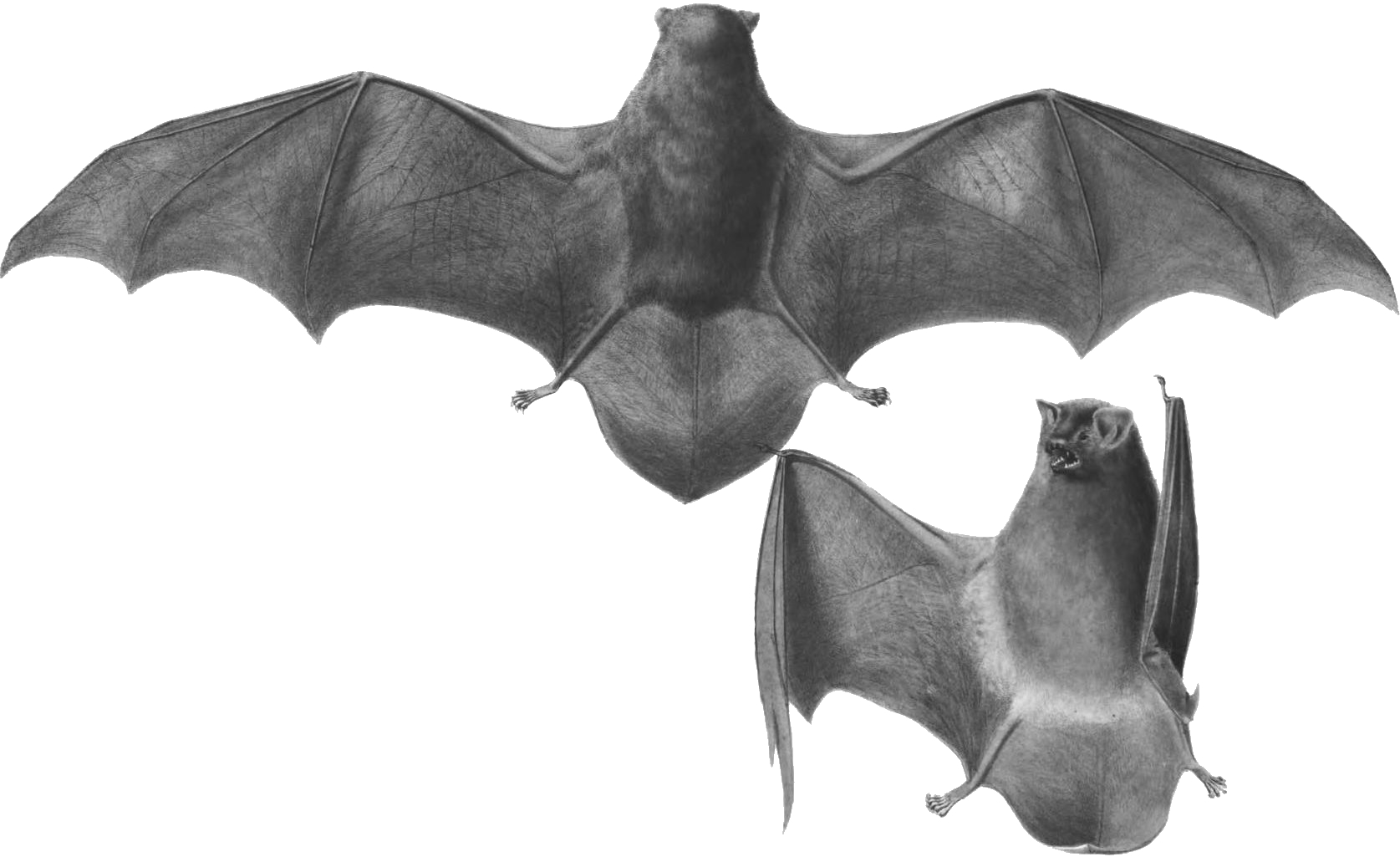
Le Minioptère de Schreibers.
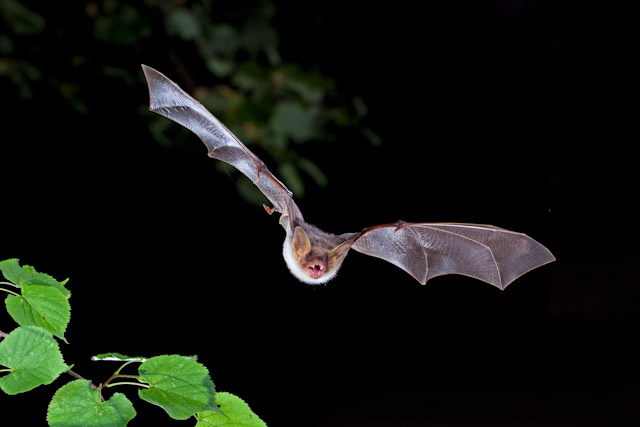
Le Grand murin.

Les grottes de Sare (Sarako Lezeak) accueillent des populations importantes de chauves-souris, espèces fragiles et protégées. Hormis les zones visitables, ce site comporte des galeries non accessibles au public où les chauves-souris trouvent des conditions idéales pour y accomplir leur cycle de vie. Le site de Lezeko Gaina leur offre également un vaste territoire de chasse. Ces galeries font l'objet d'une convention de gestion entre le CEN Aquitaine et la commune de Sare. Douze espèces de chiroptères — 33 espèces de chauves-souris, toutes protégées, sont répertoriées en France — ont été recensées dans les grottes, parmi lesquelles le Rhinolophe euryale (Rhinolophus euryale), le Grand murin (Myotis myotis) et le Minioptère de Schreibers (Miniopterus schreibersii).

### Mythologie
La mythologie basque est riche en personnages, hommes, dieux ou êtres intermédiaires doués d'une force prodigieuse, les Basajaunak. Certains d'entre eux ont élu domicile à Sare ou s'y sont illustrés.
Etsai représente le diable, le démon dans la mythologie basque. Il est souvent représenté sous la forme d'un dragon. La légende veut qu'il habitât la grotte Leiza à Sare, où il tenait une école et enseignait en peu de temps les sciences, les arts et les lettres.
Mikelats est un des deux fils de Mari. C'est un être maléfique. Avec son frère Atarrabi, qui est son contraire, symbole du bien moral, ils firent des études à l'école du diable. À la fin des études, ce dernier, en guise de paiement, tira au sort parmi ses élèves pour en garder un à son service. Mikelats voulait détruire les champs de blé de Sare, dont son frère était devenu le curé. Pour contrer son projet de destruction, Atarrabi lui opposa la prière. C'est ainsi qu'il sauva les récoltes des siens.
Zanpantzar est un mannequin de paille fabriqué par les jeunes de Sare le soir du mercredi des Cendres. Ils le promènent dans une charrette à travers les quartiers du village, comme s'il s'agissait d'un cortège funèbre où le mort serait Zanpantzar. Quelques jeunes figurent le deuil et les autres vont de chaque côté de la route tenant des chandelles de résine allumées. Arrivés à la place du village, la coutume veut qu'ils brûlent le pantin.

### Langues
D'après la carte des sept provinces basques du prince Louis-Lucien Bonaparte, éditée en 1863, le dialecte basque parlé à Sare est le labourdin.
Parmi les proverbes basques attachés aux villages, Sara, astia — « Sare, pays de loisirs » — est parvenu jusqu'à nous.

### Sare au cinéma
Le film Ramuntcho paru en 1938 fut tourné à Sare l’année précédente, d’après le roman éponyme de Pierre Loti. Le village portait, pour l’occasion, le nom d'Etchezar. Le rôle-titre était tenu par Paul Cambo, et Louis Jouvet jouait celui d’Itchoua, le chef des contrebandiers. Luis Mariano faisait partie des chœurs. Plusieurs habitants du village ont tenu des rôles de figurants, tel Paul Dutournier, maire de Sare de 1947 à 1971.

### Personnalités liées à la commune

Personnalités liées à la commune de Sare (sélection).
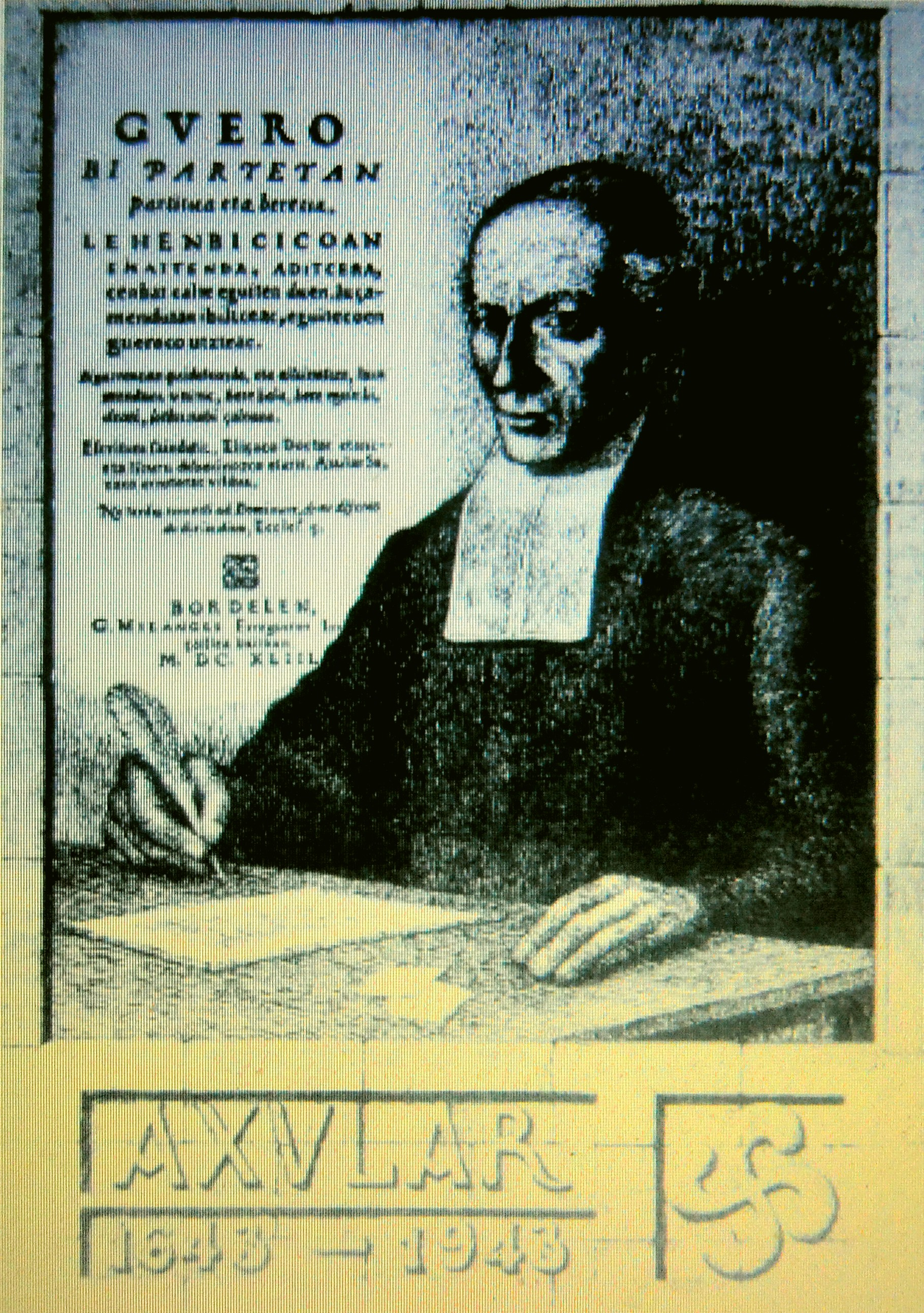
Portrait imaginaire d'Axular.
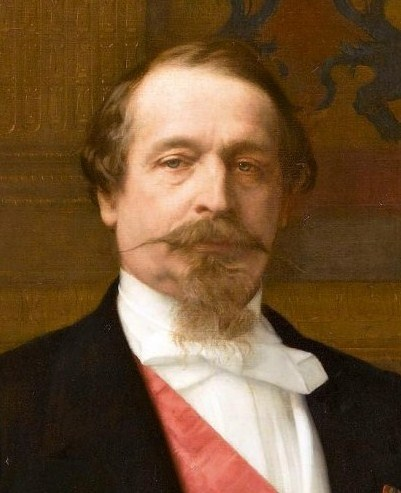
Napoléon III par Cabanel.
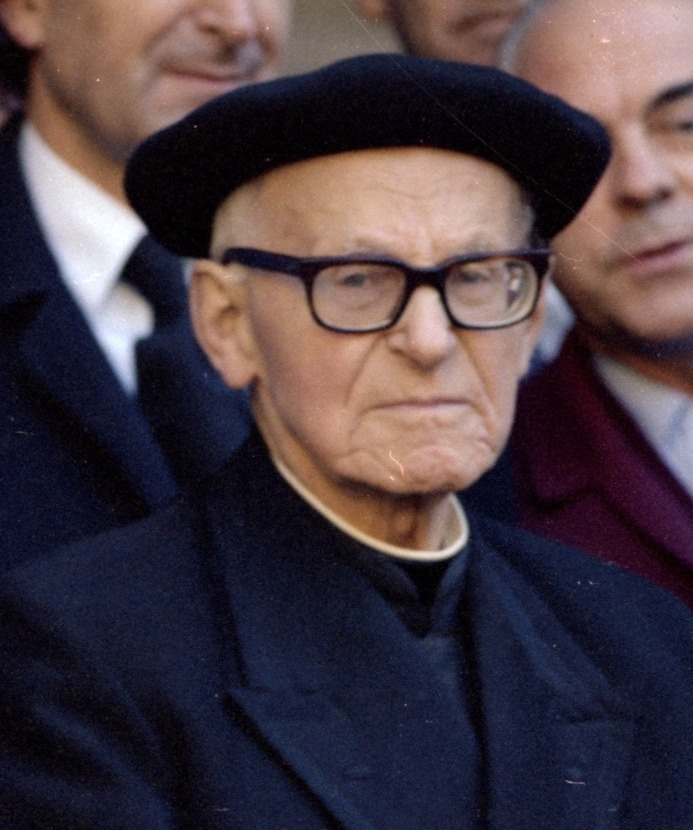
José Miguel de Barandiarán.
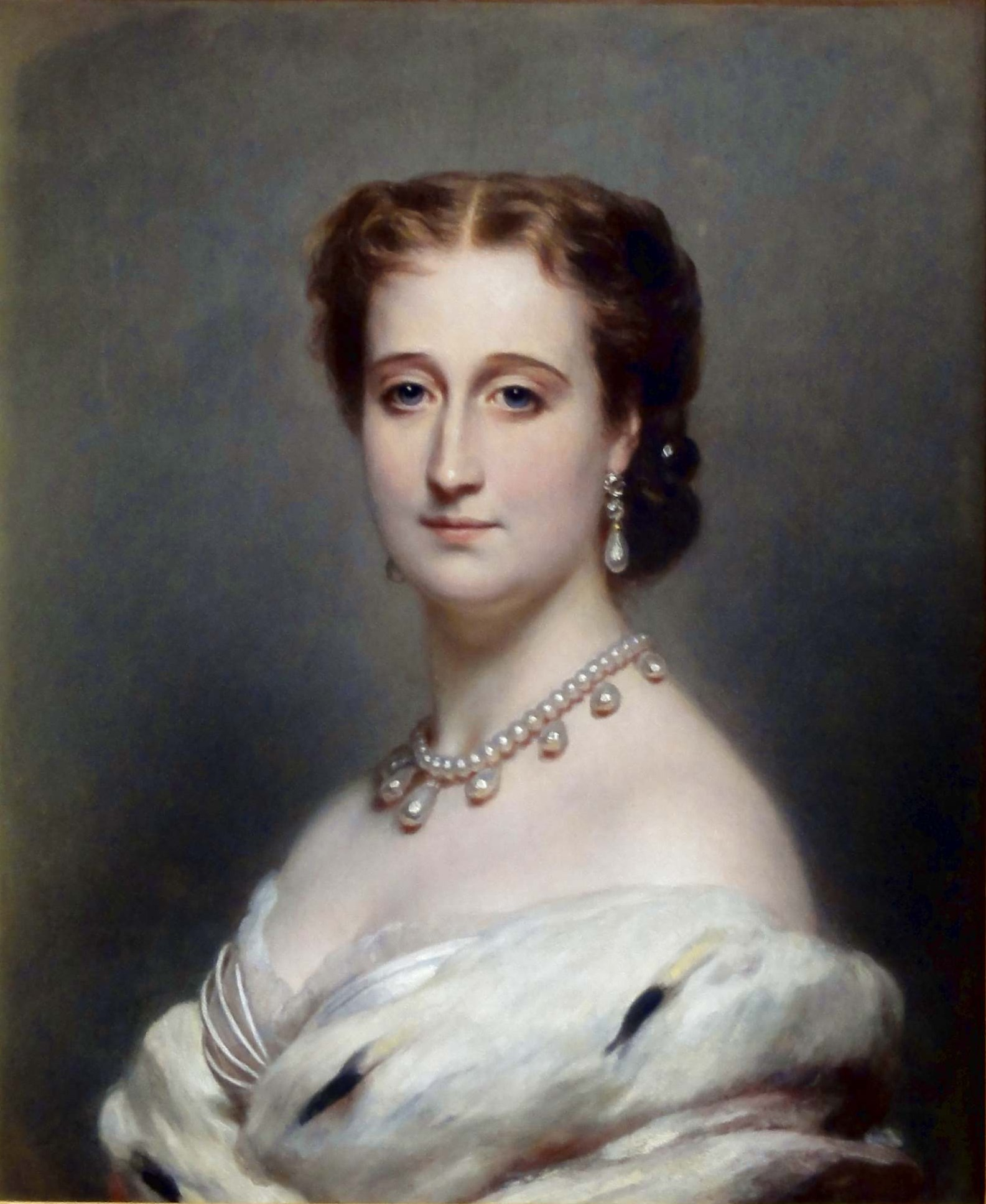
Eugénie de Montijo par Winterhalter.
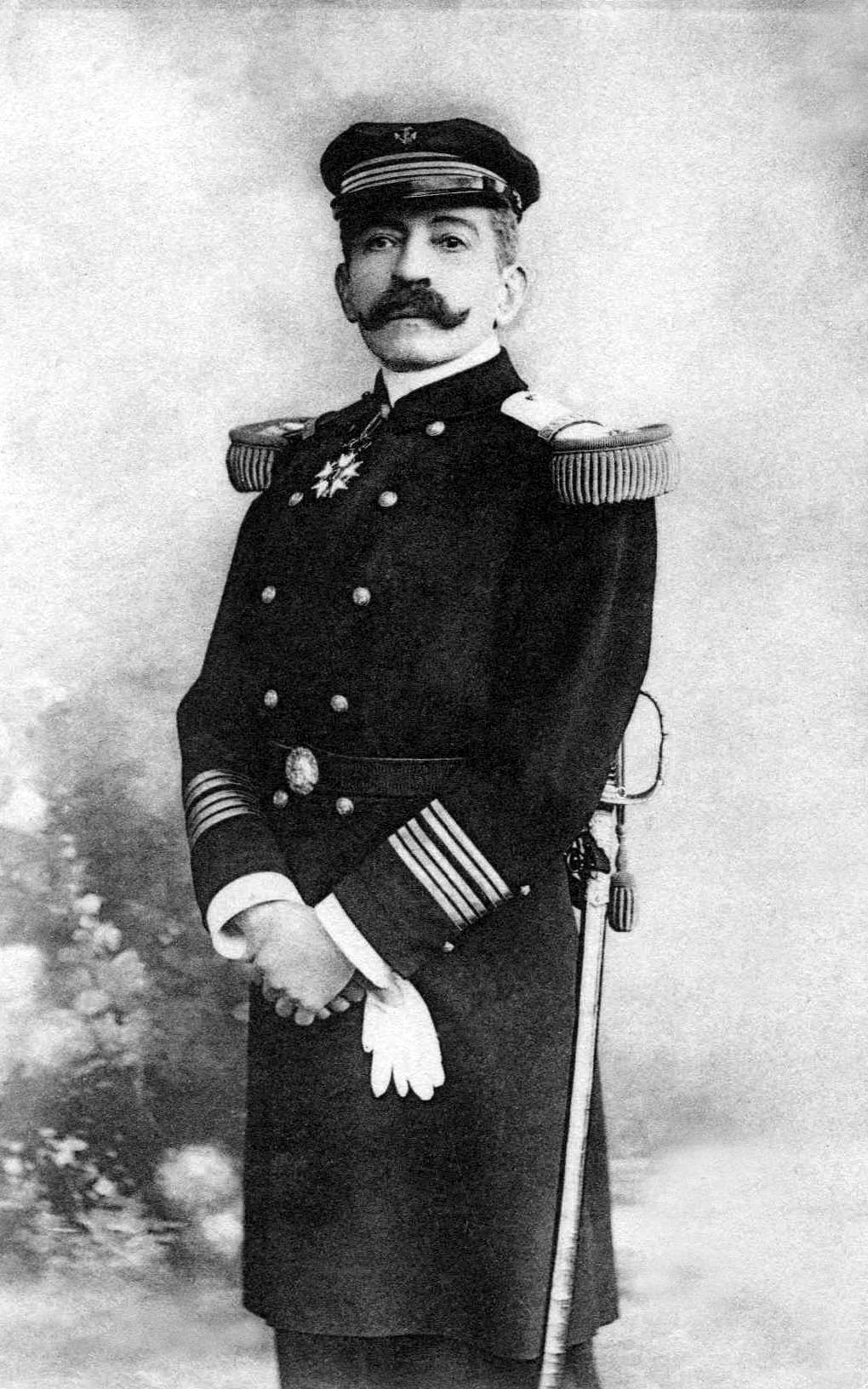
Pierre Loti.

Sare est la patrie de quelques personnalités régionales comme Joanes d'Ibarrola, né au XVe siècle à Sare, qui fut docteur utriusque juris — docteur en droit civil et canonique — conseiller au parlement de Rouen, puis à celui de Bordeaux, commissaire du roi chargé entre autres de la rédaction de la coutume de Soule (1520). Il contribua également à la fondation du collège de Guyenne. De même Bertrand de Lahet, né au XVe siècle à Sare, fut évêque de Bayonne de 1504 à 1519.
La localité a également accueilli des écrivains basques célèbres, comme Pedro de Axular, né en 1556 à Urdazubi et décédé en 1644 à Sare ; il transcrivit pour la première fois au XVIe siècle le basque parlé. Il fut confirmé dans sa possession et jouissance de la cure de Sare par le parlement de Bordeaux, à l'initiative d'Henri IV, cure qui lui était contestée en sa qualité d'étranger. Jean-Baptiste Elissamburu, né, lui, à Sare en 1828, est un capitaine et poète bertsulari qui a laissé des vers basques, toujours célèbres au Pays basque :
| Voyez-vous le matin Lorsque pointe la lumière Au sommet d'une colline Une maisonnette à façade blanche Au milieu de quatre grands chênes ? Une petite fontaine à côté, Un chien blanc devant la porte, C'est là que je vis en paix. | Ikhusten duzu goizean Argia asten denean Menditto baten gainean Etche ttikitto aintzin churi bat Lau haitz handiren artean ? Ithurritto bat aldean, Chakhur churi bat athean, Han bizi naiz ni bakean. |

Martin Hirigoyen Dolhagaray, Saratar de naissance en 1821, émigra en Argentine ; il est le père d'Hipólito Yrigoyen, deux fois président de l'Argentine. Autre voyageur saratar, Alberto de Palacio y Elissague, né en 1856 à Sare, est un ingénieur et architecte, créateur du pont transbordeur de Portugalete ou « Pont de Biscaye », construit en 1893, inscrit en 2006 au patrimoine mondial de l'Unesco.
Considérée comme l'un des bassins de la pelote basque, Sare a donné naissance à de nombreux champions, dont il a été question dans la section sports. Plus près de nous, il convient de nommer Victor Iturria, né en 1914 à Bassussarry et décédé en 1944 près de Blain, champion régional qui grandit à Sare ; il s'illustra durant la Seconde Guerre mondiale et se fit notamment remarquer par son habileté à lancer les grenades. Il est inhumé à Sare.
Sare a également attiré de nombreuses célébrités. Napoléon III et son épouse Eugénie visitèrent le village à plusieurs reprises, et en particulier ses grottes. Avec eux voyageait souvent Prosper Mérimée. Autre tête couronnée, Édouard VII était un passionné de pelote basque. Il fut présent à Sare notamment le 2 avril 1908 et le 2 avril 1909 ; durant cette seconde visite, il assista aux exploits de Chiquito de Cambo. Moins connu du grand public, Wentworth Webster, né en 1828 à Uxbridge (Middlesex, Angleterre), était un pasteur anglican et collecteur des contes basques du Labourd, qui passa ses dernières années et mourut à Sare en 1907.
Un autre passionné d'histoire et de culture basque, José Miguel de Barandiarán, s'installa à Sare en 1940 dans la maison Bidartea où il demeura jusqu'à son retour en Espagne, en 1953. Il mena des recherches qui aboutirent à la publication d'un ouvrage en 23 volumes par la Gran Enciclopedia Vasca.
Le résistant républicain espagnol Francisco Cavero Vas (1895-1944), enterré dans la commune proche de Moumour, s'est exilé à Sare.

Sare est également devenue célèbre dans la mémoire collective grâce à Pierre Loti qui a plusieurs fois visité le village au début du XXe siècle. Dans son roman Ramuntcho, Sare apparaît sous le nom d'Etchezar, et l'église Saint-Martin est évoquée : 

« […] la cloche d'Etchezar, la même chère vieille cloche, celle des tranquilles couvre-feu, celle des fêtes et celle des agonies, sonnait joyeusement, au beau soleil de juin. Le village était tendu partout de draps blancs, de broderies blanches, et la procession de la Fête-Dieu défilait très lente, sur une verte jonchée de fenouils et de roseaux coupés dans les marais d'en-bas. Les montagnes paraissaient proches et sombres, un peu farouches avec leurs tons bruns et leurs tons fauves, au-dessus de cette blanche théorie de petites filles cheminant sur un tapis de feuilles et d'herbes fauchées […]. »

Luis Mariano est un autre exemple d'hôte célèbre de la localité. Il fit partie de la chorale Euskadiko abesbatza en tant que ténor, jusqu'en 1938. Il acheta la maison Harangoinea en 1950, une ferme ancienne déjà mentionnée en 1505, avant de se fixer à Arcangues en 1960.

### Héraldique
Les armoiries furent accordées au village, en 1693, par Louis XIV, en récompense du courage montré par les habitants pour défendre leur territoire, lors d’une tentative d’intrusion de brigands venant de Vera de Bidassoa.
| Blason | Blasonnement : D'azur à la cuirasse d'argent surmontée d'un casque du même et accompagnée de trois fleurs de lys d'or. |